# 第44回世界遺産委員会
第44回世界遺産委員会（だい44かいせかいいさんいいんかい）は、2020年6月29日から7月9日に中国・福建省の福州市で開催予定だった世界遺産委員会である。しかし、新型コロナウイルス感染症（COVID-19）の世界的流行の影響で中止され、2021年7月16日から7月31日に拡大第44回世界遺産委員会として、オンライン・ミーティングの形式で開催された。
本委員会では、新たに34件の登録と1件の登録抹消があり、世界遺産の総数は1154件（文化遺産897、自然遺産218、複合遺産39）となった。

## 日程・会場の予定と変更
第44回世界遺産委員会は、2020年6月に中国・福建省の福州市で開催予定であったが、新型コロナウイルス感染症（COVID-19）の影響により開催中止となった。これまでにも蘇州市で開催予定だった2003年の第27回世界遺産委員会がSARSの影響で、マナーマ（バーレーン）で開催予定だった2011年の第35回世界遺産委員会がバーレーン騒乱により中止となり、フランス・パリの国際連合教育科学文化機関（ユネスコ）本部で開催されたことはあったが、今回はCOVID-19のパンデミックがヨーロッパに遷移したため、ユネスコ本部での開催も行われないこととなった。
その後、9月30日と10月16日に委員国によるオンライン会合を開催して当初の予定通り福州で開催する方針を固め、11月2-3日（日本時間）に開催した臨時セッションで正式に決定（開催日時は2021年6〜7月を予定し詳細な日取りは未決）。また、2021年にウガンダで実施予定だった次回委員会については同時に開く案や期間を空けて21年中（秋〜冬頃）に開催する案が出され、結局21年分もまとめて開催する方向となり、ユネスコでは第44回拡大委員会（extended 44th session）という扱いにした。
2021年3月29日に再度委員国によるオンライン会合を開催し、世界的に新型コロナウイルスの変異株による再流行が顕著になっていること、中国への国際線就航便が限られていること、中国では入国後2週間の隔離措置を採っており委員会全日程を含めると約1ヶ月に及ぶ長期拘束になること（外国人参加者は母国の制度次第で帰国後さらに隔離される）、委員会に参加する委員・ユネスコ職員・関係諸団体・報道陣などは総勢500名にもなり滞在中の検疫確保が困難であることなどから、委員会としては初となるオンラインで実施することとなり、会期を7月16〜31日（20日は休日）とし、時差がある地域からの参加者に配慮して連日パリ時間11時半〜15時半（開催地現地時間の17時半〜21時半）まで休憩なしで4時間の集中審議とすることにした。また、前述のように2020年と2021年分の新規登録審査をまとめて行うことになった（新規登録審査は24〜28日）。
オンラインでの開催となったため大人数収容の必要がなくなった一方で大量のコンピューター端末（パソコン）と周辺機器および通信プロトコルが必要なため、複数の副会場を設けてテーマ別の議事進行を行うことにした。副会場には昨年来よりユネスコのオンライン博物館に協賛している福建博物院やオンライン授業を実施した福州大学が設備（機材）が充実しており利用される（副会場については下記「順延開催決定をうけ〔オンライン開催変更後〕」の節参照）。

## 委員国
委員国は以下の通りである。地域区分はユネスコ執行委員会委員国のグループ区分に準じている。国名の太文字は議長・副議長国。
なお、2020年の委員会終了時点で一部の委員国の任期交替が行われる予定であったが、2021年の拡大委員会まで同一国が継続することになった。
| 議長国                                  | 中華人民共和国                 | 議長 田学軍中華人民共和国教育部副部長、中国ユネスコ全国委員会主席 |
| ヨーロッパ・北アメリカ （グループⅠ・Ⅱ） | ハンガリー                     | 副議長国                                                          |
| ヨーロッパ・北アメリカ （グループⅠ・Ⅱ） | スペイン                       | 副議長国                                                          |
| ヨーロッパ・北アメリカ （グループⅠ・Ⅱ） | ボスニア・ヘルツェゴビナ       |                                                                   |
| ヨーロッパ・北アメリカ （グループⅠ・Ⅱ） | ノルウェー                     |                                                                   |
| ヨーロッパ・北アメリカ （グループⅠ・Ⅱ） | ロシア                         |                                                                   |
| カリブ・ラテンアメリカ （グループⅢ）    | グアテマラ                     | 副議長国                                                          |
| カリブ・ラテンアメリカ （グループⅢ）    | セントクリストファー・ネイビス |                                                                   |
| カリブ・ラテンアメリカ （グループⅢ）    | ブラジル                       |                                                                   |
| アジア・太平洋 （グループⅣ）            |                                |                                                                   |
| オーストラリア                          |                                |                                                                   |
| キルギス                                |                                |                                                                   |
| タイ                                    |                                |                                                                   |
| アフリカ （グループⅤ-a）                | ウガンダ                       | 副議長国                                                          |
| アフリカ （グループⅤ-a）                | エチオピア                     |                                                                   |
| アフリカ （グループⅤ-a）                | マリ                           |                                                                   |
| アフリカ （グループⅤ-a）                | ナイジェリア                   |                                                                   |
| アフリカ （グループⅤ-a）                | 南アフリカ共和国               |                                                                   |
| アラブ諸国 （グループⅤ-b）              | バーレーン                     | 副議長国 兼 報告担当。報告担当者はMiray Hasaltun Wosinski         |
| アラブ諸国 （グループⅤ-b）              | エジプト                       |                                                                   |
| アラブ諸国 （グループⅤ-b）              | サウジアラビア                 |                                                                   |
| アラブ諸国 （グループⅤ-b）              | オマーン                       |                                                                   |

## 審議対象の推薦物件一覧
今回の審議で新規に保有国となる国はない。世界遺産条約を締約している国は、2020年にソマリアが加わったことで194か国になったため、そのうち、世界遺産を保有していない国は27か国となった。

### 2020年分
2020年分として審議対象になったのは、以下のとおりである。物件名に * 印が付いているものは既に登録されている物件の拡大登録などを示す。太字は正式登録（既存物件の拡大などについては申請要件が承認）された物件。英語名とフランス語名は諮問機関の勧告文書に基づいており、登録時に名称が変更された場合にはその名称を説明文中で太字で示してある。
| 自然遺産 | 自然遺産                               | 自然遺産   | 自然遺産 | 自然遺産 | 自然遺産  |
| 画像 | 推薦名                                 | 推薦国     | 勧告     | 決議     | 登録基準  |
| --- | -------------------------------------- | ---------- | -------- | -------- | --------- |
| | ケーンクラチャン森林保護区群           | タイ       | 登録延期 | 登録     | (10)      |
| Kaeng Krachan Forest Complex |                                        | タイ       | 登録延期 | 登録     | (10)      |
| Complexe des forêts de Kaeng Krachan |                                        | タイ       | 登録延期 | 登録     | (10)      |
| 第39回世界遺産委員会、第40回世界遺産委員会、第43回世界遺産委員会でいずれも「情報照会」決議となった。カレン族の居住権問題に加え、2021年に入りミャンマーのクーデターに伴う越境難民が流入し、生きるために森林伐採や密猟が行われているという報告があり、確認を求めている。「情報照会」決議の場合、再推薦時に現地調査は省略できるため、今回の再挑戦では現地調査が省かれたが、IUCNは、大幅な資産範囲変更を踏まえ、現地調査なしには価値の評価ができないとし、その他の解決すべき課題群も挙げ、「登録延期」を勧告した。委員会ではミャンマーへの意見聴取も行われ、懸案だった保護を約束し、「将来的にはトランスバウンダリー（国境を越えた遺産）にしたい」との言質を得た。また、カレン族や難民の扱いについてヒューマン・ライツ・ウォッチなどの人権人道支援団体もオブザーバー参加した。ケーンクラチャン国立公園、Kui Buri National Park、Chalerm Phrakiat Thai Prachan National Park、Maenam Phachi Wildlife Sanctuaryから成る。 |                                        |            |          |          |           |
| | ゲボル（韓国の干潟）                   | 大韓民国   | 登録延期 | 登録     | (10)      |
| Getbol, Korean Tidal Flat |                                        | 大韓民国   | 登録延期 | 登録     | (10)      |
| Getbol, étendue cotidale coréenne |                                        | 大韓民国   | 登録延期 | 登録     | (10)      |
| 新安干潟・高敞干潟・宝城-順天干潟・舒川干潟の4件を対象とする。2018年1月に推薦されたものの、書類不備により審議対象外となったため、再推薦されたものである。IUCNは顕著な普遍的価値に潜在的に適合する可能性は認めつつも、構成資産の再考などが必要とした。IUCNの協力団体であるバードライフ・インターナショナルは、ゲボルが渡り鳥飛来地であることから、2019年に登録された中国の「黄海＝渤海湾沿岸の渡り鳥保護区群（第1段階）」のトランスバウンダリーとすることで価値が高まるとしている。委員会ではオブザーバー参加の東アジア・オーストラリア地域フライウェイ・パートナーシップ（EAAFWP）が渡り鳥の中継地としての重要性を説き、登録に至った。韓国にとって済州の火山島と溶岩洞窟群に続く2件目の自然遺産となった。正式登録に際し、Getbol, Korean Tidal Flats / Getbol, étendues cotidales coréennesと、複数形になった。 |                                        |            |          |          |           |
| | 奄美大島、徳之島、沖縄島北部及び西表島 | 日本       | 登録     | 登録     | (10)      |
| Amami-Oshima Island, Tokunoshima Island, Northern part of Okinawa Island, and Iriomote Island |                                        | 日本       | 登録     | 登録     | (10)      |
| le Amami-Oshima, île Tokunoshima, partie nord de l’île d’Okinawa et île d’Iriomote |                                        | 日本       | 登録     | 登録     | (10)      |
| 2018年に「登録延期」勧告を受けて、再推薦されたもの。2021年5月10日に登録勧告が出された。 |                                        |            |          |          |           |
| | コルキスの雨林・湿地群                 | ジョージア | 登録     | 登録     | (9), (10) |
| Colchic Rainforests and Wetlands |                                        | ジョージア | 登録     | 登録     | (9), (10) |
| Forêts pluviales et zones humides de Colchide |                                        | ジョージア | 登録     | 登録     | (9), (10) |
| パリアストミ湖に面したコルキス国立公園を中核にムティララ国立公園・キントリシ国立公園・コブレティ保護区の温帯雨林と湿地。物件の特色は、en:Euxine-Colchic deciduous forestsも参照のこと。委員会では「黒海盆地と南コーカサスにおける重要な生態系」と評価。ジョージア初の自然遺産登録となった。 |                                        |            |          |          |           |
| | 古典的カルスト                         | スロベニア | 不登録   | ――       |           |
| Classical Karst |                                        | スロベニア | 不登録   | ――       |           |
| Karst classique |                                        | スロベニア | 不登録   | ――       |           |
| スロベニアのクラス地方は、カルスト地形の語源になった。IUCNは、推薦された資産の顕著な普遍的価値を認めず、既に登録されているシュコツィアン洞窟群の拡大登録とすることなども含めた再考を求め、「不登録」を勧告した。推薦国によって審議前に取り下げられた。 |                                        |            |          |          |           |

| 複合遺産 | 複合遺産                                                             | 複合遺産   | 複合遺産 | 複合遺産 | 複合遺産 |
| 画像 | 推薦名                                                               | 推薦国     | 勧告     | 決議     | 登録基準 |
| --- | -------------------------------------------------------------------- | ---------- | -------- | -------- | -------- |
| | ホルカ・ソフ・ウマール:自然・文化遺産（ソフ・ウマール:神秘の洞窟群） | エチオピア | 不登録   | ――       |          |
| Holqa Sof Umar: Natural and Cultural Heritage (Sof Umar: Caves of Mystery) |                                                                      | エチオピア | 不登録   | ――       |          |
| Holqa Sof Umar : Patrimoine naturel et culturel (Sof Umar : Grottes du mystère) |                                                                      | エチオピア | 不登録   | ――       |          |
| 登録されれば、エチオピア初の複合遺産となるところだった。ソフ・ウマールはウェイブ川の地下水脈が開削した洞窟で、固有種の蝙蝠や目がないドウクツギョ科の仲間が生息し、イスラム教神秘主義の隠れ道場に用いられた。また、多くの甌穴が穿たれており、地質学的にも注目されている（物件概要は、en:Sof Omar Cavesも参照のこと）。ただし、IUCNはすでに世界遺産に登録されている洞窟群に比べて優越する価値を示せていない等の理由で「不登録」を勧告し、ICOMOSも文化的価値の証明が不十分等の理由から「不登録」を勧告した。推薦国によって審議前に取り下げられた。 |                                                                      |            |          |          |          |

| 文化遺産 | 文化遺産 | 文化遺産                                                                   | 文化遺産 | 文化遺産 | 文化遺産      |
| 画像 | 推薦名 | 推薦国                                                                     | 勧告     | 決議     | 登録基準      |
| --- | --- | -------------------------------------------------------------------------- | -------- | -------- | ------------- |
| | イラン縦貫鉄道 | イラン                                                                     | 登録延期 | 登録     | (2), (4)      |
| Trans-Iranian Railway | | イラン                                                                     | 登録延期 | 登録     | (2), (4)      |
| Chemin de fer transiranien | | イラン                                                                     | 登録延期 | 登録     | (2), (4)      |
| 国際産業遺産保存委員会（TICCIH）は軌道構造物のベレスク橋を20世紀前半の鉄道工学の傑作とし、石油産業が中核となる1950年代以前のイランにおける近代化の様子を伝えていると評価した。他方、ICOMOSは顕著な普遍的価値の証明が不十分等として、「登録延期」を勧告した。 | |                                                                            |          |          |               |
| | カーカティーヤ朝の荘厳な寺院・玄関群 - テランガーナ州ジャヤシャンカル・ブパルパリー県パランペットのルドレシュワラ（ラマッパ）寺院 | インド                                                                     | 登録延期 | 登録     | (1), (3)      |
| The Glorious Kakatiya Temples and Gateways – Rudreshwara (Ramappa) Temple, Palampet, Jayashankar Bhupalpally District, Telangana State | | インド                                                                     | 登録延期 | 登録     | (1), (3)      |
| Les glorieux temples et portes kakatiya - le temple Rudreshwara (Ramappa), Palampet, District de Jayashankar Bhupalpally, État du Telangana | | インド                                                                     | 登録延期 | 登録     | (1), (3)      |
| マルコ・ポーロが訪れ、同時代のインドの他の寄港地と比べ洗練されていたと語ったと伝わる。ヒンドゥー寺院としては重厚な造りだが装飾が少なく、玄関（扉など）に華美な彫刻が見られる。これは玄関が神の世界への入口というこの地域独自の思想による。しかし扉や窓だけ残し、建物はコンクリートで作り直して科学的根拠（歴史的再現性）のない塗装を施すなど、真正性が確保されていないものも多い。また安置されていた神像の盗難や建物の崩壊が進んでいながら放置されているものも多く管理不行き届きの問題もある。情報照会勧告をうけ、状態が良いマラッパ寺院のみに絞り、水に浮くほど軽いレンガを用いていることなど、建築資材の観点にも言及した。en:Ramappa Templeも参照のこと。正式登録に際し、名称は「テランガーナ州のカーカティーヤ・ルドレシュワラ（ラマッパ）寺院」（Kakatiya Rudreshwara (Ramappa) Temple, Telangana / Temple de Kakatiya Rudreshwara (Ramappa), Telangana）となった。 | |                                                                            |          |          |               |
| | 泉州 : 宋・元時代の中国における世界のエンポリウム                                                                                 | 中国                                                                       | 登録     | 登録     | (4)           |
| Quanzhou: Emporium of the World in Song-Yuan China | | 中国                                                                       | 登録     | 登録     | (4)           |
| Quanzhou : emporium mondial de la Chine des Song et des Yuan | | 中国                                                                       | 登録     | 登録     | (4)           |
| 泉州の史跡群（古泉州（刺桐）史迹）は第42回世界遺産委員会で審議されたが、「情報照会」決議となっていた。開元寺、清浄寺（モスク）、老子像（清源山石造像）、洛陽橋など22件の構成資産から成る今回の再推薦では、ICOMOSは全構成資産の「登録」を勧告した。中国語での名称は、「泉州－宋元中国的世界海洋商易中心」。 | |                                                                            |          |          |               |
| | 鹿石とその関連遺跡群 : 青銅器時代の中心地                                                                                         | モンゴル                                                                   | 情報照会 | 情報照会 |               |
| Deer Stone Monuments and Related Sites, the Heart of Bronze Age Culture | | モンゴル                                                                   | 情報照会 | 情報照会 |               |
| Monuments des pierres à cerfs et sites associés, le coeur de la culture de l’âge du bronze | | モンゴル                                                                   | 情報照会 | 情報照会 |               |
| 通称は鹿石だが、描かれているのはトナカイとする説が有力で、現在のモンゴル高原は生息環境ではないため、気候変動を証明する証拠としても貴重。ICOMOSはその価値が証明されるであろう見通しを示しつつ、そのための情報が足りないことなどを理由として「情報照会」を勧告した。勧告通りの決議となった。 | |                                                                            |          |          |               |
| | ヒマー・ナジュラーンの文化的岩絵群                                                                                                | サウジアラビア                                                             | 情報照会 | 登録     | (3)           |
| Cultural Rock Arts in Ḥimā Najrān | | サウジアラビア                                                             | 情報照会 | 登録     | (3)           |
| Arts rupestres culturels de Ḥimā Najrān | | サウジアラビア                                                             | 情報照会 | 登録     | (3)           |
| ナジュラーン州ナジュラーンの郊外、ルブアルハリ砂漠の中にあるヒマーの岩山に描かれた岩絵。香料の道の中継地（オアシス）で、井戸やキャラバンサライの遺跡も残る。一般に原始的な岩絵は動物や狩猟の様子を描くアニミズム的な要素が強いが、ここでは人間同士の戦闘シーンなども彫り込まれている（en:Bir Hima Rock Petroglyphs and Inscriptionsも参照）。ICOMOSはその顕著な普遍的価値を認めつつ、正確な資産範囲の提示などを求め、「情報照会」決議とした。逆転登録に際し、登録名は「ヒマー文化地域」（Ḥimā Cultural Area / Aire culturelle de Ḥimā）となった。 | |                                                                            |          |          |               |
| | ヨーロッパの大温泉保養都市群 | イギリス · イタリア · オーストリア · チェコ · ドイツ · フランス · ベルギー | 登録     | 登録     | (2),(3)       |
| The Great Spas of Europe | | イギリス · イタリア · オーストリア · チェコ · ドイツ · フランス · ベルギー | 登録     | 登録     | (2),(3)       |
| Les grandes villes d’eaux d’Europe | | イギリス · イタリア · オーストリア · チェコ · ドイツ · フランス · ベルギー | 登録     | 登録     | (2),(3)       |
| スパ (ベルギー)、ヴィシー、バーデン＝バーデン、マリアーンスケー・ラーズニェ、バース (イングランド)、モンテカティーニ・テルメなどの温泉保養地を対象とする。なお、バース市街はすでに単独の世界遺産になっている。委員会では「医学や温泉療法の発展と入浴という精神衛生の価値観を具現化している」と評価。正式登録に際し、英語名がThe Great Spa Towns of Europeとなった。 | |                                                                            |          |          |               |
| | パドウァ・ウルブス・ピクタ:ジョットのスクロヴェーニ礼拝堂とパドヴァの14世紀フレスコ画作品群                                       | イタリア                                                                   | 登録     | 登録     | (2)           |
| ‘Padova Urbs picta ’, Giotto’s Scrovegni Chapel and Padua’s fourteenth-century fresco cycles | | イタリア                                                                   | 登録     | 登録     | (2)           |
| « Padoue Urbs picta », Chapelle des Scrovegni de Giotto et les cycles de fresques du XIVe siècle à Padoue | | イタリア                                                                   | 登録     | 登録     | (2)           |
| パドヴァは14世紀から15世紀初頭に文化的にも最盛期を迎え、1304年にこの地に来たジョットをはじめとする芸術家たちのフレスコ画群が残る。委員会では「フレスコ画の変遷の内、最も劇的に発展した時期の証拠であり、人間の空間表現の飛躍を表している」と評価。正式登録に際し、登録名が「パドヴァの14世紀フレスコ作品群」（Padua’s fourteenth-century fresco cycles / Cycles de fresques du XIVe siècle à Padoue）となった。 | |                                                                            |          |          |               |
| | ローマ帝国の国境線-ドナウのリーメス（西部分）                                                                                     | オーストリア · スロバキア · ドイツ · ハンガリー                            | 情報照会 | 登録     | (2),(3),(4)   |
| Frontiers of the Roman Empire – The Danube Limes (Western Segment) | | オーストリア · スロバキア · ドイツ · ハンガリー                            | 情報照会 | 登録     | (2),(3),(4)   |
| Les frontières de l’Empire romain – le limes du Danube (segment occidental) | | オーストリア · スロバキア · ドイツ · ハンガリー                            | 情報照会 | 登録     | (2),(3),(4)   |
| 第43回世界遺産委員会で推薦され、登録勧告を受けていたが、構成資産の再構成に関連し、情報照会決議となった。審査の直前になりハンガリーが推薦辞退を申し出たため、一時審議保留順延となった。ハンガリーの辞退理由は、構成資産があるハジョギャリ島に迎賓館施設があり、警備保安上の問題を上げた（この他リゾート開発計画もあったがそれは撤回）。 | |                                                                            |          |          |               |
| | スピナロンガの要塞 | ギリシャ                                                                   | 不登録   | ――       |               |
| Fortress of Spinalonga | | ギリシャ                                                                   | 不登録   | ――       |               |
| Forteresse de Spinalonga | | ギリシャ                                                                   | 不登録   | ――       |               |
| スピナロンガ半島北端の小島、スピナロンガ島の要塞で、16世紀にヴェネツィア共和国によって築かれた。ICOMOSは、すでに世界遺産になっている16世紀から17世紀のヴェネツィアの防衛施設群:スタート・ダ・テッラと西スタート・ダ・マールなどと比べ、価値の証明がされていないとして「不登録」を勧告した。推薦国によって審議前に取り下げられた。 | |                                                                            |          |          |               |
| | ダルムシュタットのマティルデの丘                                                                                                  | ドイツ                                                                     | 情報照会 | 登録     | (2),(4)       |
| Mathildenhöhe Darmstadt | | ドイツ                                                                     | 情報照会 | 登録     | (2),(4)       |
| La Mathildenhöhe à Darmstadt | | ドイツ                                                                     | 情報照会 | 登録     | (2),(4)       |
| マティルデの丘（マチルダの丘）にはヘッセン大公エルンスト・ルートヴィヒが1897年にダルムシュタット芸術家村を建設し、ユーゲント・シュティールの拠点となった。ICOMOSはその顕著な普遍的価値を認めつつ、ビジターセンターの予定地が資産の完全性に与える影響を懸念し、「情報照会」を勧告した。委員会では「アーツ・アンド・クラフツ運動やウィーン分離派が初期近代建築・都市計画・景観デザインに与えた影響の物証」と評価。 | |                                                                            |          |          |               |
| | コルドゥアン灯台 | フランス                                                                   | 登録     | 登録     | (1),(4)       |
| Cordouan Lighthouse | | フランス                                                                   | 登録     | 登録     | (1),(4)       |
| Le phare de Cordouan | | フランス                                                                   | 登録     | 登録     | (1),(4)       |
| ル・ヴェルドン＝シュル＝メールのジロンド川河口に残る灯台である。17世紀に建造された、フランスの近代的な灯台で最初のものと位置付けられている。潮流が速く、動力船が登場するまで年二回の最小潮位（干潮）の時に灯台守が交替して半年間過ごさねばならなかったことから、アンリ4世が灯台内に礼拝堂を設けさせた（現在は堆積物により周囲は浅瀬化）。灯台としては現在も使われている稼働遺産（リビングヘリテージ）であるが、点灯は機械化されている。委員会では「海上信号の傑作」と評価。 | |                                                                            |          |          |               |
| | 慈善の集団居住地群 | ベルギー オランダ                                                          | 登録     | 登録     | (2), (4)      |
| Colonies of Benevolence | | ベルギー オランダ                                                          | 登録     | 登録     | (2), (4)      |
| Colonies de bienfaisance | | ベルギー オランダ                                                          | 登録     | 登録     | (2), (4)      |
| 第42回世界遺産委員会で推薦されたときは「情報照会」決議となっていた。今回は、推薦されたオランダ2件（Frederiksoord-Wilhelminaoord, Veenhuizen）、ベルギー1件（Wortel）のすべてが「登録」勧告を受けた。ユネスコは「社会秩序に関する19世紀の西洋的でユートピア的な考えに基づいた、顕著な社会実験」と評価。委員会では「現代におけるエコビレッジなどの社会運動の原点」と評価。 | |                                                                            |          |          |               |
| | オランダの水利防塞線群（アムステルダムの防塞線の拡大申請）*                                                                       | オランダ                                                                   | 情報照会 | 承認     | (2), (4), (5) |
| Dutch Water Defence Lines [extension of “Defence Line of Amsterdam”, inscribed in 1996] | | オランダ                                                                   | 情報照会 | 承認     | (2), (4), (5) |
| Lignes d’eau de défense hollandaises [extension de « Ligne de défense d'Amsterdam », inscrit en 1996] | | オランダ                                                                   | 情報照会 | 承認     | (2), (4), (5) |
| ユトレヒトにある洪水線を包括し、対象をアムステルダム外へ広げ、総延長135キロに及び、ムイデン城・スロットラブスタイン城・ワウトリヘム要塞などを伴う（nl:Nieuwe Hollandse Waterlinieおよびnl:Nederlandse waterverdedigingslinieを参照）。ICOMOSは従来の資産の価値の強化につながるものとして評価したが、構成資産で不足している要素や取り除くべき要素について注文を付け、「情報照会」を勧告した。 | |                                                                            |          |          |               |
| | パセオ・デル・プラドとブエン・レティーロ、芸術と科学の景観                                                                        | スペイン                                                                   | 登録延期 | 登録     | (2), (4), (6) |
| Paseo del Prado and Buen Retiro, a landscape of Arts and Sciences | | スペイン                                                                   | 登録延期 | 登録     | (2), (4), (6) |
| Paseo del Prado et Buen Retiro, un paysage des arts et des sciences | | スペイン                                                                   | 登録延期 | 登録     | (2), (4), (6) |
| マドリードのパセオ・デル・プラド（プラド通り）に面するのがプラド美術館であり、その東側にレティ―ロ公園がある。ICOMOSは構成資産が個別に顕著な普遍的価値を満たしうることを指摘しつつ、推薦内容を練り直すことを求めて「登録延期」を勧告した。委員会では計画的並木道の嚆矢であるプラド通りの後世に与えた影響を高く評価した。 | |                                                                            |          |          |               |
| | アルスランテペの遺丘 | トルコ                                                                     | 情報照会 | 登録     | (3)           |
| Arslantepe Mound | | トルコ                                                                     | 情報照会 | 登録     | (3)           |
| Tell d’Arslantepe | | トルコ                                                                     | 情報照会 | 登録     | (3)           |
| アルスランテペ遺跡はミリド遺跡（Melid）とも呼ばれる。銅器時代からヒッタイトや古代ローマを経てビザンチン時代まで祭祀と政治の場として継続して使われ続けてきた。ICOMOSからは、特に金石併用時代の遺跡が評価されたものの、保存面の課題が指摘され、「情報照会」を勧告された。委員会では「異なる民族・文化が共通して珍重した文化的空間であり場所の精神を伝えている」と評価。 | |                                                                            |          |          |               |
| | ロシア・モンタナの鉱山景観 | ルーマニア                                                                 | 登録     | 登録     | (2), (3), (4) |
| Roșia Montană Mining Landscape | | ルーマニア                                                                 | 登録     | 登録     | (2), (3), (4) |
| Paysage minier de Roșia Montană | | ルーマニア                                                                 | 登録     | 登録     | (2), (3), (4) |
| ヨーロッパ最大の露天掘り竪坑群で、古代ローマの手掘りから始まり、近代産業化を経て、リモートセンシングを最も早い時期に採用し、無人掘削機を導入するなど、鉱山史の変遷をたどることができる。第42回世界遺産委員会では「登録」勧告が出ていたが、推薦国の要請で「情報照会」決議となっていた。ICOMOSの勧告は前回と同じで「登録」を勧告しつつ、同時に危機遺産リストへの登録を求めるものだった。勧告通りに危機遺産登録されたが、その点については、下記の危機遺産の節も参照のこと。 | |                                                                            |          |          |               |
| | ロバート・ブール・マルクス記念遺産                                                                                                | ブラジル                                                                   | 登録     | 登録     | (2), (4)      |
| Sítio Roberto Burle Marx | | ブラジル                                                                   | 登録     | 登録     | (2), (4)      |
| Sítio Roberto Burle Marx | | ブラジル                                                                   | 登録     | 登録     | (2), (4)      |
| 対象物件はグローバル・ストラテジーに基づく20世紀の建築（戦後の現代建築）で、ガーデンデザインおよび庭に置かれた美術工芸品としての立体造形物（動産・可動資産）も含まれる。ICOMOSは文化的景観として登録を勧告した。 | |                                                                            |          |          |               |
| | ラ・イサベラの史跡・考古遺跡 | ドミニカ共和国                                                             | 不登録   | ――       |               |
| Historical and Archaeological Site of La Isabela | | ドミニカ共和国                                                             | 不登録   | ――       |               |
| Site historique et archéologique de La Isabela | | ドミニカ共和国                                                             | 不登録   | ――       |               |
| ラ・イサベラはコロンブスによる最も初期の入植地で、新大陸における初のキリスト教ミサが行われた福音の地とされるが、これらは先住民迫害史の幕開けの場所という批判も伴う。現在は国立の歴史公園（National Park Cristobal Colon RD）として整備され、カリビアンアイデンティティーを認識する場とされている。登録されれば、ドミニカ共和国にとってサントドミンゴの植民都市に続く2件目の世界遺産となるが、ICOMOSは、今回の推薦がスペイン人入植に力点を置いたものである点に否定的で、異なる視点から推薦内容を再構築すべきとして「不登録」を勧告した。推薦国によって審議前に取り下げられた。 | |                                                                            |          |          |               |
| | チャンキーヨの太陽観測と儀式の中心地                                                                                              | ペルー                                                                     | 登録     | 登録     | (1), (4)      |
| Chankillo Solar Observatory and ceremonial center | | ペルー                                                                     | 登録     | 登録     | (1), (4)      |
| Observatoire solaire et centre cérémoniel de Chanquillo | | ペルー                                                                     | 登録     | 登録     | (1), (4)      |
| チャンキーヨは海抜300メートルの丘の上に築かれた形成期末期の遺跡で、石壁の重なった構造などから城砦だったと考えられている。正式登録に際し、名称が「チャンキーヨの天文考古学遺産群」（Chankillo Archaeoastronomical Complex / Ensemble archéoastronomique de Chanquillo）となった。 | |                                                                            |          |          |               |
| | 技師エラディオ・ディエステの作品:アトランティダの聖堂                                                                             | ウルグアイ                                                                 | 登録     | 登録     | (4)           |
| The work of engineer Eladio Dieste: Church of Atlántida | | ウルグアイ                                                                 | 登録     | 登録     | (4)           |
| L’œuvre de l’ingénieur Eladio Dieste : Église d’Atlántida | | ウルグアイ                                                                 | 登録     | 登録     | (4)           |
| グローバル・ストラテジーに基づく20世紀の建築（戦後の現代建築）で、人造スレートやアルミニウムなどの新建材を用いた嚆矢。今回は顕著な普遍的価値（OUV）が証明された代表作の教会単独での推薦となったが、将来的には他の作品への拡張登録も目指す。 | |                                                                            |          |          |               |

### 2021年分
2021年に開催予定だった第45回世界遺産委員会での審議を前提に、期日（2020年2月1日）までに推薦書が提出された資産のうち、今回審議対象になるのは以下の資産である。物件名に * 印が付いているものは既に登録されている物件の拡大登録などを示す。
| 自然遺産 | 自然遺産 | 自然遺産 | 自然遺産 | 自然遺産 | 自然遺産  |
| 画像 | 推薦名 | 推薦国 | 勧告     | 決議     | 登録基準  |
| --- | --- | --- | -------- | -------- | --------- |
| | イヴィンド国立公園 | ガボン | 情報照会 | 登録     | (9), (10) |
| Ivindo National Park | | ガボン | 情報照会 | 登録     | (9), (10) |
| Parc national de l’Ivindo | | ガボン | 情報照会 | 登録     | (9), (10) |
| イヴィンド川はオゴウエ川の支流の一つで、その中では最大とされる。その上流の原生林は、動物相の豊かさの点で特筆される。IUCNはその顕著な普遍的価値は認めたものの、保護管理面の課題を指摘し、「情報照会」勧告とした。委員会では「ここに生息する霊長類の特性に注視すべき（国際霊長類学会から当該地域における日本の支援に対して謝辞が贈られた）」、「イヴィンドを中心とする中央アフリカ域熱帯雨林はアマゾンに次ぐ”地球の第二の肺”である」と評価。 | | |          |          |           |
| | カルパティア山脈とヨーロッパ各地の古代及び原生ブナ林（「カルパティア山脈とヨーロッパ各地の古代及び原生ブナ林」2007年登録、2011年・2017年拡大、登録基準(9)、の拡大）* | イタリア · 北マケドニア · スイス · セルビア · スロバキア · チェコ · フランス · ポーランド · ボスニア・ヘルツェゴビナ · モンテネグロ | 承認     | 承認     | (9)       |
| Ancient and Primeval Beech Forests of the Carpathians and Other Regions of Europe [extension of “Ancient and Primeval Beech Forests of the Carpathians and Other Regions of Europe”, inscribed in 2007, extensions in 2011 and 2017, criterion (ix)] | | イタリア · 北マケドニア · スイス · セルビア · スロバキア · チェコ · フランス · ポーランド · ボスニア・ヘルツェゴビナ · モンテネグロ | 承認     | 承認     | (9)       |
| Forêts primaires et anciennes de hêtres des Carpates et d’autres régions d’Europe [extension de « Forêts primaires et anciennes de hêtres des Carpates et d’autres régions d’Europe » inscrit en 2007, extensions en 2011 et 2017, critère (ix)] | | イタリア · 北マケドニア · スイス · セルビア · スロバキア · チェコ · フランス · ポーランド · ボスニア・ヘルツェゴビナ · モンテネグロ | 承認     | 承認     | (9)       |
| すでに12か国の国境を超える世界遺産になっているが、さらなる拡大を目指す。申請国のうち、イタリアとスロバキア以外は新規保有国になるため、登録された場合、20か国で共有する世界遺産になるが、IUCNは推薦された37件（うち1件は勧告前に取り下げ）に対し、価値の証明が不十分な資産や価値を満たさない資産が含まれることを指摘し、セルビアとモンテネグロを除く8か国21件に対してのみ登録を勧告した。委員会では「これまではブナ純林主体であったが、今回の拡張で混合林が含まれるようになり、生態学的により多様性を表現するようになった」と評価。勧告通り、セルビアとモンテネグロの範囲は認められなかったが、18か国で共有される世界遺産となった。 | | |          |          |           |

| 文化遺産 | 文化遺産 | 文化遺産         | 文化遺産 | 文化遺産         | 文化遺産      |
| 画像 | 推薦名 | 推薦国           | 勧告     | 決議             | 登録基準      |
| --- | --- | ---------------- | -------- | ---------------- | ------------- |
| | フーラーマーン/ウラマナトの文化的景観                                                                           | イラン           | 登録     | 登録             | (3), (5)      |
| Cultural Landscape of Hawraman/Uramanat | | イラン           | 登録     | 登録             | (3), (5)      |
| Paysage culturel de Hawraman/Uramanat | | イラン           | 登録     | 登録             | (3), (5)      |
| 推薦地域はザグロス山脈に位置する。イラクにもまたがる地域だが、イラン国内ではケルマーンシャー州とコルデスターン州に属する。元々はゾロアスター教徒が傾斜地を雛壇状に開削し石積み家屋を建てた集落で、クルド系民族が数千年にわたり山岳地帯に適用した農牧業を営んでいた景観が広がっており、ICOMOSもその顕著な普遍的価値を認め、「登録」を勧告した。イランではアルゲ・バム、メイマンドに続く3件目の文化的景観である。 | |                  |          |                  |               |
| | ドーラビーラ : ハラッパー文化の都市                                                                             | インド           | 登録     | 登録             | (3), (4)      |
| Dholavira: a Harappan City | | インド           | 登録     | 登録             | (3), (4)      |
| Dholavira : une cité harappéenne | | インド           | 登録     | 登録             | (3), (4)      |
| ドーラビーラはインダス文明の都市遺跡の一つである。インダス文明関連では、パキスタンのモヘンジョダロが世界遺産になっているが、ハラッパーやメヘルガルへの拡大申請は第33回世界遺産委員会で「不承認」（不登録）決議が出た経緯がある。しかし、ICOMOSはこの資産については、その保存状態の良さとともに顕著な普遍的価値を認め、登録を勧告した。 | |                  |          |                  |               |
| | 北海道・北東北の縄文遺跡群                                                                                      | 日本             | 登録     | 登録             | (3), (5)      |
| Jomon Prehistoric Sites in Northern Japan | | 日本             | 登録     | 登録             | (3), (5)      |
| Sites préhistoriques Jomon dans le nord du Japon | | 日本             | 登録     | 登録             | (3), (5)      |
| 三内丸山遺跡など、1道3県にまたがる17件の構成資産から成り、農耕に移行しないまま定住が営まれた縄文時代の様子を伝えている。 | |                  |          |                  |               |
| | サルト - 寛容と都市的ホスピタリティの場                                                                         | ヨルダン         | 登録     | 登録             | (2), (3)      |
| As-Salt - The Place of Tolerance and Urban Hospitality | | ヨルダン         | 登録     | 登録             | (2), (3)      |
| As-Salt – lieu de tolérance et d’hospitalité urbaine | | ヨルダン         | 登録     | 登録             | (2), (3)      |
| 1995年の第19回世界遺産委員会では、「サルトの旧市街」がビューローで「登録延期」と決議されていた。また、サルトの折衷主義建築は第41回世界遺産委員会で審議されたが、「登録延期」決議となっていた。今回の推薦では、オスマン帝国末期に黄金時代を迎えたサルトの、宗教の枠を超えた共生の伝統を伝える点に焦点が当てられ、「登録」が勧告された。 | |                  |          |                  |               |
| | コートジボワール北部のスーダン様式モスク群                                                                      | コートジボワール | 登録延期 | 登録             | (2), (4)      |
| Sudanese style mosques in northern Côte d’Ivoire | | コートジボワール | 登録延期 | 登録             | (2), (4)      |
| Mosquées de style soudanais du nord ivoirien | | コートジボワール | 登録延期 | 登録             | (2), (4)      |
| 8件のモスクを対象とする推薦だったが、ICOMOSは建物単体での顕著な普遍的価値を認めず、それぞれ周囲のコミュニティとの関わりも含めて範囲を再考すべきとして「登録延期」を勧告した。ユネスコの「土建築の世界遺産プログラム」に基づき保全を進めてきた。 | |                  |          |                  |               |
| | ウェールズ北西部のスレート関連景観                                                                              | イギリス         | 登録     | 登録             | (2), (4)      |
| The Slate Landscape of Northwest Wales | | イギリス         | 登録     | 登録             | (2), (4)      |
| Le paysage d’ardoise du nord-ouest du pays de Galles | | イギリス         | 登録     | 登録             | (2), (4)      |
| ウェールズのスレートは、産業革命以降発達し、スレート自体だけでなく、そのための革新的技術も、世界各地へと波及した。この資産は、スレート産業に関する石切り場、建造物、鉄道、港湾などを含んだ文化的景観である。 | |                  |          |                  |               |
| | ボローニャのポルチコ群                                                                                          | イタリア         | 登録延期 | 登録             | (4)           |
| The Porticoes of Bologna | | イタリア         | 登録延期 | 登録             | (4)           |
| Les portiques de Bologne | | イタリア         | 登録延期 | 登録             | (4)           |
| ICOMOSは、顕著な普遍的価値が証明されておらず、ポルチコを建築的要素としてではなく都市機能との関連で説明されるべきとして、「登録延期」を勧告した。 | |                  |          |                  |               |
| | リベイラ・サクラ                                                                                                | スペイン         | 不登録   | ――               |               |
| Ribeira Sacra | | スペイン         | 不登録   | ――               |               |
| Ribeira Sacra | | スペイン         | 不登録   | ――               |               |
| リベイラ・サクラは、修道院の発展と結びつく文化的景観として推薦されたが、ICOMOSはその景観の継続性に対する証明が不十分であり、価値が証明されていないとして、「不登録」を勧告した。推薦国によって審議前に取り下げられた。 | |                  |          |                  |               |
| | リュブリャナのヨジェ・プレチニック作品群 - 人を中心とした都市計画                                               | スロベニア       | 登録     | 登録             | (4)           |
| The works of Jože Plečnik in Ljubljana – Human Centred Urban Design | | スロベニア       | 登録     | 登録             | (4)           |
| Les oeuvres de Jože Plečnik à Ljubljana – une conception urbaine centrée sur l’humain | | スロベニア       | 登録     | 登録             | (4)           |
| ヨジェ・プレチニックが手掛けたトルノヴォ橋、聖堂、庭園、街路など7件の構成資産から成る。もともとはプラハのプレチニック作品とも合わせた推薦が模索されていたが、アップストリーム・プロセスを経て、スロベニアの単独推薦となった。人間居住科学に基づいた実証であると評価。 | |                  |          |                  |               |
| | シュパイアー、ヴォルムス、マインツのユダヤ人共同体遺跡群                                                        | ドイツ           | 登録     | 登録             | (2), (3), (6) |
| ShUM Sites of Speyer, Worms and Mainz | | ドイツ           | 登録     | 登録             | (2), (3), (6) |
| Sites SchUM de Spire, Worms et Mayence | | ドイツ           | 登録     | 登録             | (2), (3), (6) |
| ShUMというのは、シュパイアー、ヴォルムス、マインツの古称の頭文字を取ったアクロニムであり、それらの都市のユダヤ人（アシュケナジム）コミュニティを指す（ユネスコ世界遺産センターが提供している中国語名では、ShUMが「犹太社区」と意訳されている）。推薦されたのは、それらの町に残るシナゴーグやユダヤ人墓地である。11～14世紀に成立し、「ライン川のエルサレム」と形容されるヨーロッパおける最古のユダヤ人街区。委員会では「後世のユダヤ人街やイスラエル建国後の街並み景観にまで影響するプロトタイプ」と評価。 | |                  |          |                  |               |
| | ローマ帝国の国境線 - ゲルマニア・インフェリオルのリーメス                                                       | ドイツ オランダ  | 登録     | 登録             | (2), (3), (4) |
| Frontiers of the Roman Empire – The Lower German Limes | | ドイツ オランダ  | 登録     | 登録             | (2), (3), (4) |
| Frontières de l’Empire romain – le limes de Germanie inférieure | | ドイツ オランダ  | 登録     | 登録             | (2), (3), (4) |
| オランダのヘルダーラント州・ユトレヒト州、ドイツのノルトライン＝ヴェストファーレン州・ラインラント＝プファルツ州の構成資産102件から成る推薦であり、ICOMOSは全件について「登録」を勧告した。 | |                  |          |                  |               |
| | リヴィエラ観光の都ニース                                                                                        | フランス         | 情報照会 | 登録             | (2)           |
| Nice, capital of Riviera tourism | | フランス         | 情報照会 | 登録             | (2)           |
| Nice, capitale du tourisme de riviera | | フランス         | 情報照会 | 登録             | (2)           |
| ニースは18世紀半ば以降、上流階級向けの避寒地として発達した。第2次世界大戦以降は、階級を問わないリゾート地として賑わうようになった。ICOMOSはその顕著な普遍的価値と真正性を認めたものの、完全性は部分的にしか認められず、範囲の修正が必要として、「情報照会」を勧告した。正式登録に際し、名称が「リヴィエラの冬季行楽都市ニース」（Nice, Winter Resort Town of the Riviera / Nice, la ville de la villégiature d’hiver de riviera）と改称された。 | |                  |          |                  |               |
| | グダニスク造船所 - 「連帯」誕生の場にして鉄のカーテン瓦解の象徴                                                 | ポーランド       | 不登録   | 審議延期(無期限) |               |
| Gdańsk Shipyard – the birthplace of “Solidarity” and the symbol of the Fall of the Iron Curtain in Europe | | ポーランド       | 不登録   | 審議延期(無期限) |               |
| Le chantier naval de Gdańsk – berceau de « Solidarité » et symbole de la chute du rideau de fer en Europe | | ポーランド       | 不登録   | 審議延期(無期限) |               |
| 都市グダニスクの建造物群は、第2次世界大戦の破壊やポーランド民主化運動に関する「記憶と自由の場」というストーリーで第31回世界遺産委員会に向けて推薦されたが、「不登録」を勧告されて取り下げた経緯がある。「連帯」関連の資料は世界の記憶に登録されており、グダニスク造船所はヨーロッパ遺産（European Heritage Label）になっているが、ICOMOSは、それらと異なる制度である世界遺産リストに登録すべき価値を示せていないとして、不登録を勧告した。今委員会で方針を決める予定でいた「近年の紛争（recent conflicts）」に関する推薦案件と合わせて、期限を定めない審議延期とした。混迷した登録審査の状況は、下記「議題」を参照。 | |                  |          |                  |               |
| | グロビニャの考古遺跡群                                                                                          | ラトビア         | 不登録   | ――               |               |
| Grobiņa archaeological ensemble | | ラトビア         | 不登録   | ――               |               |
| Ensemble archéologique de Grobiņa | | ラトビア         | 不登録   | ――               |               |
| ヴァイキングによる入植地の痕跡。後にドイツ騎士団が入り、新たな街が造られたが、後に荒廃し土に埋もれた。この資産は第39回世界遺産委員会で「登録延期」決議を受けた「北欧のヴァイキング時代の遺跡群」の構成資産の一つであった。ICOMOSは、価値の証明のための研究自体が不足しているとして、「不登録」を勧告した。推薦国によって審議前に取り下げられた。 | |                  |          |                  |               |
| | オネガ湖と白海の岩絵群                                                                                          | ロシア           | 情報照会 | 登録             | (3)           |
| Petroglyphs of Lake Onega and the White Sea | | ロシア           | 情報照会 | 登録             | (3)           |
| Pétroglyphes du lac Onega et de la mer Blanche | | ロシア           | 情報照会 | 登録             | (3)           |
| オネガ湖と白海には紀元前5500年から前2000年頃の岩絵が多く残る。ICOMOSはその顕著な普遍的価値を認めたものの、岩絵のみでなく集落も含む形で範囲を修正すべきとして「情報照会」を勧告した。 | |                  |          |                  |               |
| | トラスカラの聖母被昇天大聖堂とフランシスコ会修道院の建造物群（ポポカテペトル山腹の16世紀初頭の修道院群の拡大）* | メキシコ         | 承認     | 承認             | (2), (4)      |
| Franciscan Ensemble of the Monastery and Cathedral of Our Lady of the Assumption of Tlaxcala [extension of “Earliest 16th-Century Monasteries on the Slopes of Popocatepetl”, inscribed in 1994, criteria (ii)(iv)] | | メキシコ         | 承認     | 承認             | (2), (4)      |
| Ensemble franciscain du monastère et de la cathédrale Notre-Dame-de-l'Assomption de Tlaxcala [en tant qu’extension des « Premiers monastères du XVIe siècle sur les versants du Popocatepetl » inscrit en 1994, critères (ii)(iv)] | | メキシコ         | 承認     | 承認             | (2), (4)      |
| 今回推薦された資産は、その地域にカトリックの修道会が建造した初期の建造物群の一つであり、ICOMOSは価値の強化につながるものとして拡大の承認を勧告した。拡大にあたり、全体の名称は「ポポカテペトル山腹の16世紀初頭の修道院群」のままで変更はない。建設に際してインカの人々の協力を得（強制ではない）、基礎基壇にはインカの石組技術が見られ、委員会では「文化の融合と多層性が秀逸」と評価。 | |                  |          |                  |               |
| | アリカ・イ・パリナコータ州のチンチョーロ文化の集落と人工ミイラ製法                                              | チリ             | 情報照会 | 登録             | (3), (5)      |
| Settlement and Artificial Mummification of the Chinchorro Culture in the Arica and Parinacota Region | | チリ             | 情報照会 | 登録             | (3), (5)      |
| Peuplement et momification artificielle de la culture chinchorro dans la région d'Arica et de Parinacota | | チリ             | 情報照会 | 登録             | (3), (5)      |
| チンチョーロ文化（紀元前8000年 - 前4000年）は、漁撈・採集を中心とする文化であり、南米で最古のミイラ作りの風習が見られた（チンチョーロのミイラ）。そのミイラは、内臓の代わりに詰め物をし、かつら、仮面や、身体への粘土の塗布などの装飾が見られた。なお、アンデス山脈では乾燥した高地に遺骸を置く風葬で自然にミイラ化するが、ここでは人為的に加工してミイラを作ることから、あえて「人工ミイラ(artificial mummification)」と呼んで区別している。ICOMOSはその顕著な普遍的価値を認めつつも、推薦国が主張する価値全体の証明には不足があることや、保護管理面などの課題を挙げ、「情報照会」を勧告した。                      | |                  |          |                  |               |

## 登録抹消
今回の委員会では3例目となる抹消された世界遺産が発生した。
| 画像 | 登録名               | 保有国   | 分類 | 世界遺産登録年 |
| --- | -------------------- | -------- | ---- | -------------- |
| | 海商都市リヴァプール | イギリス | 文化 | 2004年         |
| 18～19世紀に整備された港湾施設と船乗りのための教会や商業施設が往時のまま残されているが、都市再開発により現代建築が混在するようになり、著しく景観が損なわれ、2012年に危機遺産リスト入りした。イギリス政府は「開発・再開発は都市の世界遺産における必然的命題で、住民の生活向上や世界遺産維持の費用捻出のために必須である」とし、再開発の一部は修正するが全体計画は継続するとした。文化遺産の諮問機関である国際記念物遺跡会議（ICOMOS）は再開発に伴い住民構成が入れ替わり、保全のための地域コミュニティが崩壊し、存続が危ぶまれるとした。 |                      |          |      |                |

### 登録抹消審査
今委員会では海商都市リヴァプールとセルース猟獣保護区の登録抹消の議論が行われる勧告が事前に発表されていた。
7月18日（日本時間21時40分頃～）にまずリヴァプールの審議から始まり、ジョアン・アンダーソンリヴァプール市長と市議会による意見書が世界遺産センター事務局によって読み上げられた後、文化遺産の諮問機関である国際記念物遺跡会議（ICOMOS）が登録抹消を勧告した理由を15分にわたり説明。その後、委員国への発言へと移り、今後開発が盛んになる途上国からは「開発の余地を残してほしい」との声が多かった一方、ヨーロッパの委員国は「世界遺産の価値を維持するためにも厳格な運用は必要」とする意見が多かった。南アフリカの委員からは開発が及んでいない範囲に絞り込む縮小案も提案された。反論の場を与えられたイギリスは、文化相のキャロライン・ダインネージが直接説明をし、「リヴァプールは現在も使われている稼働遺産であり、リビングヘリテージである。その存在は英国と取り引きする多くの国に利益をもたらしている」という経済効果を上げ、「委員会開催地の中国であれば、上海の外灘の形成には我が国も関わり、その歴史的港湾景観は世界遺産級であるが、その背景には高層ビルが建ち並び独自の景観を形成し（上海#建築を参照）、新たな価値観を提示している」ともした。途中で感極まり、議長が落ち着くよう促す場面もあり、与えられた所定の発言時間を上回った。これに対しICOMOSは、「世界遺産では保全に際して地域住民・地域コミュニティの参加協力を求めているが、リヴァプールの再開発はジェントリフィケーションを引き起こしており、新住民に今後地元を愛する気持ちが芽生えるか不確定」と指摘。結局、1時間を超える議論は予定の終了時間を過ぎたこともあり、翌日への持ち越しとなった。
2日目の審議は冒頭に議長が「一国の世界遺産を取り消すということは政治的にもデリケートでセンシティブな問題であり、慎重な検討を求める」としたが、議論は平行線となった。ハンガリーとマリは現地訪問による再調査をすべきとしたが、中国・バーレーン・ノルウェーは可否に関わらず速やかな決定判断を下すべきとした。世界遺産センターは「再開発に関する計画の事前報告が不完全であった」と不信感をあらわにし、議長は異例の措置でユネスコ文化局副長のエルネスト・オットーネにも意見を求めた。委員国の一部は前日の代表委員（基本的には各国のユネスコ大使）に加え自国の専門家を参加させたことで、学術的判断としては登録抹消へと傾倒した。ノルウェーが「この場で決議を取るのは困難であり、非公開で投票（発言としてはsecret ballot＝秘密投票）すべき」と提案し、グアテマラとウガンダが賛同したところ（開始から40分程経過）でシステム障害が発生し、20分程議事が中断した。システム復旧後にスケジュールも押していることから、議長裁量としてノルウェー案を起用し、21日の本会議前（20日は委員会休催日のため）に決議を取ることとした。なお、決議は議長国を除く20の委員国の内の2/3、すなわち13国以上が賛成しなければ可決されない。
7月21日の委員会開催前に無記名での電子投票が行われ、リヴァプールの登録抹消が可決された。委員会は定刻通り現地時間17時半から始まったが、リヴァプールの件については触れられることがなかった。委員会開始から30分が経過したフランス時間の正午、パリのユネスコ本部において記者クラブへの会見が開かれ投票結果が公表された。これをうけイギリスのメディアが一斉に速報で報じた。登録抹消賛成票が13、反対5、無効票2という内容であった。
一方、セルース猟獣保護区の審査は7月19日に行われた。会議は前日から持ち越したリヴァプールの登録抹消に関する審議の再開から始まり（結局その場での結論は出ず）、途中でシステム障害もあり、開始から1時間程して議論が始められた。まず、IUCNが登録抹消を勧告した理由を説明。セルース保護区は密猟が原因で2014年に危機遺産リスト入りした。しかし、保護区には現在でもなお人が踏み込まない原生林があり、道路や観光施設の建設を認めてこなかった保護政策が評価され世界遺産に登録された経緯もあったが、近年になり観光開発の手が及びはじめていた。さらに、保護区を流れるルフィジ川に建設中の水力発電ダム（Julius nyerere Hydropower Station）が2022年に完成することで上流で浸水、下流で渇水が確実となり、緩衝地帯に工業団地の誘致計画も進行しているため、野生生物に甚大な被害をもたらすことが明確であると、IUCNから現地調査を依頼されたEnvironmental Investigation Agencyが報告（ルフィジ川上流部には1970年代に2つのダムが建設されている）。このダム建設については第42回世界遺産委員会で稼働を開始したならば登録抹消もあり得る旨の警告がされていた（この段階で既に躯体は完成し発電機器の取り付けや送電線工事中だった）。

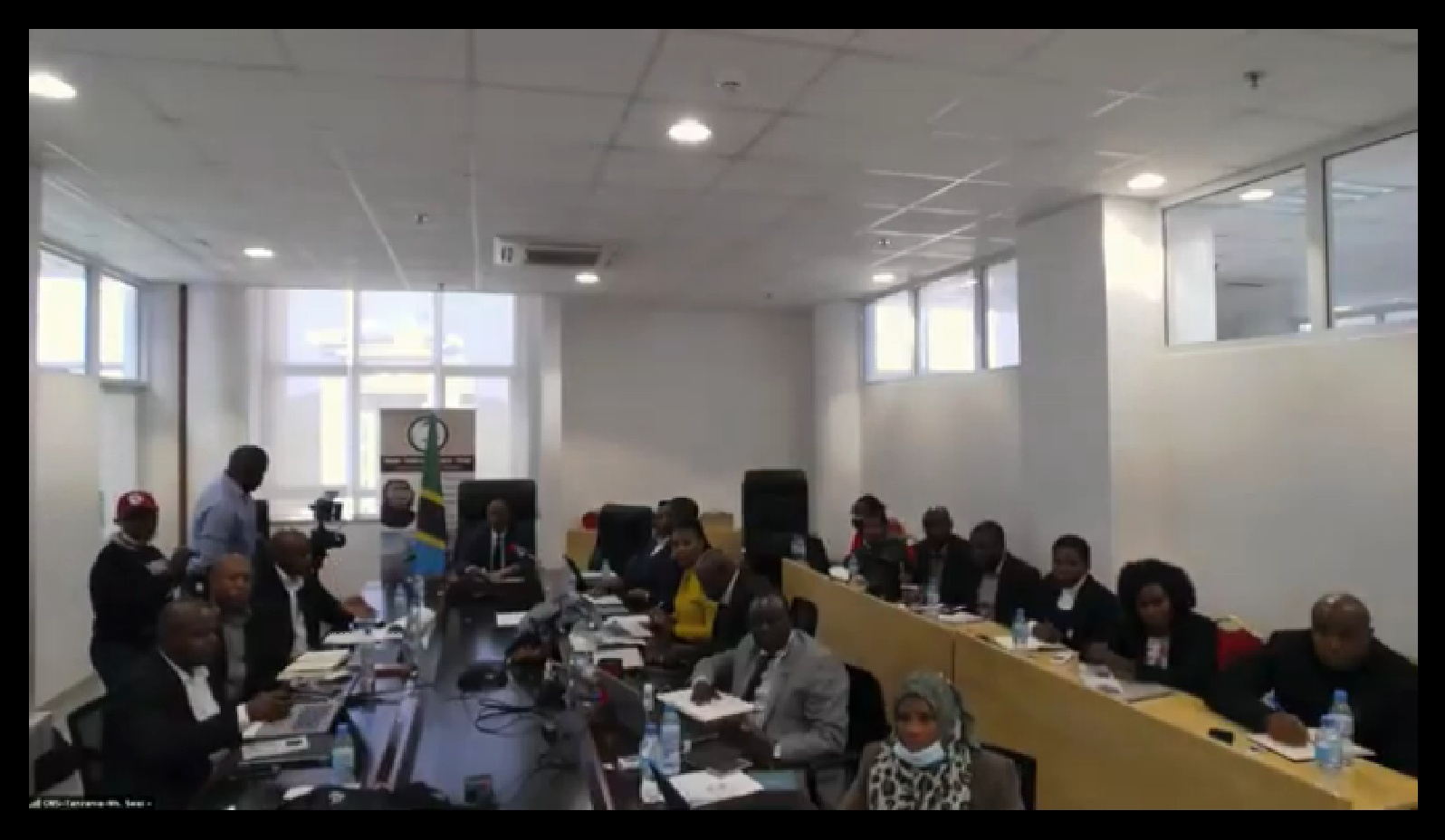
陣容を固めて臨んだタンザニア

世界遺産センターはコロナ禍にあって監視の目が行き届かず、各国で密猟が横行していることを認めた上で、密猟の流通経路が隣国に及んでいることを踏まえ、取り締まりの国際協力強化を求め、委員国で隣接するウガンダや別件（サロンガ国立公園の危機遺産指定解除審議）のためネットワーク上に待機していたコンゴ民主共和国にもオブザーバー参加で意見聴取を行った。密猟に関しては概ね委員国の理解が得られたが、発電所の問題については各国から厳しい意見が出された。しかし、タイがメコン川上流で中国によるダム建設が相次ぎ、下流域では水辺環境の変化が起こっていることを紹介するなど、議長国に対しての外交的牽制を行うなどし、途上国から発展する権利の主張が寄せられた。
タンザニア政府は観光天然資源省の官僚や研究者などを集結させ、委員国からの問いかけにその都度協議しながら慎重に回答。密猟対策に関しては軍を導入して監視強化し、ダムについても浸水域は保護区全体の1.8％に抑え、一定の放水量を約束するなどの妥協案を示し、環境アセスメントを2022年2月1日までに提出することとダム完成後の環境への影響を再調査することで今委員会での登録抹消処分は見送られた。こちらも2時間を超す討論であった。

## 危機遺産
ユネスコ世界遺産センターが危機遺産審議対象として勧告したものは以下のとおりである。審議日程は委員会休暇日となる20日を挟んだ7月18～21日。事前に勧告が出されていたものについては危機遺産指定を回避したが、ルーマニアのロシア・モンタナの鉱山景観が新規登録と同時に危機遺産にも指定された。
1. ヴェネツィアとその潟（イタリア）⇒状況観察を継続し2023年（第46回世界遺産委員会）に再審査
2. ブダペストのドナウ河岸とブダ城地区およびアンドラーシ通り（ハンガリー）…ブダ城の根拠なき改修や市街地の交通量増加による⇒状況観察を継続し2022年（第45回世界遺産委員会）に再審査
3. カトマンズの谷（ネパール）…ネパール地震 (2015年)の復興に伴う不正確な再建⇒インドが修復のノウハウを提供し管理することで合意
4. オフリド地域の自然・文化遺産（アルバニア側）…オフリド湖沿岸での都市化と廃水流入による水質汚染と生態系への影響、同様のことは北マケドニア側に対しても注意勧告が出されている⇒状況観察を継続し2023年（第46回世界遺産委員会）に再審査
5. グレートバリアリーフ（オーストラリア）⇒状況観察を継続し2023年（第46回世界遺産委員会）に再審査
6. W・アルリ・パンジャリ自然公園群（ニジェール、ブルキナファソ、ベナン）…以前からあった地域紛争に加えサヘル以南に勢力を伸ばしつつあるISIL駐屯による環境破壊⇒危機遺産審議終了後の7月29日に行われた「アフリカにおける行動計画」協議の中で、急遽持続可能な管理のためのインシアチブをまとめ、専属のタスクチームを編成支援することとなった[hp 18]
7. カムチャツカの火山群（ロシア）…急増した観光客を噴火から守るためのシェルターや避難路を許可なく多数設置（環境・景観破壊）⇒状況観察を継続し2022年（第45回世界遺産委員会）に再審査[注 13]

ヴェネツィアの危機遺産化に関して、ユネスコは水没と観光客による負荷と人口流出による荒廃を指摘するが、イタリア政府は「水没は地球規模での温暖化によるもので抗えない、観光負荷はコロナで一変したが観光客がもたらす収益がなければ維持できない、荒廃対策は空き家を民泊のような宿泊施設に転用を始めている」とし、「市中にホテルが少ないこともあり宿泊滞在者が少ないことから日帰り税も導入した」と努力していることを主張。さらに6月にはクルーズ船の寄港を禁止し観光客数のコントロールを始めたことが一定の評価をうけたが、地元の監視団体は委員会でオブザーバー発言の場を与えられ「船の寄航禁止は一時しのぎに過ぎず、極端に観光客（特にクルーズで来る富裕層の消費）が減れば保全費用の財源となる税収も減る」として保存と活用の両立の重要性を説いた。

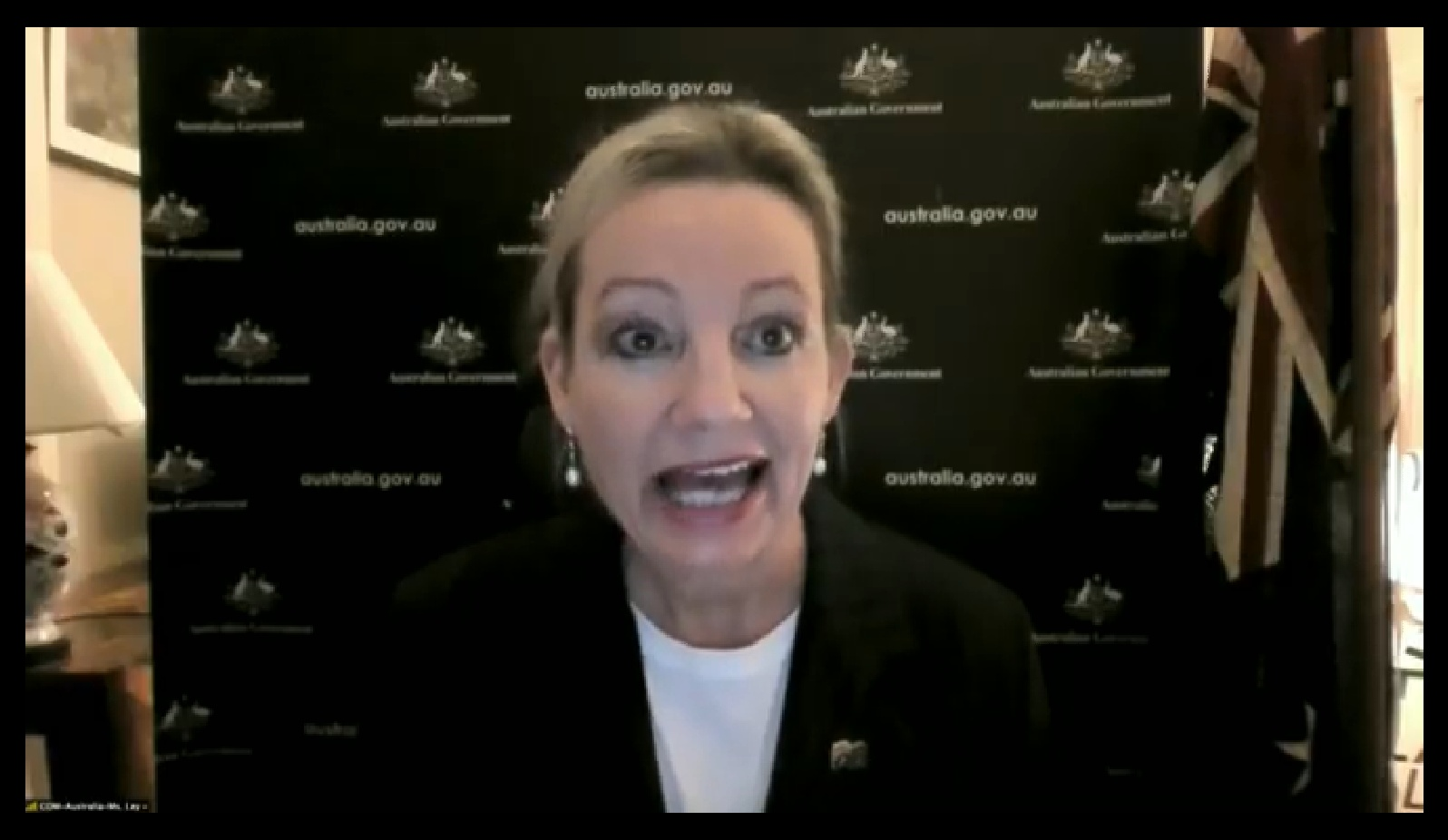
オンラインで反論する豪リー環境相

グレートバリアリーフの危機遺産化に関しては、サンゴの白化現象が数年来深刻化していることに加え、沿岸での開発に伴う土砂流入や外洋からの諸要因侵入なども懸念され、オーストラリア政府は「海洋問題は一国の責任ではない」と反発。近年の豪中関係の悪化から、委員会を開催する中国による意趣返しだとする陰謀論まで噴出。一方で、ユネスコ海洋局の責任者で海洋特別行動計画を推進するFanny Douvereは「サンゴ礁生態系の危機は人類への警鐘で、所有国は積極的に国際社会へ訴え出なければならない」とし、世界自然保護基金（WWF）の海洋部門責任者Richard Leckも「ユネスコ勧告は、豪政府が最も偉大な自然遺産を守るために十分な努力をしていないことを明確かつ明白に表している」と話した。国内からもAustralian Marine Conservation Societyなどは「政府の姿勢は危機遺産による風評被害を気にしているだけで、本気さが感じられない」との痛烈な批判をした。当の豪政府は危機遺産審査勧告が出されてからの１ヶ月間に回避キャンペーンのロビー活動を展開し、各国のユネスコ大使を招きグレートバリアリーフでシュノーケリングをしたり、スーザン・リー環境相が政府専用機で委員国へ外交交渉に乗り出し、委員会にもオンライン出演して保全取り組みをアピールした。危機遺産指定されなかったことに関し、環境保護団体のグリーンピースは「近年稀に見る最悪のロビー活動で、ユネスコは悪魔に魂を売った」と断罪し、直前の7月22日にオーストラリアも参加したG20環境相会合で海洋汚染防止強化を採択したばかりでありながら「早速約束不履行」と糾弾した。

### リストからの除去
| 画像 | 登録名           | 保有国           | 分類 | 世界遺産登録年 | 危機遺産登録年 |
| --- | ---------------- | ---------------- | ---- | -------------- | -------------- |
| | サロンガ国立公園 | コンゴ民主共和国 | 自然 | 1984年         | 1999年         |
| 密猟に始まり、2007年以降は治安悪化が相まった。2018年の大統領選挙以降に一応沈静化したが、国立公園内での石油掘削が始まり、環境破壊が深刻となった。2021年になり石油掘削を中止することが決定し、自然遺産の諮問機関である国際自然保護連合（IUCN）が行った調査でボノボやマルミミゾウの個体数の安定化が確認された。また、地球温暖化の原因の一つとされる二酸化炭素の吸収源として炭素固定作用があるとされる泥炭地が国立公園内に広がっており、それを含めての保全を行うと表明したことも評価された。 |                  |                  |      |                |                |

### リストへの新規掲載
| 画像 | 登録名                     | 保有国     | 分類 | 世界遺産登録年 | 危機遺産登録年 |
| --- | -------------------------- | ---------- | ---- | -------------- | -------------- |
| | ロシア・モンタナの鉱山景観 | ルーマニア | 文化 | 2021年         | 2021年～       |
| もともと青化法による精錬でのシアン化物汚染で地域住民との裁判が続けられてきたが、1999年に鉱山の採掘権を取得したカナダのGabriel Resources社が採掘を強行。2016年に暫定リストに掲載された頃から、発破や大型掘削機・鉱石積載車両走行のため歴史的な旧搬出路が破壊されるなどしている。現在、投資紛争解決国際センターに提訴し係争中 |                            |            |      |                |                |

## 保全措置報告
定期的（問題がなければ6年毎）な登録遺産の保全措置報告（SOC）が2年分ということで255の遺産が対象となるため、諮問機関からの注視答申があった危機遺産化の可能性がある物件などを優先的に委員会本会議で取り扱い、事務的確認作業で済ませられる残りは複数の副会場を駆使し手分けして実施する。日程は7月21～24日。上掲の「危機遺産」も登録抹消審査を除き、このプログラムの一環として行われる。

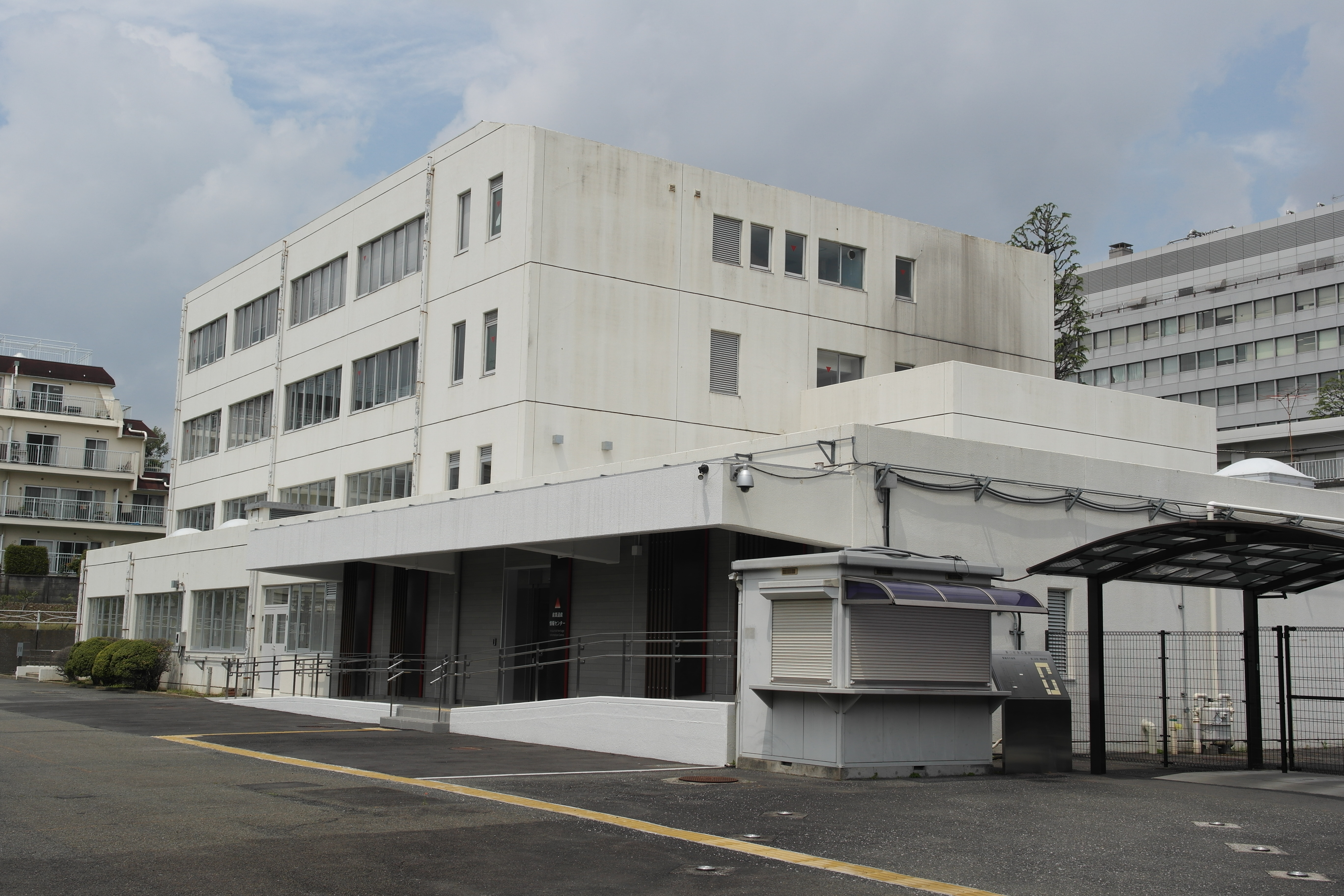
指摘をうけた産業遺産情報センター（東京新宿）

- 軍艦島における徴用工訴訟問題で、明治日本の産業革命遺産のガイダンス施設（産業遺産情報センター）の展示内容に不備があるとの韓国の提訴が受け入れられ、改善が求められた[報 24]。これをうけ外務省は「遺憾である。決議・勧告を真摯に受け止める」とのコメントを発した[報 25]。朝鮮人強制連行については第42回世界遺産委員会でも韓国から問題提起があったが、ガイダンス施設については2020年開館ということで初めて取り上げられた。
- 知床における漁業被害防止で行われているトドの駆除について、必要に応じて規模の縮小や実施の中止を求める決議が下された[報 26]。知床のSOCは前回の第43回世界遺産委員会に次いでのことで、6回目となる。
- イギリスのストーンヘンジの地下を走る道路（A303 road）のストーンヘンジ・トンネル（英語版）掘削計画が進行中であることに関し、そのまま進められるのであれば2022年の第45回世界遺産委員会において危機遺産指定を検討せざるを得ないとの勧告が発せられた[報 27]。
- トルコのアヤ・ソフィア（イスタンブール歴史地区）で行われているモスク化改修工事について、「ビザンチン様式の部分を撤去・破壊することはヴァンダリズム・文化浄化に等しい」とした上で、見直しが図られないのであれば2022年の第45回世界遺産委員会において危機遺産指定を検討せざるを得ないとの勧告が発せられた[報 28]。
- インドネシアのコモド国立公園で進められている「ジュラシックパーク」計画に関して、コモドオオトカゲの生態系に甚大な影響をもたらす危険性があり、計画の見直しを箴言した[報 29]。

## 名称変更
以下の名称が変更された。いずれも当該国の要請による。なお、これらは先住民族の権利に関する国際連合宣言による2019年の国際先住民族言語年をうけ、2022年から国連国際の十年の「先住民言語の国際の10年」が始まり、ユネスコが主導した「現地語の使用可能性に関する専門家会議」による提言に基づき、当該地現地語発音や先住民による呼称を優先し外名撤廃（併記）する方針を反映したものになる。
|                | 旧登録名 | 旧登録名                                                   | 新登録名 | 新登録名                                               |
| -------------- | -------- | ---------------------------------------------------------- | -------- | ------------------------------------------------------ |
| オーストラリア | 旧       | フレーザー島                                               | 新       | ガリ（フレーザー島）                                   |
| オーストラリア | 旧       | Fraser Island                                              | 新       | K’gari (Fraser Island)                                 |
| オーストラリア | 旧       | Île Fraser                                                 | 新       | K’gari (Île Fraser)                                    |
| カザフスタン   | 旧       | タムガリの考古的景観にある岩絵群                           | 新       | タンバリの考古的景観の岩絵群                           |
| カザフスタン   | 旧       | Petroglyphs within the Archaeological Landscape of Tamgaly | 新       | Petroglyphs of the Archaeological Landscape of Tanbaly |
| カザフスタン   | 旧       | Pétroglyphes du paysage archéologique de Tamgaly           | 新       | Pétroglyphes du paysage archéologique de Tanbaly       |
| サウジアラビア | 旧       | アル＝ヒジュルの考古遺跡（マダイン・サーレハ）             | 新       | ヘグラの考古遺跡（アル＝ヒジュル/マダイン・サーレハ）  |
| サウジアラビア | 旧       | Al-Hijr Archaeological Site (Madâin Sâlih)                 | 新       | Hegra Archaeological Site (al-Hijr / Madā ͐ in Ṣāliḥ)   |
| サウジアラビア | 旧       | Site archéologique de Al-Hijr (Madain Salih)               | 新       | Site archéologique de Hegra (al-Hijr / Madā ͐ en Ṣāliḥ) |
| スペイン       | 旧       | タラゴナの考古遺跡群                                       | 新       | タッラコの考古遺跡群                                   |
| スペイン       | 旧       | Archaeological Ensemble of Tárraco                         | 新       | Archaeological Ensemble of Tarraco                     |
| スペイン       | 旧       | Ensemble archéologique de Tarragone                        | 新       | Ensemble archéologique de Tarraco                      |

## 軽微な変更
| 画像 | 登録名       | 保有国 | 分類 | 世界遺産登録年 | 変更内容 |
| ---- | ------------ | ------ | ---- | -------------- | --- |
|      | 湖北の神農架 | 中国   | 自然 | 2016年         | 境界線を変更し五里坡自然保護区を編入したことで、63.06㎢拡張。なお、五里坡は隣接する重慶市（直轄市）に属しており湖北省ではないため、今後名称変更も検討する。 |

## その他の議題・話題

### 議題
- オーストリアとハンガリーに跨る世界遺産として登録されているフェルテー湖/ノイジードル湖の文化的景観の内、ハンガリー側で進められているリゾート開発について、「多様な民族が出入りしながら生物多様性が維持され、湖畔での牧畜とブドウ栽培に基づく土地利用の秀逸な形態が失われてしまう」とし、世界遺産センターとICOMOSが即時中止することを求め、世界遺産委員会での回答を要望した。これまで湖岸には別荘が建ち並んでいたが、ハンガリー政府によって土地が国有化され家屋が撤去されており、その状態で留め置くことが望ましいとしている[報 30]。
- 2021年6月11～13日にイギリスで開催されたG7サミットで話し合われた気候変動に関する議題で、「海の使用の粗さと乱獲が深刻で、経済的利益が生態学的利益より優先されている」とした科学分野アドバイザリーボードの委員がIUCN委員でもあり、世界遺産委員会でも取り上げるとした[hp 20]。
- 委員会3日目となる7月18日、本格的審議が始まる前に委員会主催者による記者会見が開かれ、「世界遺産保護のための国際協力の強化、アフリカや島嶼国への支援の増強、世界遺産教育の推進、情報の共有、ハイテクの積極的導入による保護強化」など確認した『福州宣言』を採択した[報 31]。
- 委員会開催中の7月24日に生物多様性条約の事務局が生態系保全のため国際的に取り組む2030年までの草案が発表され、世界の陸海域の30％を生物・生態系保護区にするという目標が盛り込まれ（2010年制定の愛知目標では陸域の17％、海域の10％と設定）、各国の制度下で国立公園や国営保護区を積極的に設けるよう求める方向性が示されたことをうけ[報 32]、世界遺産としても登録枠を設けることができないか検討することになった。

- ポーランドが推薦したグダニスク造船所の登録審査において、ICOMOSは「自主管理労組連帯が引き起こしたムーブメントはまだ新しい歴史であり、顕彰するのは時期尚早」とし、これを支持したのがロシアや中国の社会主義陣営（ロシアは元）で、対してボスニア・ヘルツェゴビナやハンガリーといった東欧の旧社会主義衛星国は登録を強く支持した。世界遺産センターは「連帯の流れを汲む政党が複数あり、それぞれが連帯の業績を自身のものとする政治利用にされかねない」と警戒し、ユネスコの法律顧問を務める国連のSantiago Villalpandoに意見を求めるなどした。結論は新規登録審査の日程を越えた7月30日に先送りした[hp 21]。
- 世界遺産保全に気候変動対策を盛り込むことが決定し（第41回世界遺産委員会で議題化）、全ての世界遺産条約締結国に対して個々の登録物件について遺産影響評価（HIA）して報告することと、今後の新規の推薦の際に被害想定と対策案を盛り込むことを義務付けた。[報 33]。
- 正式推薦に先立ち「潜在的顕著な普遍的価値（POUV）」などを書面審査する「事前評価」（preliminary assessment）制度を導入することが決まった。正式推薦は委員会での本審査をうける前年の2月1日が締め切りだが、事前評価に必要な文書はそのさらに5ヶ月前の9月を提出期限とする。これは2024年審査対象から実施されるが、2027年までは事前評価を受けなくても推薦可能とした。但し、事前評価をうけることで、諮問機関による現地調査に要する時間の短縮（費用負担削減にもなる）や、諮問機関勧告が情報照会や登録延期だった場合にOUV面での追加情報を委員会本審査前に提出できる[資 5]。
- 次回第45回世界遺産委員会は2022年6月19～30日（25日は休み）にロシアのカザンにおいて、ロシア科学アカデミーの教授で数学者のアレクサンダー・クズネツォフ（英語版）が議長を務める[注 15]

### 話題
- 委員会開催前にパレスチナの世界遺産イエス生誕の地:ベツレヘムの聖誕教会と巡礼路が登録抹消されるという報道があり、パレスチナでは一時暴動にまで発展し国連機関などが襲撃を受けるに至ったが、誤報であることが判明し沈静化した[報 34]。
- 中国メディアの単独インタビューに応じたオードレ・アズレユネスコ事務局長は、「G7サミットでは中国に対する批判が相次いだが、政治とは別に中国がユネスコに対して果たす役割に期待し、まずは世界遺産委員会を成功に導くことに期待する」とした[報 35][注 16]。

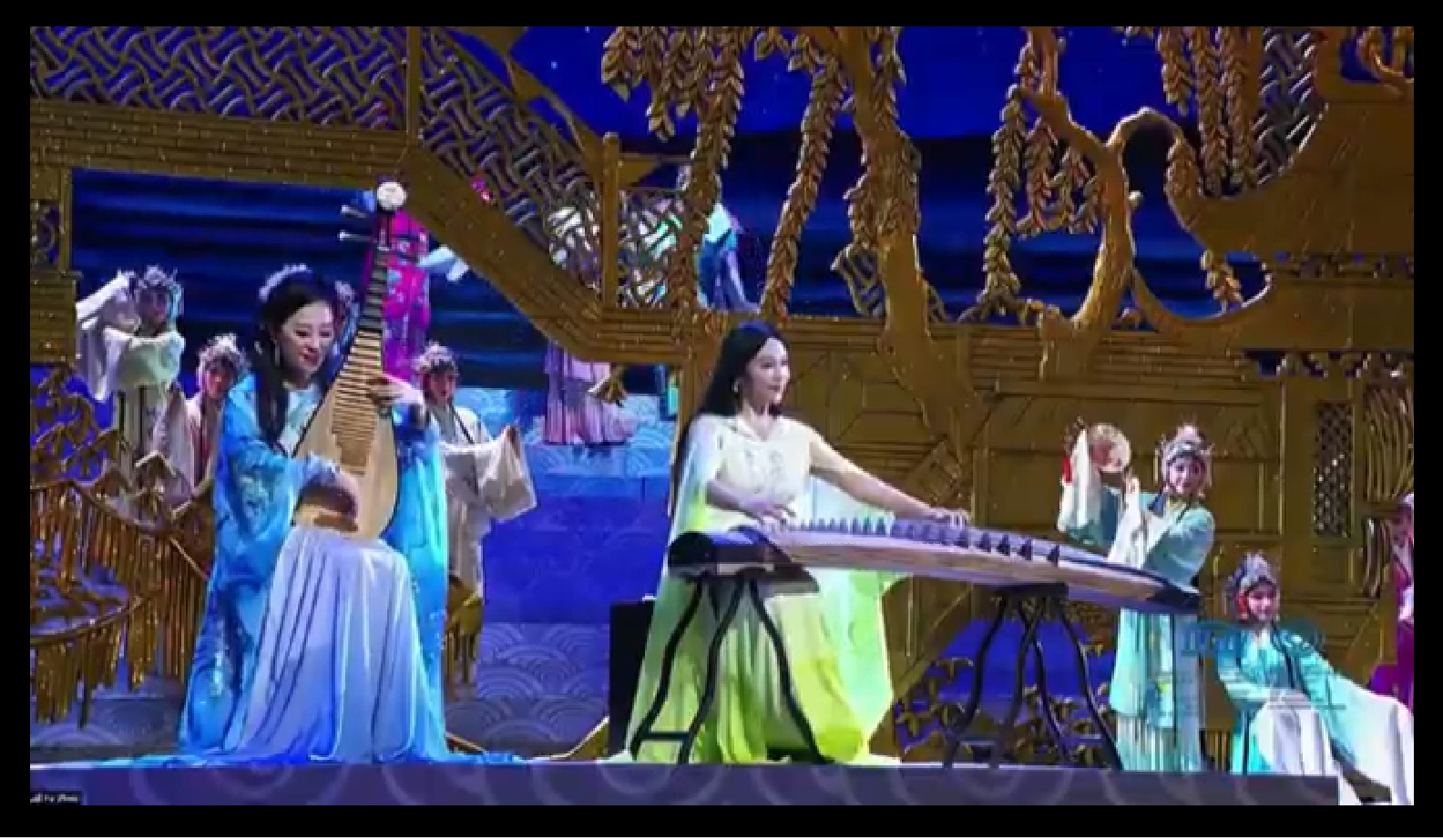
オープニングセレモニー

- 7月16日の開幕に際して、まず4Kで撮影された中国の世界遺産を紹介する映像を流し、関係者の挨拶の後には30分にも及ぶオープニングセレモニーとして越劇や琵琶・琴による伝統音楽、雑技、コンテンポラリー・ダンス、オーケストラ演奏と中国語オペラなどを披露した[hp 22][報 36]。
- 開会式は孫春蘭国務院副総理の挨拶に始まり、オードレ・アズレユネスコ事務局長、王寧福建省長（知事に相当）らが続き、田学軍世界遺産委員会議長によって開会が宣言された。
- 今委員会で気候変動と世界遺産について協議されたが、会期中の7月21～22日にかけて河南省が集中豪雨（2021年河南洪水）に見舞われ、嵩山（「天地の中央」にある登封の史跡群）や龍門石窟などの世界遺産も被災したことをうけ[報 37]、委員会での発言の際にお見舞いを申し出る委員国が相次いだ。
- オードレ・アズレ事務局長は、7月30日にイタリアで開催されたG20文化相会合に出席するため、委員会の閉幕を待たずに帰国の途へついた。ローマ入りした事務局長はイタリア政府からパドウァ・ウルブス・ピクタやヨーロッパの大温泉保養都市群、ボローニャのポルチコ群を新規登録できたことに加え、ヴェネツィアの危機遺産化を回避できたことに感謝の念が示された[報 38]。
- 委員会最終日の総括として、議長から「今年は多くの魅力的な新たな世界遺産が誕生したが、コロナの猛威はまだまだ続いている。楽観バイアスに流されず、訪問する際には細心の注意を払うように」と呼び掛け、「人数制限をした事前予約制や接触の機会を減らせるタッチレスソリューションの導入、そしてワクチン接種者を優先するワクチンパスポートの提示は有効措置だ」とした。

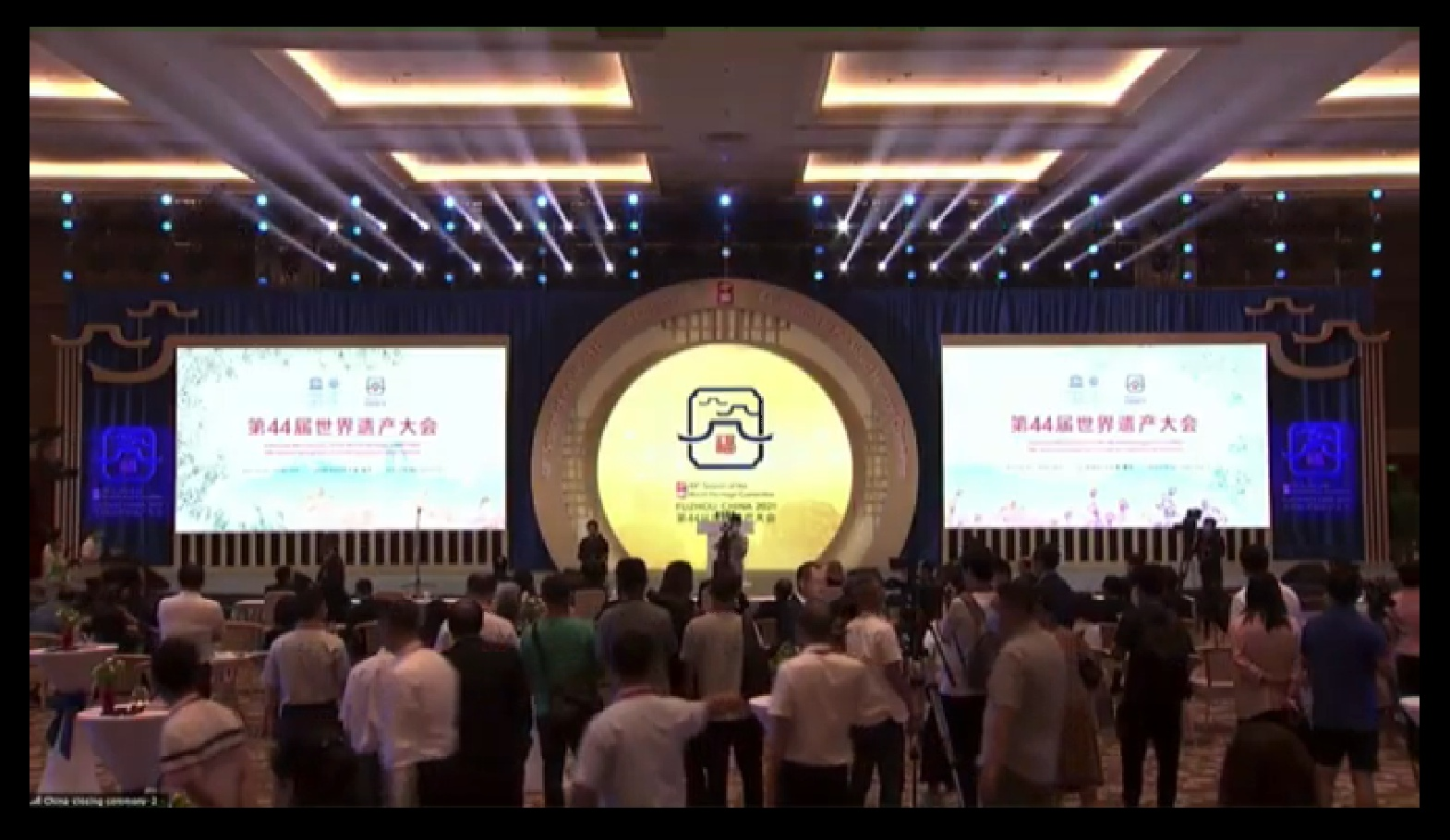
エンディングセレモニー

- 開幕の際に中国の世界遺産を紹介する映像を流したが、閉幕では中国の暫定リスト掲載物件を紹介して今後のPRとした。
- 閉幕に際して福州市から次回開催地のカザンへの引継式が行われ、「上海協力機構間で引き継げて良かった」とした。また、中国は次回の委員会での新規登録審査物件として、2021年2月1日の締め切りまでに「景迈山のプーアール茶の生産景観」を推薦したことを明らかにした[報 39]。これは第40回世界遺産委員会において、茶の生産景観（文化的景観）の世界遺産への可能性に関する研究が決まったことをうけてのことになる。なお、中国は自然遺産候補としてバダインジャラン砂漠（巴丹吉林）も推薦。2020年から審査を受けられるのは一国一件になったが、推薦枠の制限はなく（受付上限は35件まで）、諮問機関の現地調査を受けることまでは可能で、その結果から登録の可能性が低い方の推薦を取り下げる方策を採る。

### サイドイベント
これまでもユネスコ世界遺産センター主催以外に、開催国によるプロモーションや諮問機関・協賛NGOなどによるフォーラムが併催されてきたが、今回からそれらをサイドイベントとして公式に扱うことになった。
- ユネスコによる「歴史的都市景観への提言」[hp 23]に基づき、「都市の歴史的景観保護と持続可能な開発」をテーマに、暫定リストに掲載される北京中軸線（既登録の天壇と故宮に天安門広場・永定門（中国語版）・先農壇・太廟・社稷壇・南鑼鼓巷・景山公園・北海公園などを加え一つの世界遺産を目指す）を紹介する展示が始まった。福州では開会式会場内で実際のパネル展示が行われたほか、中国による世界遺産委員会の公式サイト内では映像も公開され、永定門をくぐり歩行者を排除した無人の前門大街を進み天安門広場から紫禁城へと入るドローン撮影による壮大な映像で、天安門広場では人民大会堂なども映し（世界遺産候補ではない）、全国人民代表大会の様子を、天安門では毛沢東による中華人民共和国建国宣言の映像もスーパーインポーズしたりと中国共産党の宣伝を兼ねたような内容であった[報 40]。

### 委員会終了後の動向
- 委員会のセレモニーにおいて開催地である福州の文化遺産について紹介し、高い評価を得たことから、福州船政に関する場所（船政学堂や福州船政局など）が世界遺産登録を目指すことになり[報 41]、専属の財団を設立した[報 42]。

- 2022年の第45回世界遺産委員会の開催国はロシアとなったが、2022年になりロシアによるウクライナ侵攻が勃発したことをうけ、「野蛮な非文明国に開催する権限はない」との意見が出始めた[報 43]。
  - ウクライナのオレクサンダー・トカチェンコ文化情報大臣がユネスコに対しロシアを加盟国から罷免して世界遺産委員会の開催国を変更するよう求め[報 44]、具体的な代替地としてウクライナの世界遺産都市リヴィウの名を上げ委員会開催によって攻撃を阻止する意義を唱えた[報 45]。
  - イギリスのナディーン・ドリーズ（英語版）文化長官（上掲「リバプール登録抹消審査」にオンラインで出席したダインネージ文化相とは別職）は開催国が変更されなければイギリスは委員会をボイコットするとした[報 46]。
  - ドイツのユネスコ国内委員会がロシアでの開催中止を求めた[報 47]。
  - かつてソビエト連邦を構成していたリトアニアはロシアで開催される委員会に出席する意味がないとし、ロシアが推薦したゴロホヴェツの登録審査も取り止めるべきとした。また、リトアニアもカウナスの登録審査を控えており、ここはソ連に併合されるまで抵抗拠点となった暫定首都だった経緯があり、カウナスが登録されたならロシアへの抵抗の象徴としてウクライナへの応援になるともした[報 48]。
  - ポーランドのアウシュヴィッツ・ビルケナウ博物館がロシアの蛮行をナチス・ドイツになぞらえ、ロシアでの委員会開催を中止するよう求めた[報 49]。
  - ユネスコのアソシエイトパートナーで、現在ユネスコを脱退中のイスラエルにとって代弁者的立場であるユダヤ人組織（ユダヤロビー団体）のサイモン・ウィーゼンタール・センターがロシアでの委員会開催を取りやめ、パリのユネスコ本部での開催を求めた[報 50]。
  - ヨーロッパにおける文化遺産保護連盟のヨーロッパ・ノストラ（英語版）が、開催地の変更と議長役の更迭を求めた[報 51]。
  - 一方、ロシアは侵攻を開始した翌日の2月25日に公式ツイッターで改めて世界遺産委員会を開催する旨を呟いた。なお、このツイートに対しては「既にウクライナの世界遺産が破壊されています」「（ユネスコが何の対応も示さないことに対し）いくら払ってユネスコを抱き込んだの」「今回の出来事こそ即登録[注 17]」「他の委員国は欠席を（日本も2021年秋から委員国に就任）」「チェルノブイリ原子力発電所を占拠して自ら負の遺産として申請してくれるのですか（チェルノブイリ原発はウクライナが世界遺産への推薦準備を進めており、ロシアが不快感を示していた）」といったリプライが寄せられている[hp 24]。
  - 3月2日に開催された第11回国際連合緊急特別総会での決議をうけ、ユネスコもロシア批判の声明と武力紛争の際の文化財の保護に関する条約（ハーグ条約）に基づく文化遺産の保護を求める見解を示し、同条約に基づくブルーシールドの明示を急ぐことにした[hp 25]。また、第44回世界遺産委員会終了後に新たに世界遺産センターの所長に就任したラザレ・エルンドゥ・アソモ（英語版）は、2015年の国連安全保障理事会で演説したイリナ・ボコヴァ前ユネスコ事務局長の発言を引用し、今回の出来事は明らかな文化浄化であるとした[報 52]。3月15・16日にはユネスコ執行委員会の特別会合が開催され、出席国間ではロシア非難で一致し、第45回世界遺産委員会で緊急案件として議題とすることを決め、「ユネスコ発足以来最も暗い時期」と総括したものの、委員会開催の可否についての言及はなかった[hp 26]。そうした状況下で委員会開催地についての問い合わせが殺到したことをうけ、ユネスコが世界遺産センターの公式サイトで委員会の開催地や日程の変更に必要な手続きとして、第45回世界遺産委員会での21の委員国の3分の2すなわち14ヶ国以上の要請により臨時会合を招集し、委員国間の合意あるいは多数決によって変更が可能となることを紹介した[hp 27]。

## 委員会の運営と様子
委員会の様子は例年通りユネスコ世界遺産センターの公式サイトにてYouTubeを介してライブ中継され、オンライン会議であっても自由にアクセス閲覧することが可能であった（発言などの参加行為はユネスコからアカウントを発給されログインIDを登録した者に限る）。以下の記述の内、出典明記がないものは、その閲覧による。現実問題として、オンラインによる国際会議の難しさが露見した。
- オンライン会議のシステムとしてはZoomを使用したが、オーストラリア・インド・ドイツなどは政府機関としてZoomの使用を禁じており（Zoom (アプリケーション)#Zoomの使用禁止などの措置をとる機関や企業参照）、これらの国では例外的措置となった。[注 18]
- 委員国の代表（主としてユネスコ大使）は赴任地であるパリの自国大使館か自宅やその庭・車内からの参加もあり、本国から参加した他の委員や助言のため同席した専門家は概ね自国の文化・環境分野担当省庁内からの参加となった。そのため背景の騒音を拾う場面があったり、途上国を中心に通信事情から時折フリーズし、議事が一時的に中断したり、進捗インジケータ（スプラッシュスクリーン）が表示される場面が見られた。
- 従来より委員会では英語とフランス語の同時通訳が行われているが、回線状況によるタイムラグや音途切れにより議長や委員国・諮問機関の発言を聞き取れず、通訳が遅れる場面があった（今回議長は終始英語で議事進行したが中国の委員は中国語を使用）。
- 時差で昼夜逆転となる対蹠地からの出席者の中には、自身が関わる議事を終えたところで通信を遮断（ログアウト）して退席し、参加者が写る分割画面（画面共有）がブラックアウトした状態で次の議題へ進む場面が見られた。
- 1日4時間の集中審議となった今委員会だが、大きな議事を終えると議長判断で5分の小休止を挟むことがあったが、休憩明けにそのまま委員が戻らない場面が見られた。
- 世界遺産の持続可能性の検討など、委員国だけで決めにくい議題については、オブザーバー参加している国の発言も認められたが、システムエラーで「手を上げる」機能が作動せず、音声で発言をリクエストするも指名されない場面が見られた。
- 7月19日の回で開始から40分程経過したところで、通信障害が発生し、会議が一時中断したばかりか、20分間程ユネスコ公式ホームページまでエラー（HTTP 503）する誘発となった。障害は10分程で復旧したが、委員個々人が使用する端末のスペックによってはビットレート不足から再起動するなどしたため、時間を要した。会議は2日目に跨った海商都市リヴァプールの登録取り消しをするかの審議中であった[注 19]。
- 取り扱い件数が多かった保全措置報告（SOC）は複数の副会場を用いて手分けして実施。全ての議事進行を中国が賄う予定でいたが、一部で専門分野を牽引できる人員が確保できなかったため、座長権限を副議長国に委譲した部会があった。この様子はユネスコ公式サイトでは配信されず、中国が準備した別の専用サイトで一部が公開された。
- 新規登録審査2日目となる7月25日は1件目の審査が中国の泉州：宋朝・元朝における世界のエンポリウムであったため、議長国の中国が公正を期すため議長役を離れ、副議長国のグアテマラに議長役を委任して開幕した。
- 諮問機関による情報照会・登録延期の勧告が出されていた物件の登録が相次いだ。これは勧告が委員会開催の6週間前までに発表されるため、通常は追加情報の準備が間に合わなかったり、従来の会場入りして行われる委員会では委員と同席できる人員に限りがあるため反論できなかったものが、オンライン形式では研究者などの専門家による発言の機会があり、質問に対して口頭で即答しながら反証できたこと（上掲「審議対象の推薦物件一覧」参照）が大きく影響している。世界遺産センターとしても後日追加情報を文書化して提出することを求め了承した。このことに関して、並行開催中の東京オリンピックになぞらえ「全ての出場選手に金メダルを与えたようなもの」という論調を示したメディアもある[報 53]。

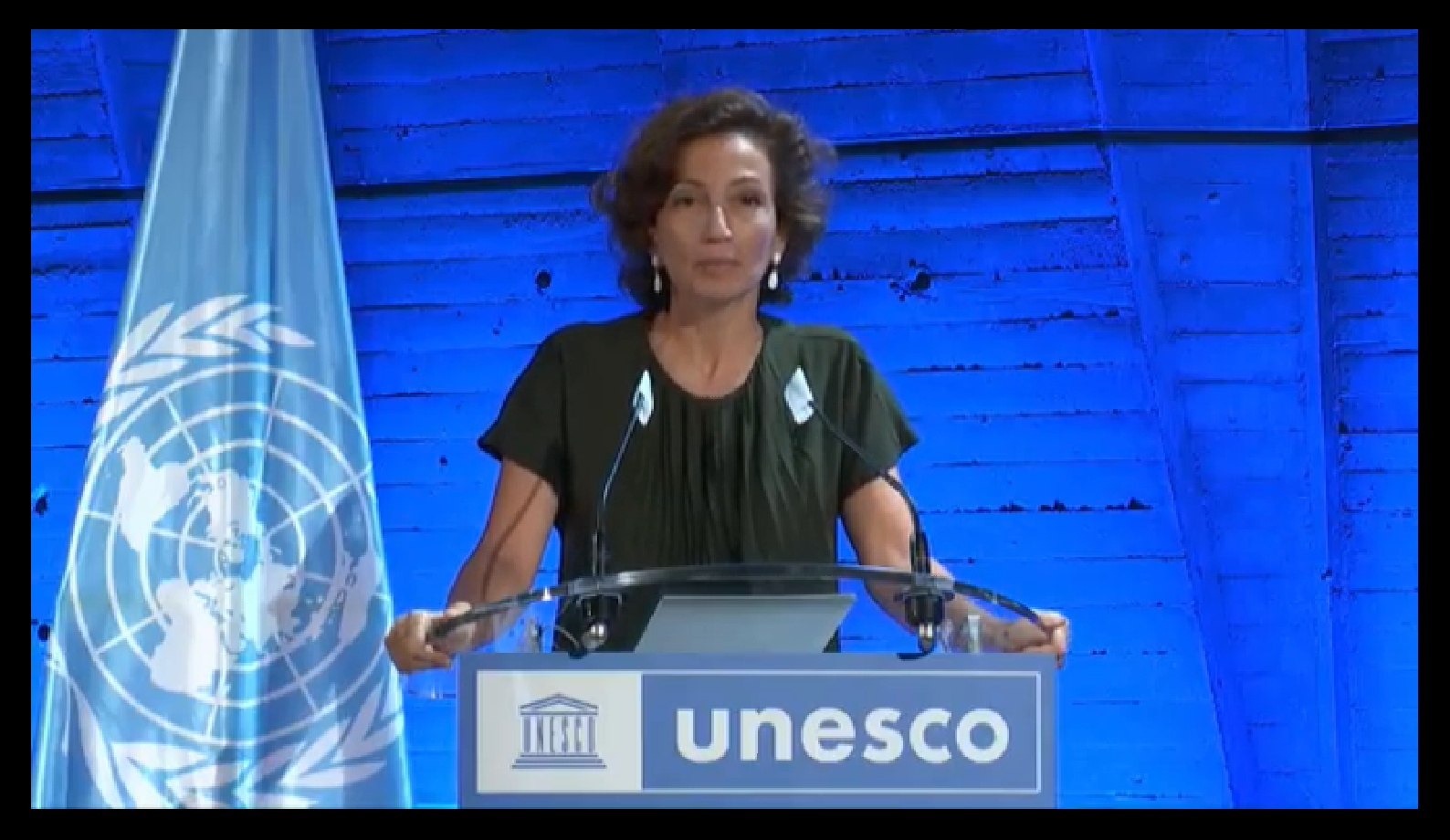
オードレ・アズレ ユネスコ事務局長
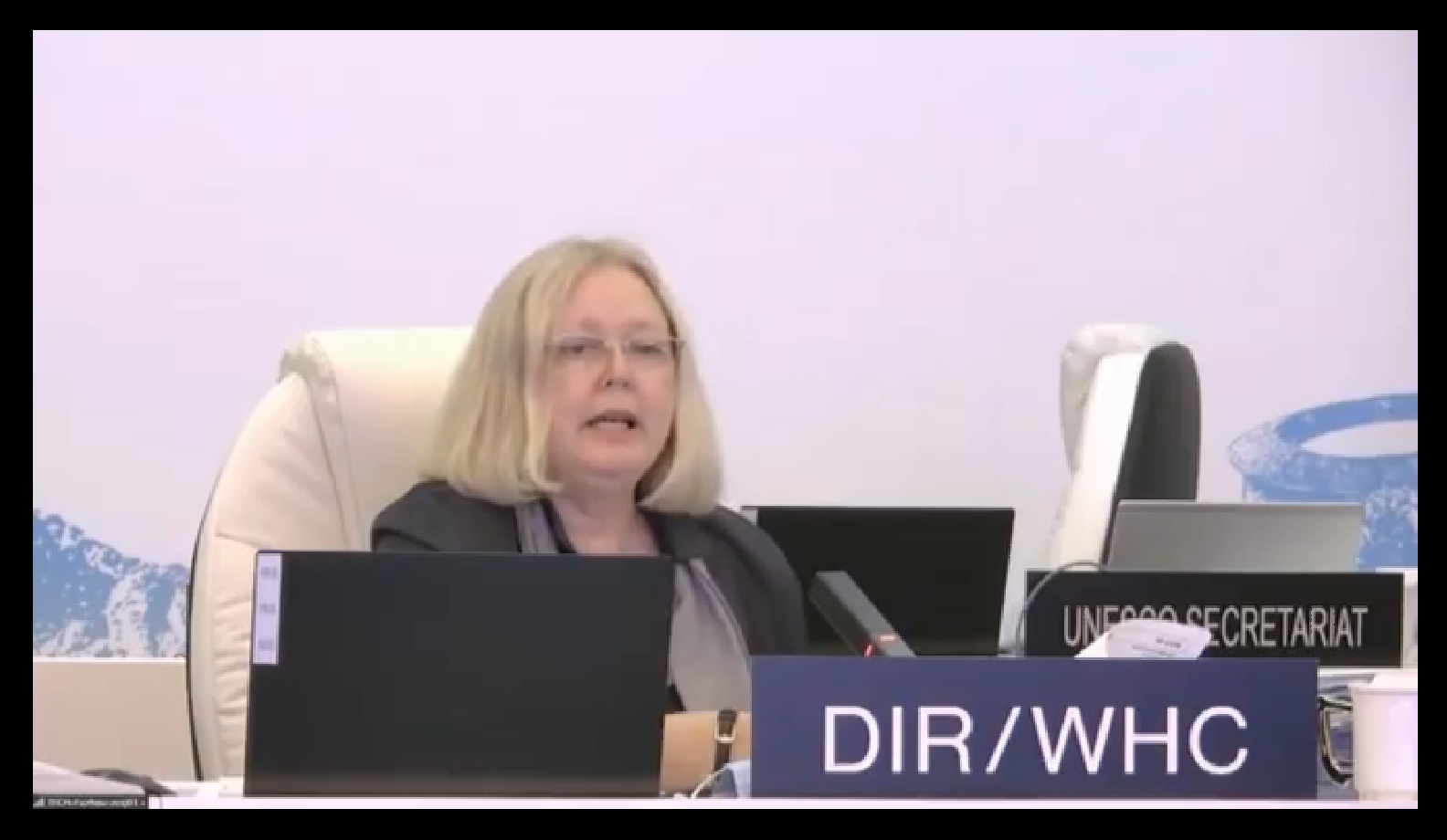
メヒティルド・ロスラー世界遺産センター長
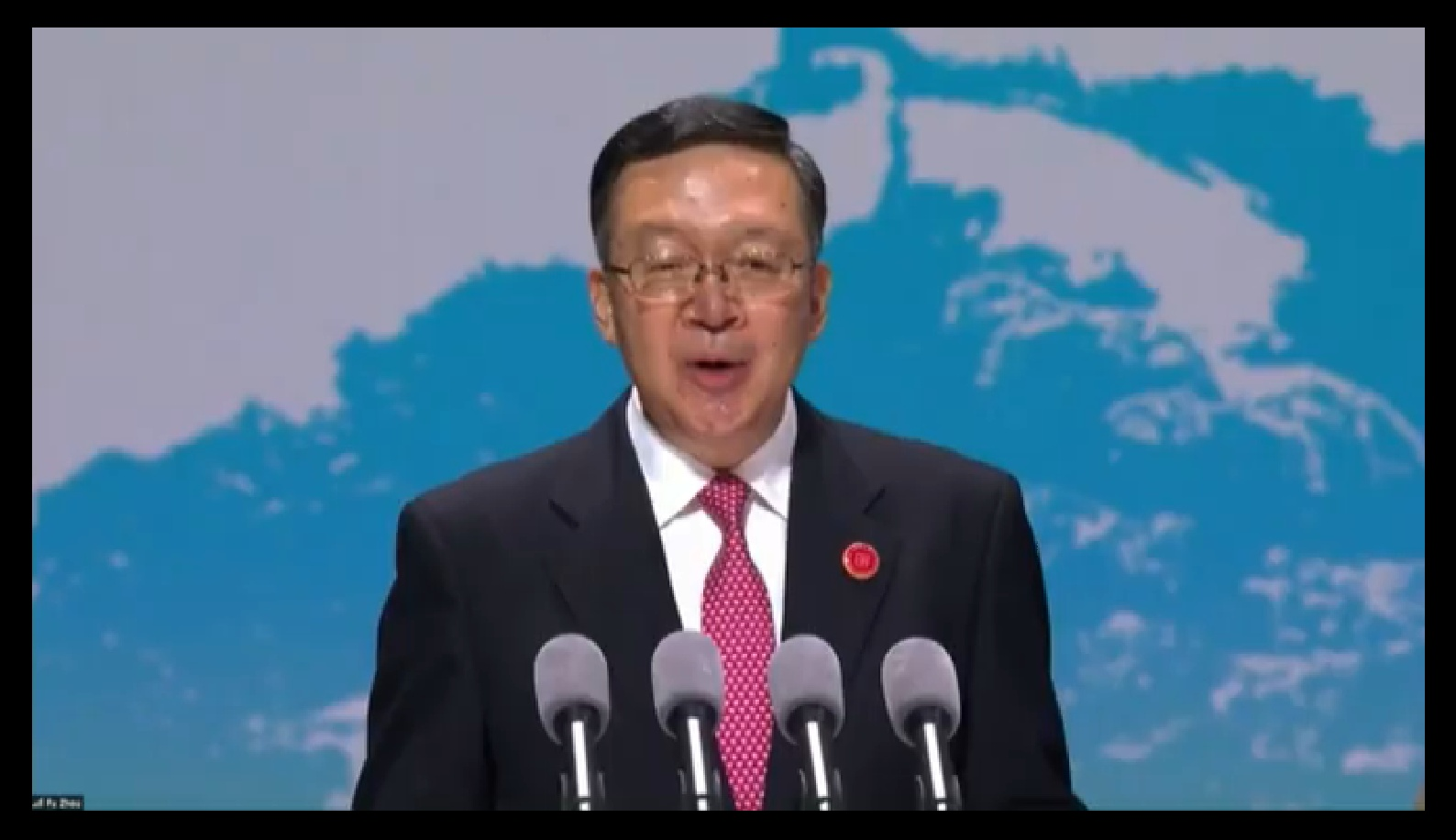
田学軍議長
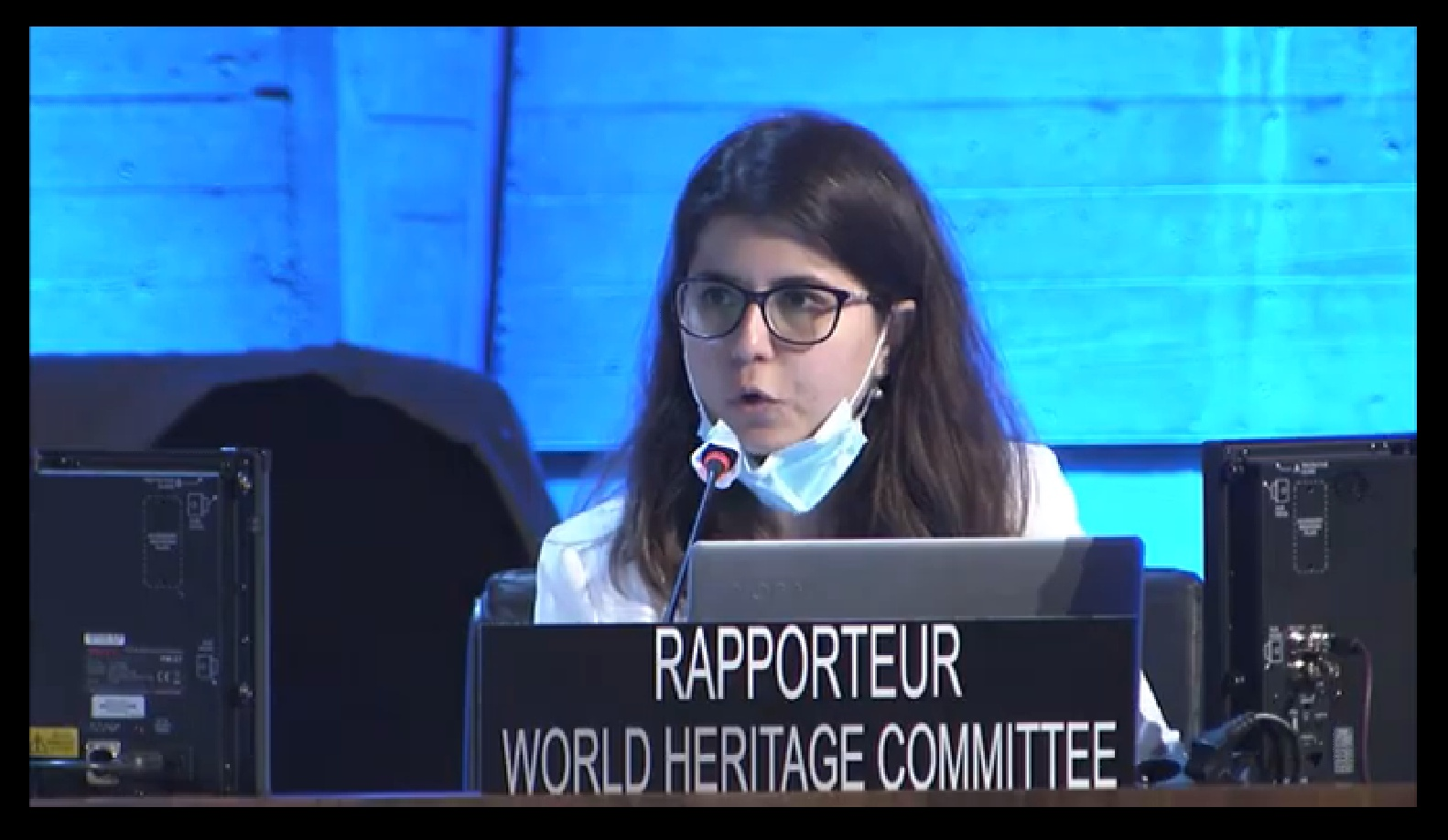
報告担当のMiray Hasaltun Wosinski
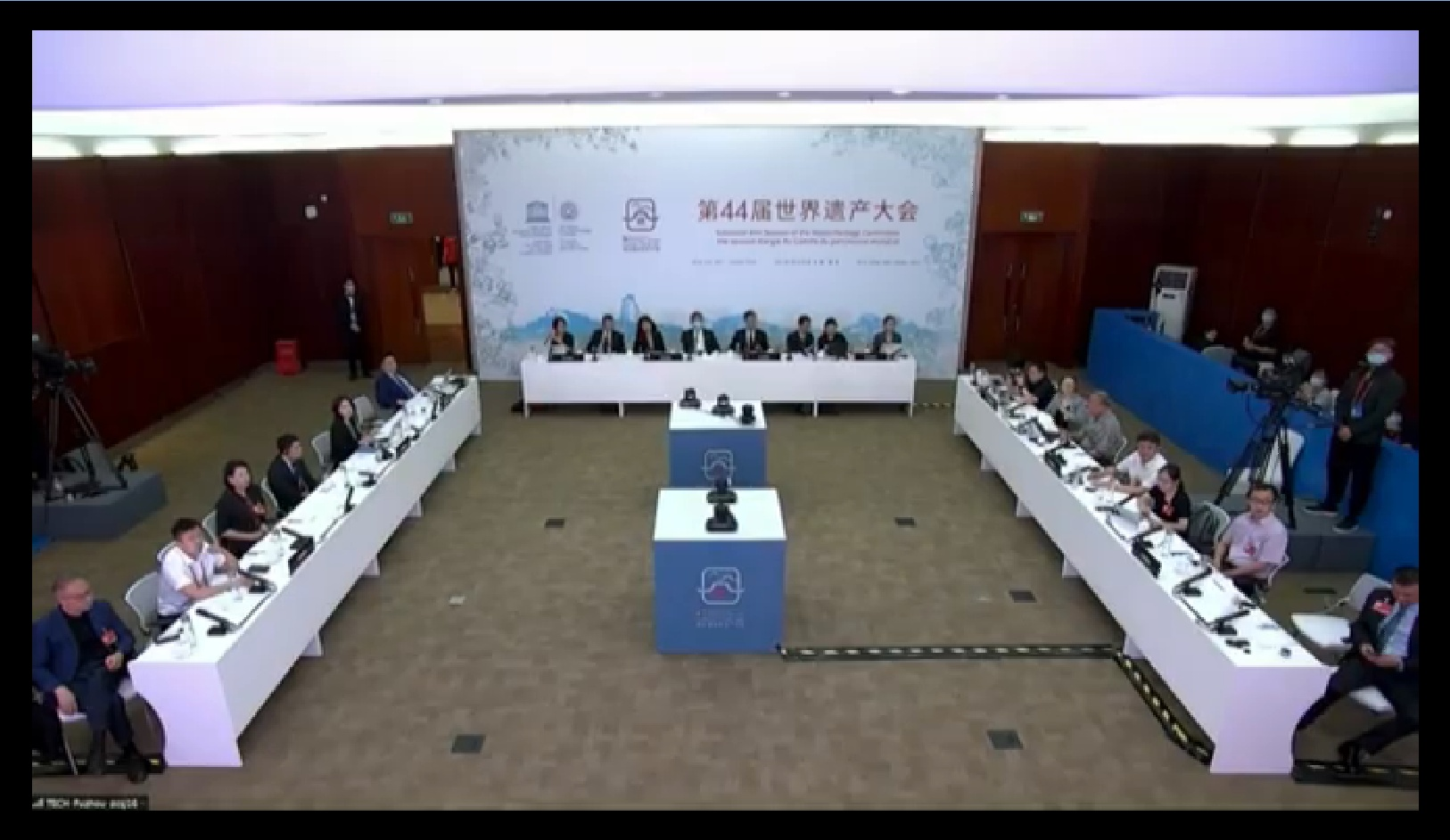
中国の副会場内の様子
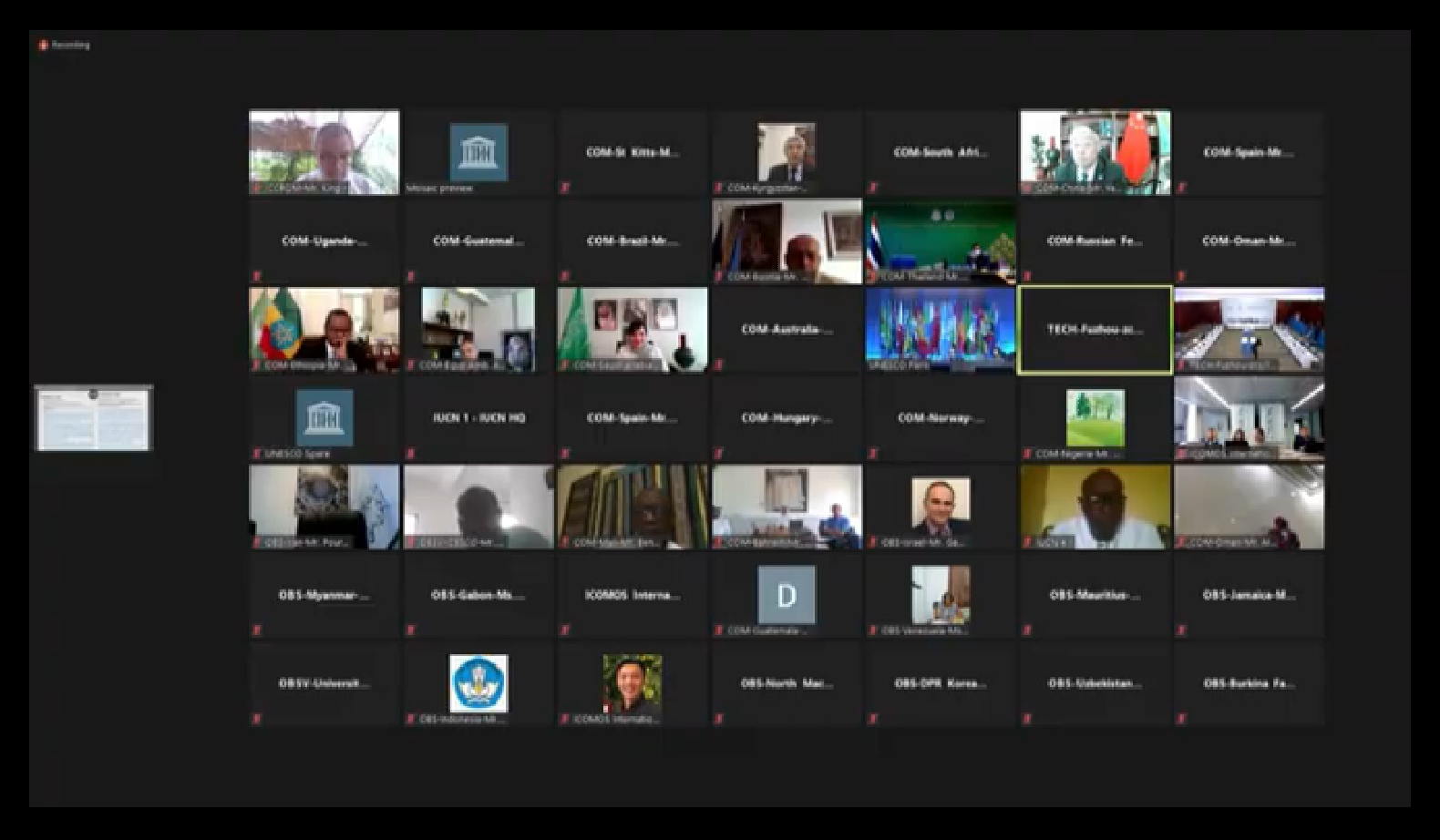
協議中のギャラリービュー（モブ）画面

## 2020年中止段階での動向

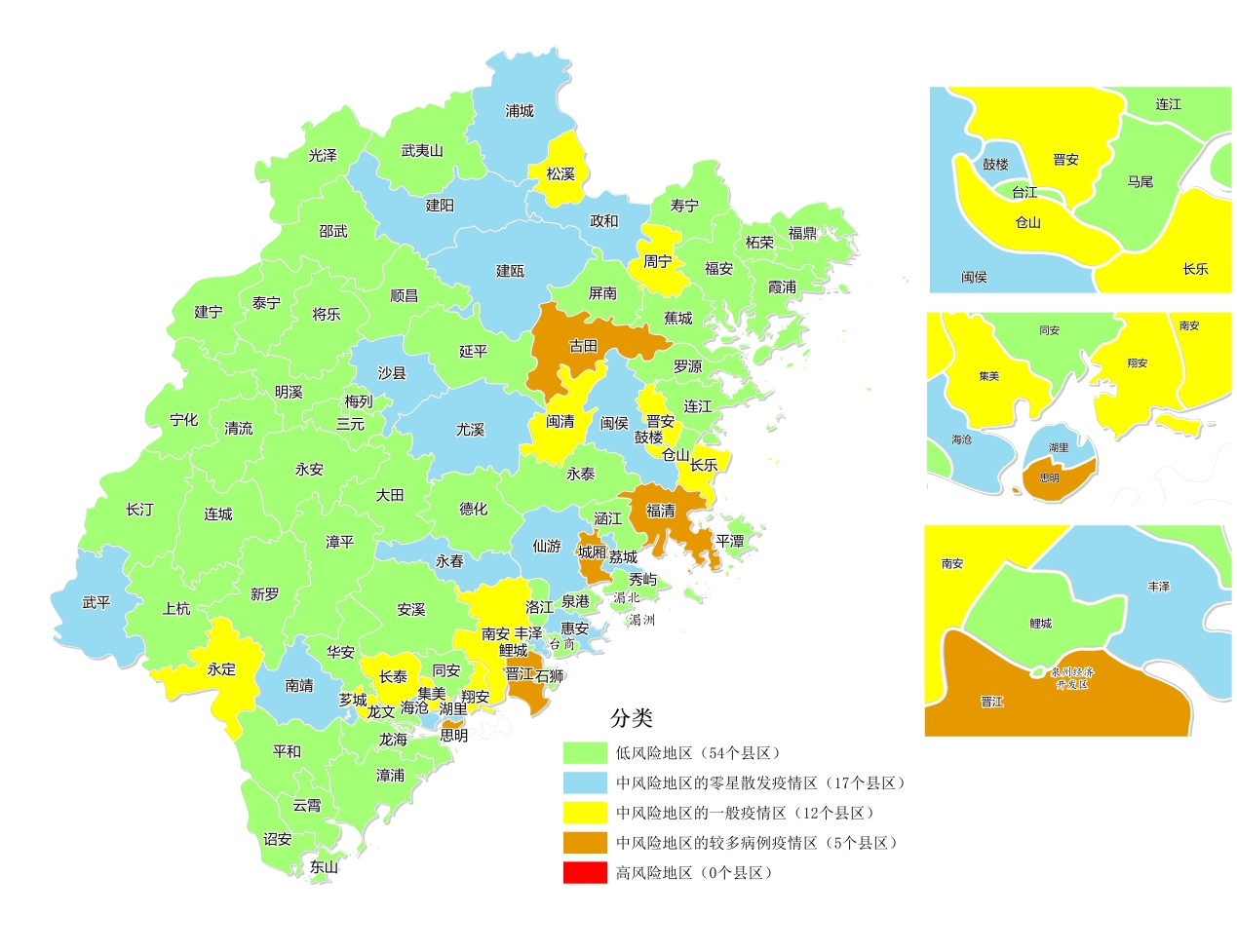
2020年2月時点の福建省での新型コロナウイルス発生分布
（多発地区を示す茶色表示中「福清」が委員会開催地である福州市の一画）

### 中止決定の経緯
ユネスコは中国における新型コロナウイルス流行の最初のピークを迎えた2020年の春節頃から推移を見守ってきたが、委員会に出席する各国へアウトブレイクしたことから、3月に入って以降、中国の沈阳ユネスコ大使や中国本国とのウェブ会議で委員会開催の有無について協議を重ね、中国では感染拡大が抑制され小康状態になったとして、委員会開催の中止は文化的自殺行為に等しいとの主張もあったが、社会的距離（社会距離拡大戦略）が確保できず公衆衛生の観点から最終的に世界保健機関（WHO）のエビデンス（国際的に懸念される公衆衛生上の緊急事態）に従い中国の合意を取り付け世界遺産センターのメヒティルド・ロスラー所長が中止を判断した。
なお、中止が決定した4月14日時点で福州市の封鎖措置は解除されていなかった（繁体字中国語版Wikipedia「2019冠狀病毒病中國大陸疫區封鎖措施」および「2019冠状病毒病福建省疫情」による）。

### ユネスコの状況
3月になりユネスコ職員に新型コロナウイルスによる疾患症状がある感染者が出たことをうけ、パリ本部で予定していた3月16～18日予定の「無形文化遺産の保護に関する会議」、3月18～20日予定の「持続可能な開発のための国連海洋科学10年の計画会議2021-2030」（公海の世界遺産も検討議題だった）、3月20日および24日予定の「世界水開発レポート2020のプレゼンテーションと報告書発表」（ユネスコが支援する世界水システム遺産についても言及予定だった）、3月23～25日予定の「世界の記憶（記憶遺産）の枠組みに関する協議会」、3月27日予定の「女性と創造性」（世界遺産と相互補完する遺産と創造性における女性の地位向上を検討）、4月6・7日予定の「無形文化遺産保護委員会」、4月16日予定の「世界遺産専門家会議」、5月12・13日予定の「世界の記憶グローバルポリシーフォーラム」（日本信託基金が支援）、6月22～26日予定の「MAB計画人間と生物圏国際調整協議会」等、各種遺産関連事業の中止・延期を3月1日時点で決めていた。
また、4月3～17日に予定していた年2回開催する定例のユネスコ執行委員会も中止となった。
そうした中でユネスコは新型コロナウイルス蔓延に伴う社会的逼迫状態を鑑み、3月29日に73ヶ国の科学分野担当大臣・官僚とオープンサイエンスのテレビ会議を実施。その成果から「文化の砦」の役割として緊急対策「COVID-19に対する文化（Culture against Covid-19）」を立ち上げ、コロナ禍により疲弊した心を癒す芸術（創作活動）や創造産業への支援、世界中で外出禁止下にある学童に持続可能な教育提供のためオンライン教室としてユネスコが運用するワールド・デジタル・ライブラリーの活用やインターネットに接続できない環境にある途上国でのデジタル・デバイド（情報格差）解消のためにラジオのようなアナログでの情報発信と貧困地域・難民キャンプ等への機材提供、多くの職員を自宅待機としリモートワークで新型コロナウイルスに関する科学的に正確な情報を発信すべくデマやフェイクニュースを摘発させることに人員を割く、などを当面の運営方針にするとオードレ・アズレ事務局長が決定したことで、世界遺産委員会開催の余力が削がれることにもなった。

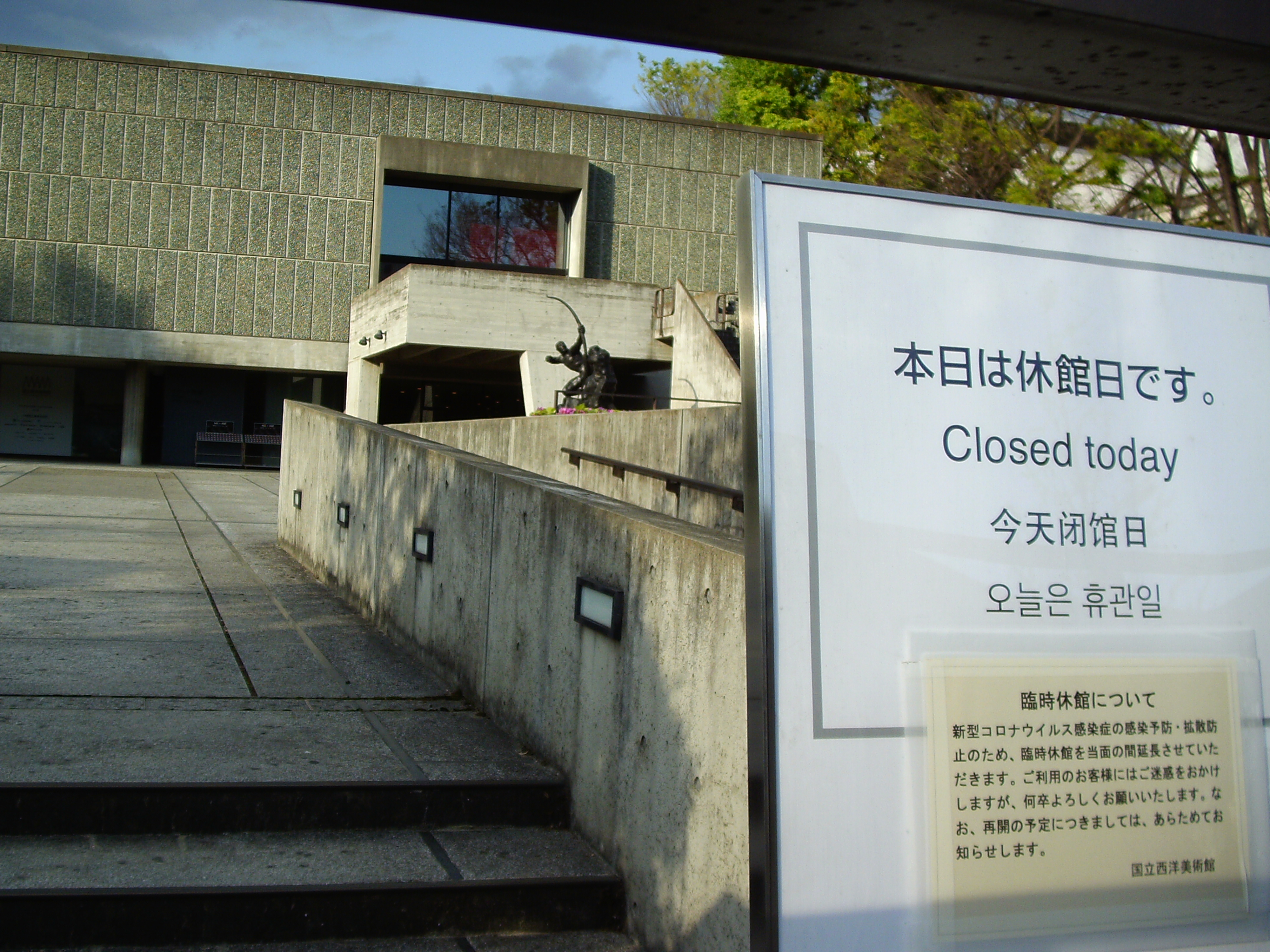
世界芸術の日のオンライン芸術祭には休館中の世界遺産国立西洋美術館も協賛した

さらに、コロナ禍による影響のため維持存続が危惧される有形無形の文化遺産保護のため、グローバル・ソーシャルメディア・キャンペーン「#ShareOurHeritage」を立ち上げた他（詳細は後述する「新型コロナウイルスと世界遺産」の節参照）、4月15日の世界芸術の日にオンライン芸術祭を開催し、ユネスコ自身もピカソに代表される600点におよぶ美術収蔵品を公開、4月18日の記念物と遺跡の国際デー（世界遺産の日）では今年のスローガン「文化の共有、遺産の共有、責任の共有」に従い人類一丸となってウイルスに共闘し文化の存続と共生社会を目指す旨を表明。4月22日には文化分野担当大臣・官僚とのテレビ会議を実施（日本からは萩生田光一文部科学大臣が参加して2021年に延期となった東京オリンピック・パラリンピックの開催と東京オリ・パラ文化プログラムの実施を改めて決意表明した）。この他にも、3月3日の世界野生生物の日に国連開発計画（UNDP）と野生生物の管理にあたる人材の健康管理、3月22日の世界水の日に灌漑など利水施設の保護、4月7日の世界保健デー（奇しくもこの日に日本では緊急事態宣言が発出された）には世界遺産の管理にあたる人材の健康管理を呼び掛けている。
加えて、新型コロナウイルスの流行に関する医療や社会的・経済的影響など世情の経過を公的に記録するよう各国に要請し、「世界の記憶」として保存することを表明した。
一方で開催されなかった執行委員会から一時的にユネスコの全運営権を一任されたアズレ事務局長が、封鎖されているパリ市内で外交官ナンバーの公用車に身辺警護を同乗させず単身で運転している姿が目撃され（ユネスコ服務規程違反で、2020年3月24日に施行されたフランスの衛生緊急事態法や外交官に準じた身分の国際公務員として外交関係に関するウィーン条約にも抵触しかねない）、貸与されている公邸に各国のユネスコ大使やアタッシェを招き非公式会談（密談）をしている疑惑がもたれ（事務局長の言動は当人の記者会見やスポークスマンを介して記者クラブに公表される）、事務局長からの弁明もないため、緊急事態（歴史的緊急事態）下のこととはいえ組織運営に不信感がもたれ、このような状況を経て再開された世界遺産委員会は公平性や信憑性を欠くものになりかねない可能性も示唆される。
なお、文化遺産の諮問機関である国際記念物遺跡会議（ICOMOS）も本部を置くパリが都市封鎖されているため閉所措置をとり機能していない。

### 中国の準備状況
- 今回議長を務める予定だった田軍学は、福州での開催が決まった第43回世界遺産委員会の場において、「第44回世界遺産委員会は中国の遺産保護と生態学的保護の新時代を紹介する最高の国際会議となる。世界遺産の取り組みは”中国の時代”に突入する。」とコメントした[hp 39]。
- 開催予定地だった福州がある福建省では、習近平国家主席（党総書記）から開催成功を求められたとともに、中国が委員会のみならず世界遺産やユネスコの牽引役になれるよう指示されたことを明らかにした[hp 40]。
- 現在北京の中央政府で福建省の党委書記（地方政府の省長より上位）を務める于偉国（中国語版）が派遣され、現地で委員会成功のために陣頭指揮を執る予定でいた[報 65]。
- 福建省には武夷山・福建土楼・鼓浪嶼（以上、文化遺産）、中国丹霞（自然遺産）、また世界農業遺産に認定されている福州の茉莉花茶生産地やかんがい施設遺産の木蘭陂（中国語版）などがあり、委員会開催に合わせこれらの遺産群へ委員会参加者の視察を計画していたほか、警備体制や新型コロナウイルス対策も検討していた[hp 41]。
- 委員会開催歓迎レセプションを福州市の馬尾区において挙行する計画でいた。ここは中国が将来世界遺産にしたいとする海のシルクロードの拠点であり[注 25]、そのPRも兼ねる予定でいた[報 66]。

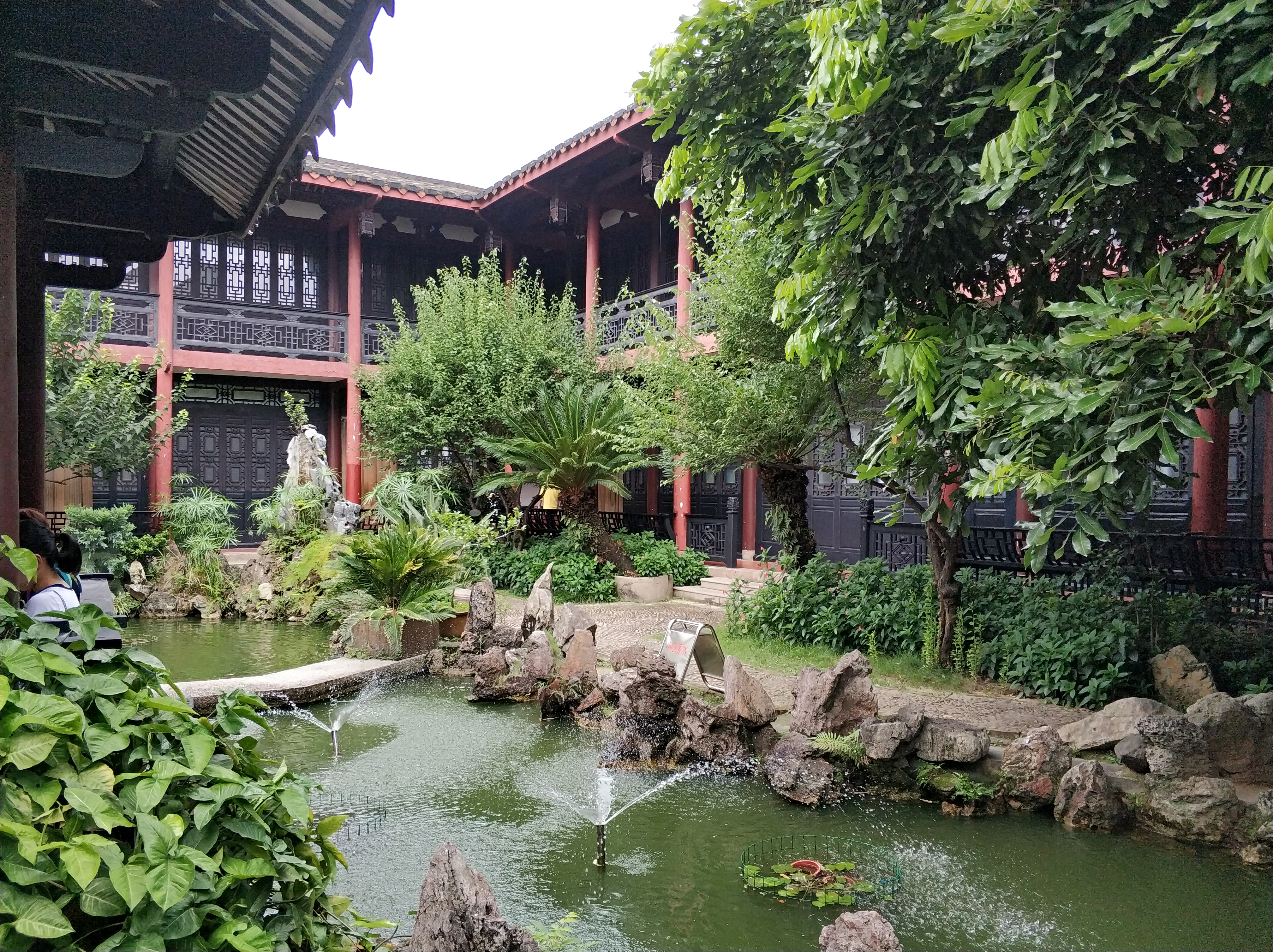
福州の英雄林則徐の記念館再整備も早められた（阿片戦争戦趾を負の世界遺産にしようという動きもある）

- 委員会開催に向け、会場となる海峡国際展示場（中国語版）の改修や[報 67]、運河などの史跡を修復整備し[報 68]、福州市内で整備中だった都市高速道路（城市快速公路）の開業や旧市街地の再開発も前倒しで実施した[報 69]。
- 福州の伝統工芸品で無形文化遺産の登録を目指している漆工芸品を会場に展示してPRする予定でいた[報 70]。
- 今委員会で採択される予定であったICOMOS指針「遺産としての農村景観に関する原則」（下記「予定していた議題・報告」の節参照）をうけ、暫定リスト掲載物件の見直しを図り、地域多様性に基づき少数民族を含む農村家屋・集落・景観を候補化することを検討[報 71][注 26]。
- 上記のように暫定リストの見直しを図る中で、もう一つ考古遺跡を柱とする計画もあり（2021年は中国考古学成立から100周年を迎える）[報 71][注 27]、福州市では越族による閩越国の冶城遺跡（中国語版）が発見され、福建省内にある城村漢城遺跡（中国語版）などと合わせ、前漢代まで化外の地であった華南における独自文化と漢化への移行が確認できる稀有な例として[報 72]、また約20万年前と世界最古の洞窟壁画の可能性がある万寿岩遺跡（中国語版）[報 73]など、委員会開催は福建省の考古遺跡の世界遺産を目指すきっかけとする予定でいた。

### 各国・機関の反応・対応
- 委員会開催予定地であった福建省では、委員会再開の際は福州市で行うよう要請した[報 74]。
- 中国は2020年10月に雲南省昆明市において生物多様性条約締約国会議を開催予定で、世界遺産委員会で採択された生物多様性に関わる事項を反映させる計画でいたこともあり、委員会再開の動向を見守るとした[hp 42]。

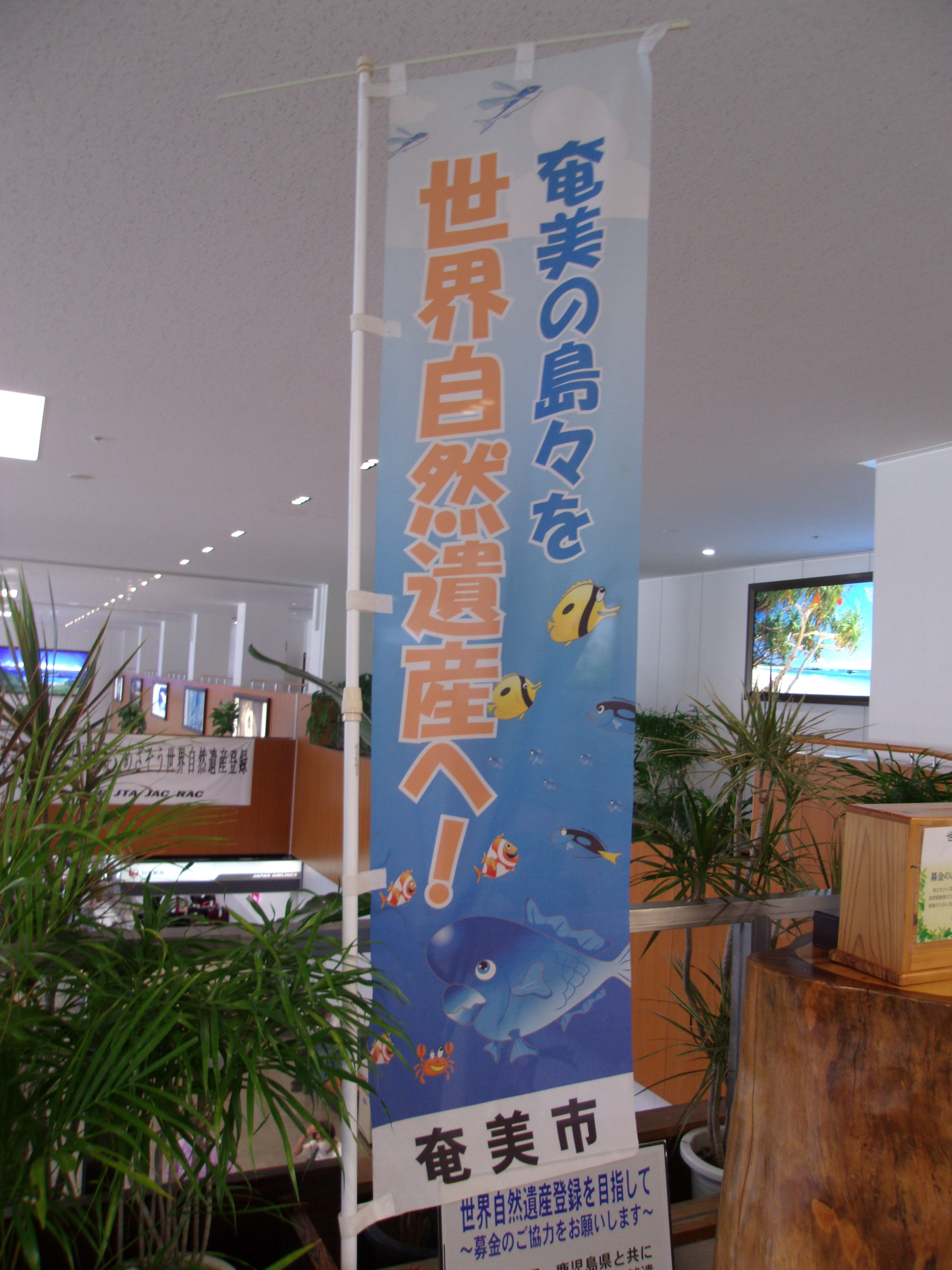
世界遺産登録推進の幟を掲げる奄美空港

- 登録審査をうける予定であった奄美大島、徳之島、沖縄島北部および西表島を推進した鹿児島県は「これまでの取り組みを続けるだけ」、沖縄県は「仕方がない、今は待つだけ。落ち着いたらしっかり審査してもらう」とそれぞれコメントを出し[報 75]、環境省は「委員会開催の6週間前までに発表される諮問機関の勧告日程も未定」としながら、小泉進次郎環境大臣は「引き続き関係自治体と緊密に連携して対応したい」と述べた[報 76]。また、自然遺産の諮問機関国際自然保護連合（IUCN）の日本委員会も「勧告が先延ばしになるかもしれない」とした[報 77]。
- 経済制裁などが続くイランは観光業に力を注いでおり、ビザ発給の緩和や宿泊施設の充実を図りつつ、世界遺産を観光資源として位置付けていたため、イランにとっては初となる近代（20世紀）産業遺産（稼働遺産）である 国有鉄道のイラン縦貫鉄道が登録審査をうける予定であった今委員会が中止となったことを「残念である」とコメントした[報 78][注 28]。
- 登録審査をうける予定であったイギリス・イタリア・オーストリア・チェコ・ドイツ・ベルギーとの共同推薦「ヨーロッパの大温泉保養地群」の構成資産があるフランスのヴィシーでは、副市長が「引き続き他の地域と共同歩調をとるだけだが、明るい話題が欲しい」とコメントした[報 79]。
- ICOMOSは2020年の活動指針に「無形遺産の強化」を掲げており、特に詩など芸術的表現の顕彰に力点をおく計画であったことから、新型コロナウイルスにより学校へ通うことができない子供たちに聞かせる学習支援として、世界の記憶に選定されている歴史的な詩を多言語で朗読収録して公開することを委員会開催中止決定前から検討していた[報 80]。
- IUCNは国連生物多様性の10年の最終年を迎えるにあたり、自然生態系における菌や微生物・ウイルスを含めた生物圏の見直しと未知の新たな感染を生じさせないための立入禁止区域制定や土地開発の規制策を講じるほか、新型コロナウイルスの宿主探しや流行の発生源と目される武漢華南海鮮卸売市場の調査なども検討している[報 81]。
- 4月22日に設立50周年を迎えるアースデーに向け、国際植物防疫年であることもあり、国連環境計画（UNEP）が上記のIUCN同様に、未知のウイルスや原生生物が潜む可能性がある原始森林への開発規制や、そこにある薬草や土壌微生物で抗ウイルス薬が作り出せる可能性から乱獲を制限するためにも、世界遺産などによる保護も検討すべきと示唆した[報 82]。

### 日本への影響
- 奄美大島、徳之島、沖縄島北部および西表島の登録審査が先送りされたため、委員会の再開時期にもよるが2021年に審査予定の北海道・北東北を中心とした縄文遺跡群にも影響がでかねない[報 83]（ICOMOSによる現地調査も未定[報 84]）。さらに2022年の登録を目指し2020年（令和2年）3月30日に文化庁へ再度推薦書を提出した金を中心とする佐渡鉱山の遺産群および初めて推薦書原案を提出した彦根城と飛鳥・藤原の宮都とその関連資産群[報 85][注 29]の国内候補選定を行わないこととなった[報 86]。

↳その後、縄文遺跡は9月4～15日に現地調査が行われ、23年候補選定は21年7月に行われることになった。

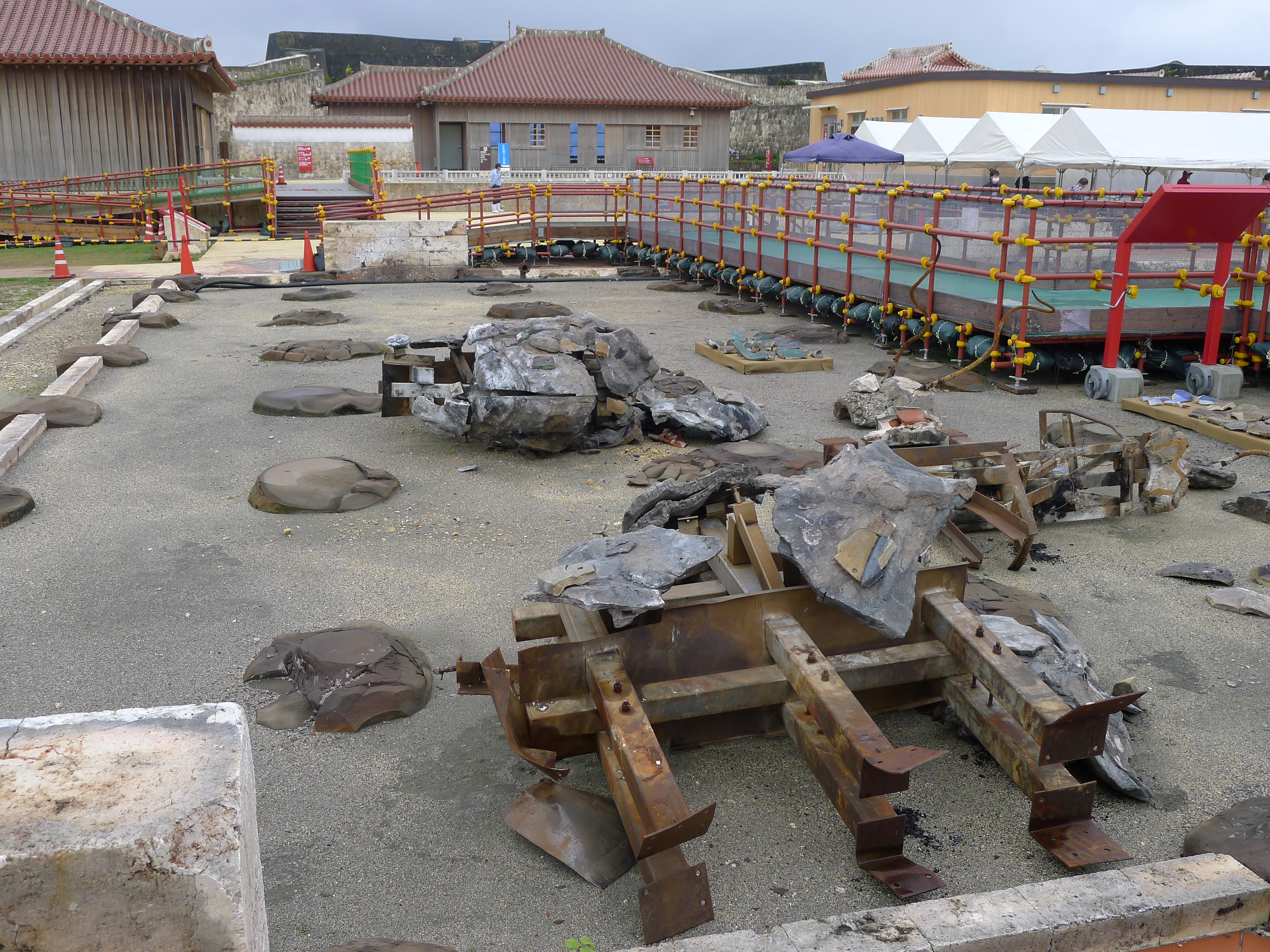
再建計画承認を待つ焼失した首里城（3月30日から解体が始まった）

- 2014年登録の富岡製糸場と絹産業遺産群に、世界遺産条約に基づくガイダンス施設として、群馬県立世界遺産センター「世界を変える糸(いと)の力」研究所（略称「セカイト」）[注 30]が開設したことを報告する予定であった。
- 2015年に明治日本の産業革命遺産 製鉄・製鋼、造船、石炭産業が登録された際の条件であった朝鮮人強制連行を解説するガイダンス施設設置に関し、日本国政府は東京都新宿区に産業遺産情報センター[注 31]を開設したことを報告し、韓国の非難を緩和する予定であった[注 32]。この他、保全措置報告（SOC）として、2019年7月1日の豪雨で崩壊した寺山炭窯跡の状況や、軍艦島の鉄筋コンクリート造高層集合住宅（世界遺産としては緩衝地帯扱い）の保存方法についてなども報告する予定であった[資 6]。

↳軍艦島の保全計画に関してはICOMOSに対して報告。
- 2019年10月31日に発生した火災で焼失した琉球王国のグスク及び関連遺産群の構成資産である首里城の再建に関する計画概要[資 8]を承認してもらう予定であった[報 88]。

↳2020年6月5日にユネスコと日本によるオンライン会議を開催し、概要の承認は得た。

### 予定していた議題・報告
- 危機遺産に指定されているリビアのキュレネの考古遺跡において3D映像化が行われ、その精度などを精査し、記録保存の手法として他の危機遺産にも応用できるかを話し合う予定であった[報 89]。

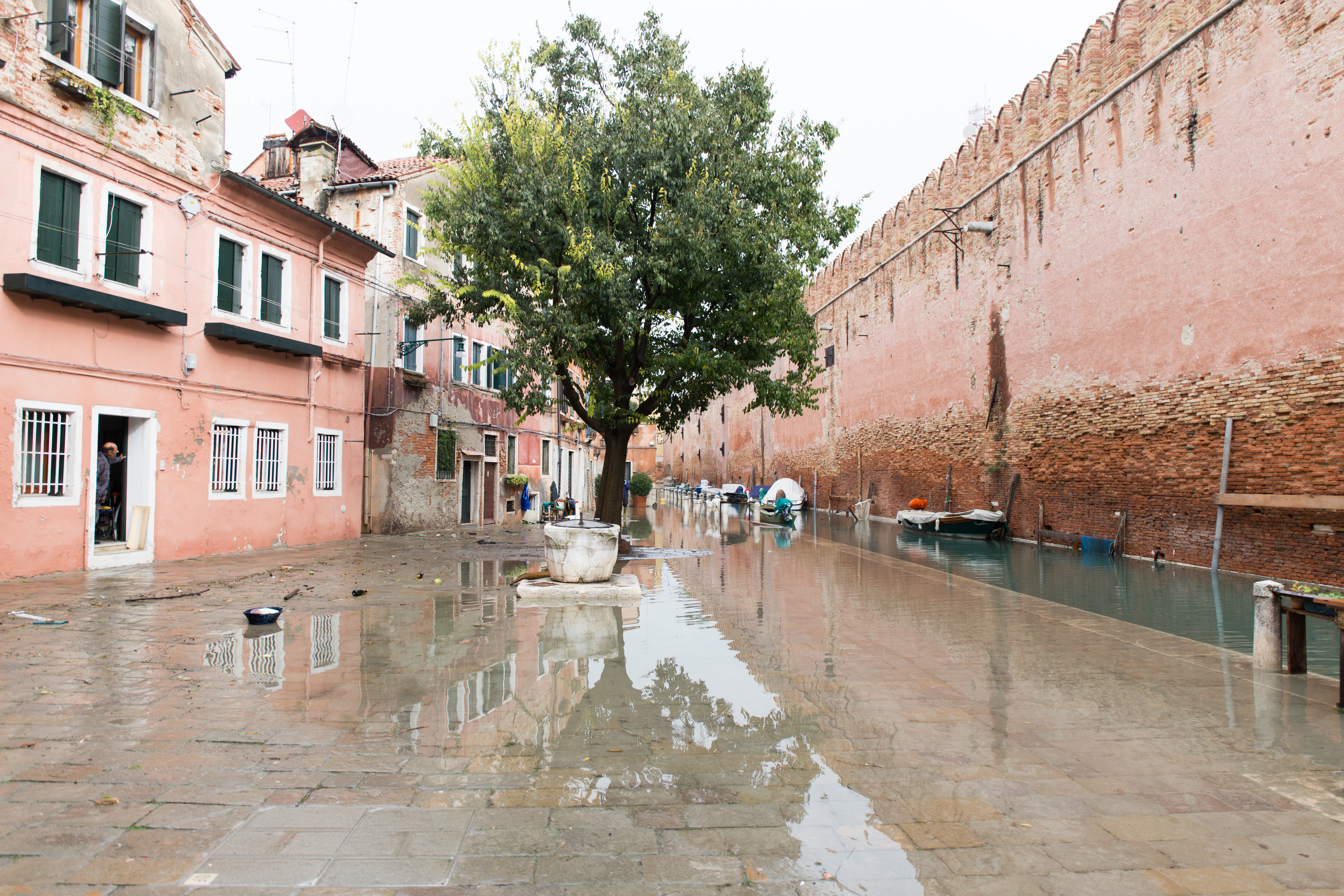
深刻化するアックア・アルタ(2019年11月)

- アックア・アルタにより水没の危機に瀕しているイタリアのヴェネツィアとその潟について、これまでにも危機遺産審査が取沙汰されてきたが、ユネスコ委任の専門家を現地へ派遣して調査にあたらせる手続きを行う予定であった[報 90][注 34]。
- 2019年12月23日に発生した船舶転覆事故に伴い、流出したオイルがエクアドルのガラパゴス諸島に到達し、海洋生態系に深刻な事態をもたらしていることに関し、ユネスコ委任の専門家を現地へ派遣して調査にあたらせる手続きを行う予定であった[hp 44][注 35]。
- メキシコのエル・ピナカテ・イ・グラン・デシエルト・デ・アルタル生物圏保護区はアメリカとの国境に接しており、トランプ政権が進める国境壁によって動物の移動が制限されるため生物多様性に影響することが懸念され、IUCNを中心に議論する予定であった[報 91]。
- ノルウェーの西ノルウェーフィヨルド群 - ガイランゲルフィヨルドとネーロイフィヨルドにおいて、ゼロ・エミッションを目指し再生可能エネルギーである水力発電と水素製造の施設を設置することを認可するか審議する予定であった[hp 45][注 36]。
- フランスのピアナのカランケ、ジロラータ湾、スカンドーラ自然保護区を含むポルト湾の構成資産スカンドーラ自然保護区（フランス語版）の世界遺産に求められる完全性としての法的保護根拠である欧州評議会によるヨーロッパの野生生物と自然生息地の保全に関するベルヌ条約（英語版）と欧州環境機関による自然保護地域の指定が取り消されることとなり、今後の扱いについて話し合う予定であった[報 92]。

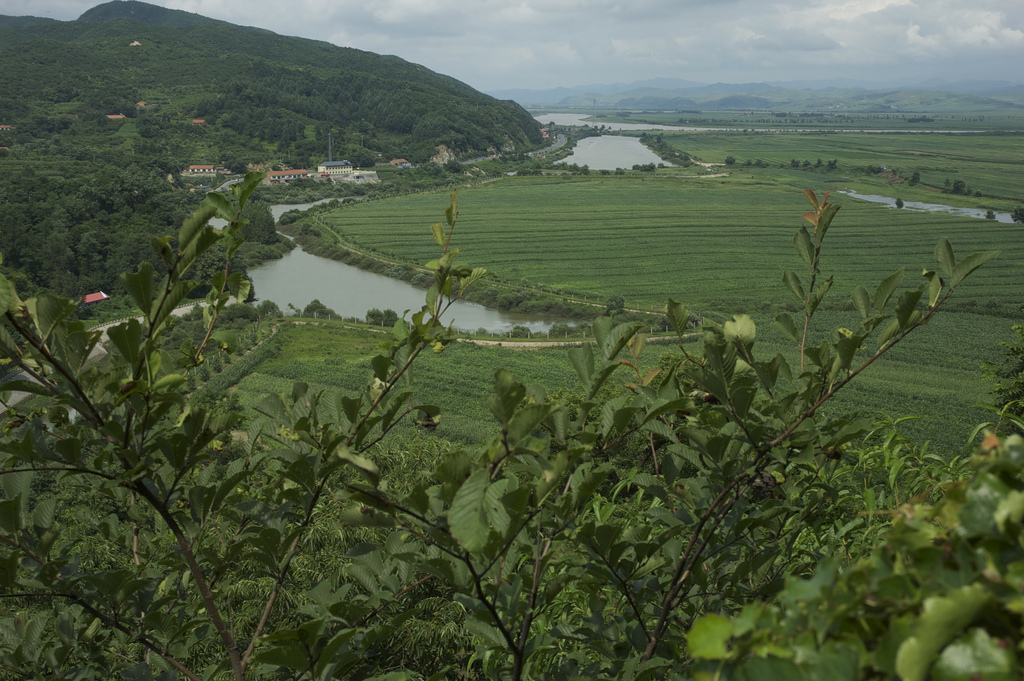
渡り鳥保護区候補の鴨緑江は対岸の北朝鮮との調整も必要

- 2019年に登録された中国の黄海＝渤海湾沿岸の渡り鳥保護区群（第1段階）の第2段階として北大港湿原（中国語版）を対象としており、当初から保護区群に含まれていたが暫定リストとしては掲載されておらず、この段階を経るという手法が拡張登録と同じ扱い方としてよいのか審議する予定であった[報 93]。
- 中国の平遥古城内の磚で建てられていた廃工場を現代建築に改修し、毎年開催している国際映画祭と国際撮影展（写真フェス）の会場[注 37]として使われるアダプティブユースの在り方について報告される予定であった[報 94]。
- ギニアとコートジボアールに跨るニンバ山厳正自然保護区で継続されている鉄鉱石の採掘を引き続き認めるか、遺産の資源利用の観点から検討する予定であった[報 95]。
- 緊張関係が続くアメリカとイランだが、有事の際はイランの文化遺産も攻撃の対象とすると表明したトランプ大統領に対し、武力紛争の際の文化財の保護に関する条約（ハーグ条約）違反であるとして非難決議を出すべきか検討する予定であった[報 96]。
- 2014年に発生したロシアによるクリミアの併合によって、クリミア半島にあるウクライナのケルソネソス・タウリケの古代都市とその農業領域の緩衝地帯にロシア軍による射撃場が建設されたことに対し、ウクライナはユネスコにハーグ条約違反である旨の非難決議を出してもらうよう要請する予定であった[報 97]。
- ICOMOSが2017年に採択した「遺産としての農村景観に関する原則」[注 38]を文化的景観の拡大解釈として世界遺産にも反映させることを検討する予定であった[hp 46]。
- 世界遺産を観光資源と位置づける遺産の商品化において持続可能な観光を追及すべく、一昨年から協議されているライフ・ビヨンド・ツーリズム（英語版）について（第42回世界遺産委員会と第43回世界遺産委員会の「その他の議題」の節参照）、エクスペディアなど各国の旅行会社がまとめた世界遺産の利用状況と2026年までの展望、観光公害について発表の場が与えられる予定であった[報 98]。
- ユネスコがGoogle Arts & Cultureと立ち上げた世界遺産モニタリングシステムについての報告がなされる予定であった[報 99]。
- 委員会にオブザーバー参加するアメリカのムーン・ビレッジ・アソシエーションが、天文遺産の拡大解釈として月に残るアポロ計画での月面着陸の痕跡を将来的に世界遺産（文化遺産）に登録することが可能か質問する予定であった[報 100]。

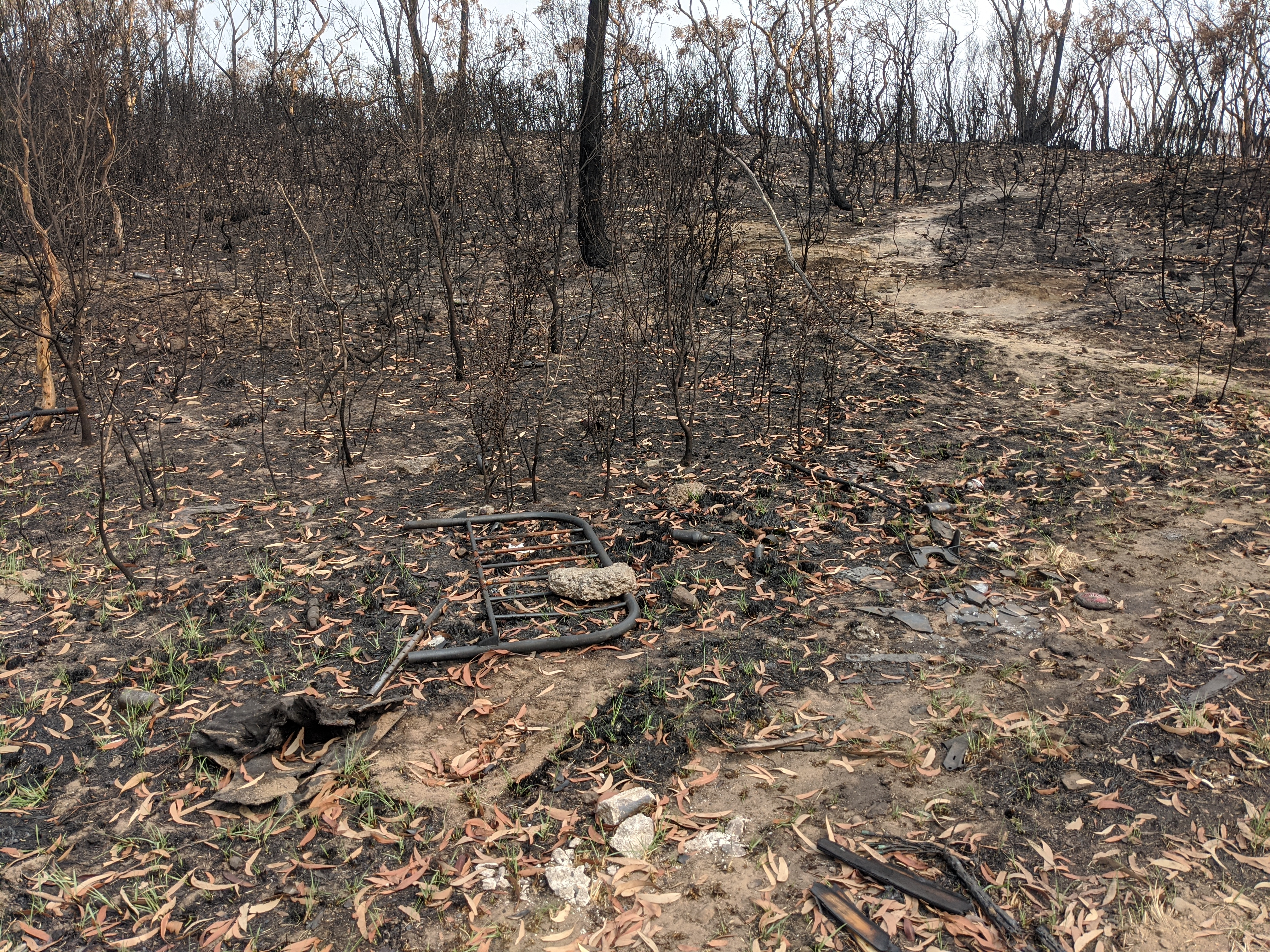
ブルー・マウンテンズの火災被害(2020年1月)

- オーストラリアの森林火災で被災が激しいグレーター・ブルー・マウンテンズ地域の状況報告と、危機遺産指定の可能性に関する緊急動議が予定されていた[報 101]。
- サンゴ礁の白化が著しいオーストラリアのグレートバリアリーフを危機遺産にするか討議予定であった[報 102]。⇒危機遺産審議の結果、見送り
- モロッコ・ラバトの旧市街地区内に銀行の高層ビル建設計画が浮上し、景観破壊にあたるのか、その是非について討議予定であった[報 103][注 39]。
- チェコのプラハ歴史地区における都市開発による景観破壊について、危機遺産とすべきか討議予定であった[報 104]。
- ハンガリーのブダペストのドナウ河岸とブダ城地区およびアンドラーシ通りの構成資産であるブダ城における改修工事申請について認可するか審議する予定であった[報 105]。⇒危機遺産審議の結果、見送り
- 都市再開発（都市環境破壊）が理由で危機遺産指定中のイギリス・海商都市リヴァプールから保全のための提案がなされ[報 106][注 40]、特に遺産の中核となる運河沿いの住宅建設計画は外観意匠を周囲に馴染ませたトラディショナル・サクセション・アーキテクチャであることを主張する予定であった[報 107]。⇒登録抹消決定

《オンラインでの拡大委員会として実施されることになったが、新規登録審査が2年分行われるため時間を要することに加え、国連が国連各機関に呼び掛けた社会の立て直し対策として、ユネスコ・世界遺産委員会では世界遺産はどのような貢献ができるかを検討するため（下記「終息後を見据えたユネスコの動き」の節も参照）、登録物件の保全措置報告（SOC）と危機遺産関連を除き、事前に予定していた上記の議題の多くが取りやめになる。》

## 順延開催決定をうけ
1年遅れでの開催決定から、オンライン開催への変更と紆余曲折を経たが、開催に漕ぎ着けたことになどに対し、各方面から談話が出されている。
〔開催決定時〕
- 中国教育部は委員会開催時の世界の感染状況に関わらず、委員会開催に際しては万全の疫学的対策と緊急医療体制を提供することを確約した[hp 48][注 41]。
- 委員会開催地となる福建省にて中国世界遺産観光振興同盟会議が開催され、新型コロナウイルス感染症流行後の外国人による中国の世界遺産観光再開のきっかけを委員会参加者による視察（上掲「中国の準備状況」参照）としたいとし、特に文化遺産に関しては漢詩の世界観を前面に押し出す「詩的旅游（Poetical Tourism）」を推進することを決めた[報 108]。
- 中国文化遺産研究院（中国語版）の中国世界文化遺産センター主催で中国世界文化遺産年次会議が開催され、各世界遺産所在地の省・県・鎮単位までの保護に携わる人員が文化遺産と複合遺産だけで合計で3万6千人もおり、世界最高の管理体制であることを確認し、世界遺産委員会でも報告するとした。また、2012年の世界遺産条約40周年記念会議で採択された「京都ビジョン」[hp 49]で世界遺産保全に地域住民の協力が不可欠とされたことから、人民参加型の保全を促進することも決めた[報 109]。
- 2021年3月5日より、世界遺産委員会をエスコートする市民ボランティアの研修が福建省で始まった[報 110]。
- 2021年3月5日より始まった第13期全人代において、昨年福建省長（知事に相当）に就任した王寧は、福建省に17年勤務した習近平国家主席（総書記）から世界遺産委員会の成功を強く求められ、その後福建入りした習主席から再度念押しされた[報 111][注 42]。

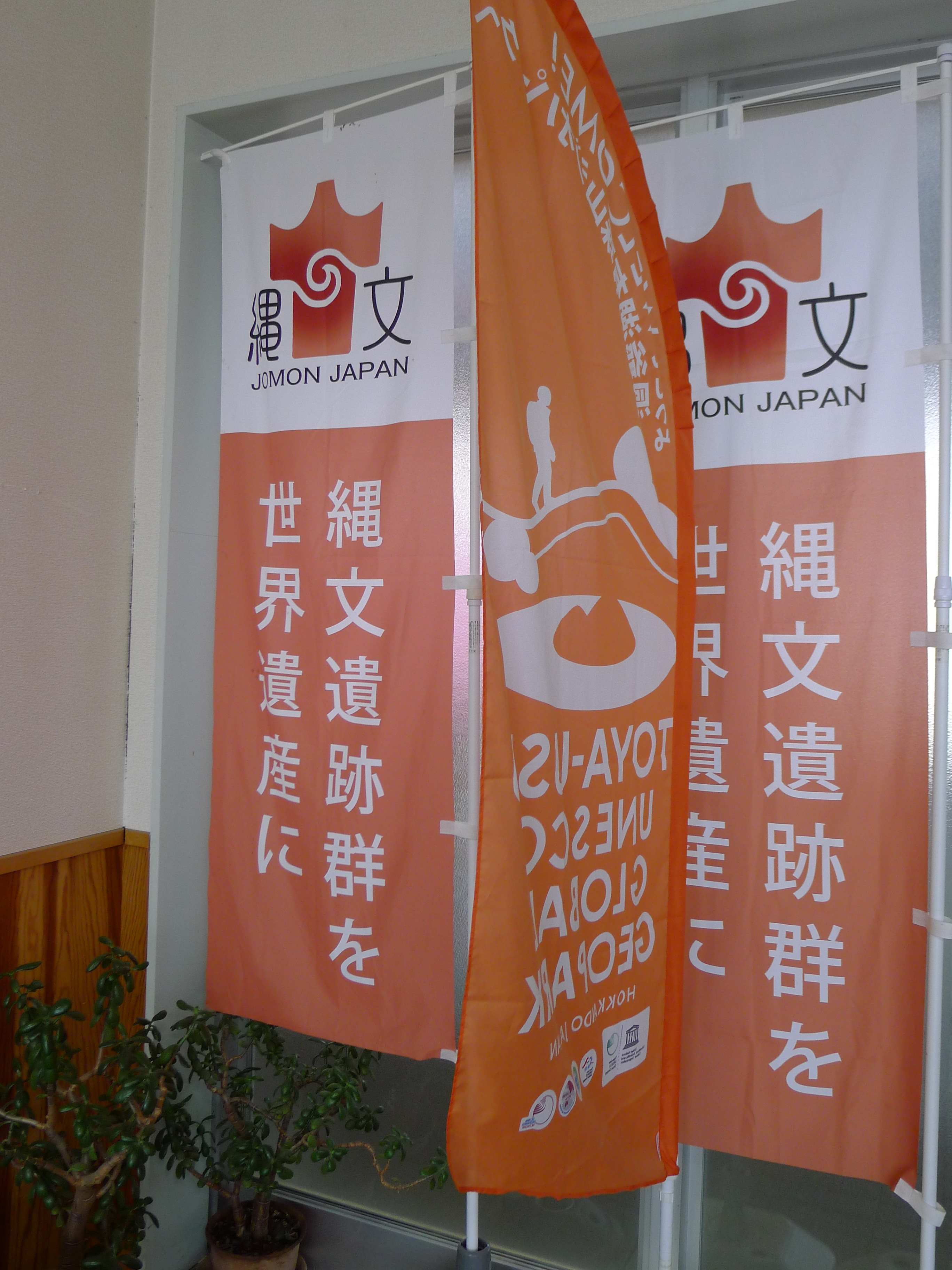
登録審査の目途が立ち盛り上がる縄文遺跡

- 中国政府により抑圧されているウイグル族の国外を拠点とする反政府活動団体が、「本来であれば世界遺産に推薦すべきカシュガルにおいて文化遺産（主としてモスク）の破壊活動（文化浄化）が行われており、世界遺産委員会を中国で開催すべきでない」と訴えた[報 112]。
- 中国のSNSのWeChat（微信）で「武漢華南海鮮卸売市場や武漢市中心医院を世界遺産にしたほうがいい」という投稿があると当局が削除している（中国のネット検閲も照会）。
- 奄美大島と徳之島の登録審査を待つ鹿児島県知事が「（学術的評価を下す諮問機関の中間報告が出されていないことをうけ）気を緩めず着実に進める」とコメント、奄美市長は「コロナ禍を克服した上で委員会が開催されることを願う」と期待した[報 113]。
- 縄文遺跡の登録審査が予定通り2021年に行われる可能性が高まったことに関して、青森県知事は「正式な連絡はないがチャンスがあるなら嬉しい」とした[報 114]。
- 2021年1月20日に発足したアメリカのバイデン政権はリベラルで国際協調路線を取る姿勢を示していることから、世界遺産委員会が2018年末に脱退したユネスコに復帰するきっかけになるのではとして、オブザーバー参加を呼び掛けるなどの勧誘を模索する[報 115]。また、アメリカのユネスコ不在中に、現在ジュネーブに置かれているユネスコ国際教育局を上海へ誘致する動きが活発化するなどしており、文化・外交政策での対中政策の観点から早期のユネスコ復帰を上級顧問や主席補佐官から大統領に対して具申されており、世界遺産委員会への参加は良い機会であるとする[報 116]。

〔オンライン開催変更後〕
- オンライン開催について、ブラジルでの第34回世界遺産委員会で開催国（議長国）の委員を務めた文化人類学者のChristoph Brumannは、「近年苛烈さを極めている登録のためのロビー活動が出来なくなり、公正な審査になるであろう」とした[報 117]。
- 結党100周年を迎える中国共産党が新たな人民奉仕政策を掲示し、その中に有形無形の文化遺産の保護も含まれた。上掲「中国の準備状況」にあるように農村家屋・集落景観の世界遺産候補地化を推進するにあたり、農村における貧困撲滅と経済格差の解消やインフラ整備も進めつつ伝統文化が失われないよう最大限配慮するとした。この取り組みを委員会開催中に公開される動画配信の公式サイト内に特設のバナーリンクを貼って公開することも検討[報 118]。
- オンライン開催ということで、回線接続中のハッキングなどを警戒し、インターネットセキュリティを高める必要があるとして、ネット警察による管理と監視を行うとした[報 119]。
- 運営効率化のため、文化遺産と自然遺産のように個別議題の分科会で出席者が重複しない場合は同時開催するとし、輻輳防止のため、メイン会場とは別に拠点を複数設けることとした。
  - 委員会の議長を務める田学軍が、委員会を福州市から200Km以上離れた廈門市の廈門大学と共同開催するとした[報 120]。
  - 武夷山麓に新設された兴田欢迎您馆（興田歓迎您館）で自然遺産の、城村漢城遺跡に設けられている闽越王城博物馆（閩越王城博物館）で考古学関係の文化遺産に関する議題の一部を主導する副会場とするとした[報 121]。
  - 上記以外でも副会場となる福州海上絲綢之路展示館（福州海のシルクロード展示館）・福州辛亥革命紀念館（福州辛亥革命記念館）・福建省科技档案館（福建省科学技術館）などが会場整備のため改修工事に入り、5月1日の労働節から当面休館や時短営業となった[報 122]。

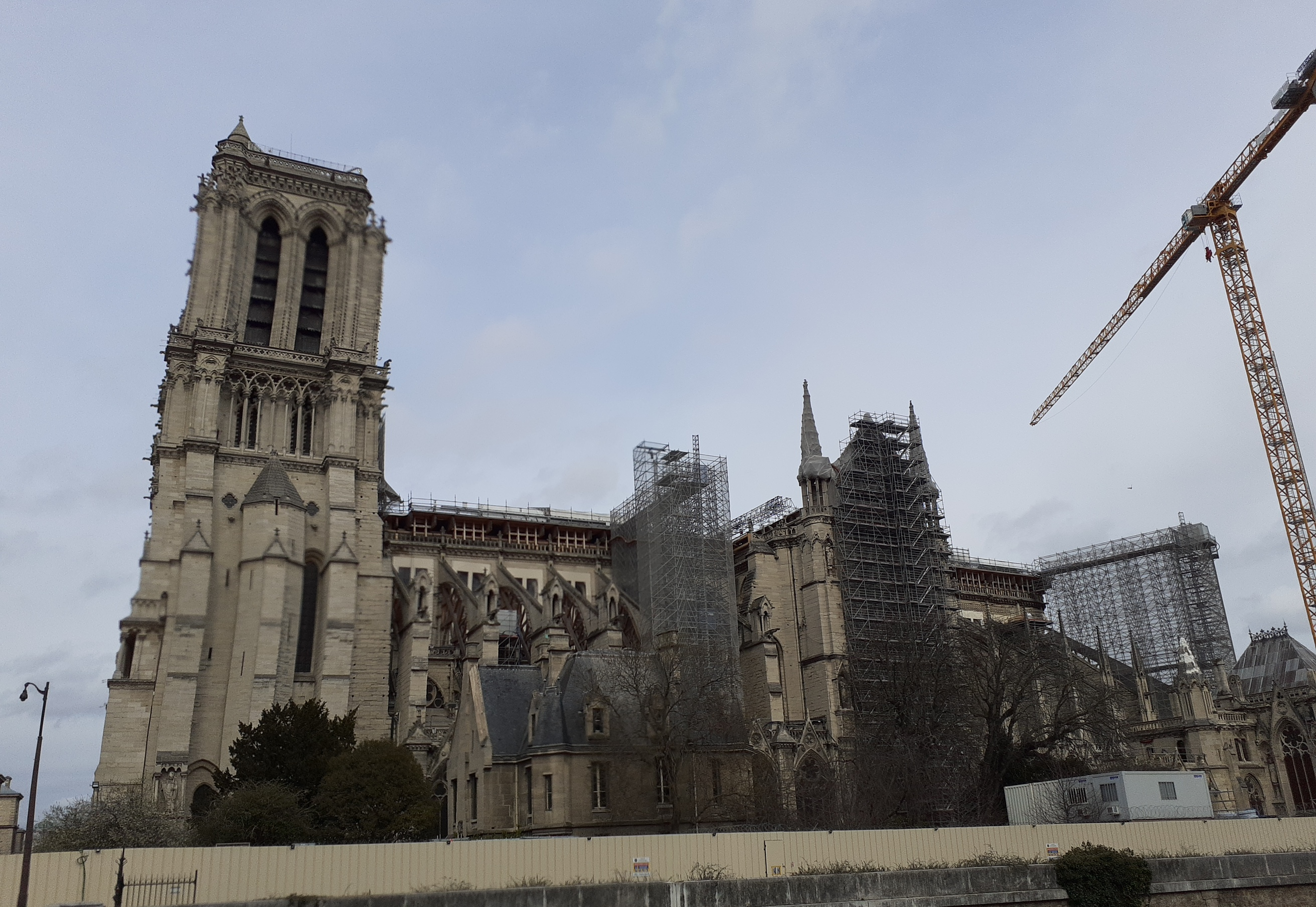
2021年3月時点のノートルダム大聖堂の修復工事の様子

- 2024年パリオリンピックの開催に合わせた再建を目指すノートルダム大聖堂に関して、前委員会では議題として取り上げられなかったため（第43回世界遺産「委員会に対する批評」の節参照）、再建の責任者である建築家のフィリップ・ビルヌーブ（フランス語版）や世界遺産センターに勤務した経験からアドバイザーを務めるFrancesco Bandarinらが再建案について世界遺産委員会の場で公式な議論と承認を下すよう促した[報 123]。
- 4月18日にコロナ下で二度目となる「世界遺産の日」を迎え（前回に関しては上掲「ユネスコの状況」参照）、ICOMOSはオンラインによる拡大委員会を全面的に支持。また、本年の活動テーマを「複雑な過去と多様な未来」とし、歴史認識の違いから起こる文化摩擦を見つめ（複雑な過去）、その解決策を思案すること（多様な未来）に重きを置き、同時にコロナ禍による混乱もいずれ複雑な過去になるとし、コロナ後の多様な未来を起草する。さらに今年は日曜日になったことから視聴者が多いと踏み、各国のICOMOS組織がウェビナーを実施した（日本や中国はなし）[hp 50]。
- 4月22日にコロナ下で二度目となるアースデーを迎え（前回に関しては上掲「各国・機関の反応・対応」参照）、本年の活動テーマを「地球の回復」とし、さまざまな環境破壊からの回復を目指すとともに、コロナ禍からの回復も目指し、世界遺産委員会でもレジリエンス（回復）について協議するとした[報 124]。
- 2021年11月にイギリスで開催予定の第26回気候変動枠組条約締約国会議（COP26）において、地球温暖化の原因の一つとされる二酸化炭素の吸収源として炭素固定作用があり、ボーリング調査によって過去の気温変化のサンプルを回収することもできる泥炭地の保護を議題とすることが決まっており、気候変動枠組条約機構（UNFCCC）が泥炭地の世界遺産登録による保護を世界遺産委員会に打診した[報 125][注 43][注 44]。
- 委員会開催（7月16～31日）に先立ち、7月7～13日に世界遺産管理者（サイトマネージャー）育成のためのウェビナーを中国が開催することになり、委員会の予行演習的な位置付けとなった。上掲本節「開催決定時」にもあるように、中国は充実した管理体制を取っており、人員数に頼らないノウハウを各国に伝授する[hp 51]。
- 福建省の伝統芸能高甲劇の演目『玉珠串』を映像として撮影し、オンライン開催の世界遺産委員会開期中にストリーミング発信することになり、京劇・崑劇・粤劇（中国語版）に続く無形文化遺産への登録の足掛かりとする[報 126]。

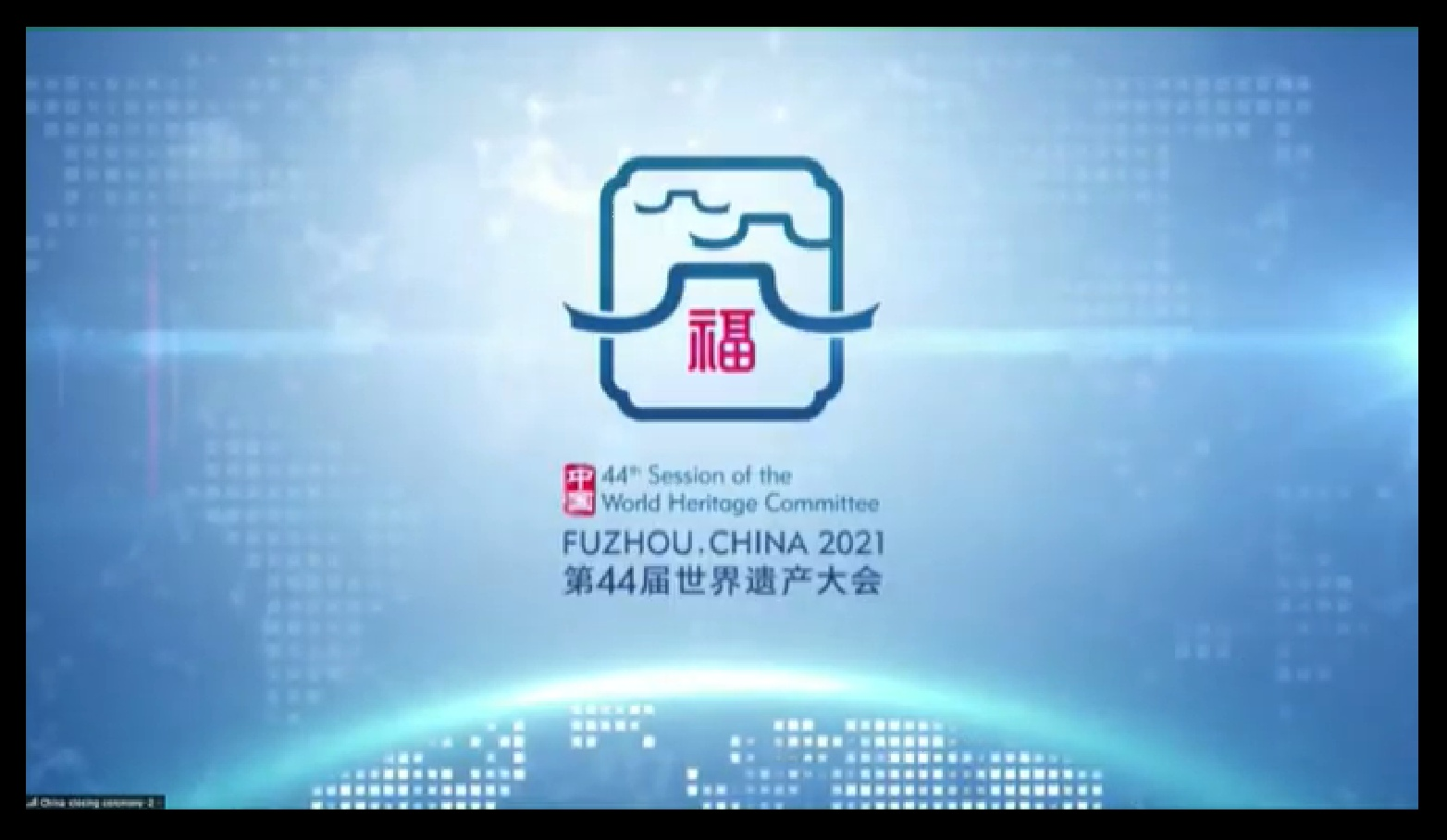
"福"の字デザインエンブレム

- 開催地名の福建省・福州と縁起文字としての「福」の字を旧字体篆刻書体であしらった委員会のエンブレムを作成し、オンライン会議での休憩中や議事中断時の待機画面やスプラッシュスクリーンとしても使用するほか、市中に貼り出すポスターでは倒福も認める[報 127]。
- 開会式は福州海峡文化艺术中心（福州海峡文化芸術センター）で挙行する[注 45]。
- 一度は会場周辺の誘導や交通整理を担うボランティアを募集したが、オンライン開催になったことから、通訳・メディア対応・記録・ネットワークシステム管理など専門知識を専攻する大学生を対象に再募集した[報 128]。
- 在中国海外メディアを対象とした国際メディアレビューを2021年は5月24～28日に実施し、日程の中に福州市訪問を組み込み、「A date in Chine meets Fujian」として福州の史跡や文化に触れつつ、プレスセンターを含む委員会開催の準備状況や当日の取材の仕方に対する注意事項（主として感染対策）のレクチャーを行った[報 129]。
- 6月の第2土曜日を文化・自然遺産の日および無形文化遺産の日と定めている中国は、委員会開催を前に例年にない大規模な記念日として祝うことにした[報 130]。
- 委員会初のオンライン開催となったことに対して、習近平主席（総書記）が「中国のIT技術を世界に喧伝する良い機会であり、成功を収めるように」との談話を出した[hp 52]。
- 初のオンライン開催ということでユネスコが6月15日にオンラインでのオリエンテーションを開催[hp 53]。
- 中国の世界遺産委員会開催準備委員会が6月23日に予行演習となるオンライン形式のデモンストレーションを各副会場とリレーして開催[報 131]。

## 新型コロナウイルスと世界遺産

### 流行下の世界遺産
※武漢肺炎としての出現から、世界への拡散を経て、第44回世界遺産拡大委員会が終了する2021年7月末までの流行状況。2020年4月時点で世界遺産の8割が感染防止対策や都市封鎖に伴い閉鎖されており、閉鎖に関する話題は枚挙に暇ないので掲載しない。
- 世界中で外出が制限されている人々の精神衛生のために、「#ShareOurHeritage」としてユネスコの世界遺産と博物館指針による仮想博物館（英語版）やオンライン展覧会（英語版）の一環で、Google アートプロジェクトと連携しインターネットで各国を代表する美術館や博物館の展示物を閲覧したり[報 132][注 47]、ユネスコが所有する世界遺産の動画をグーグルアースやストリートビューと組み合わせバーチャル・リアリティによる仮想旅行（英語版）を提供している[報 133][注 48]。

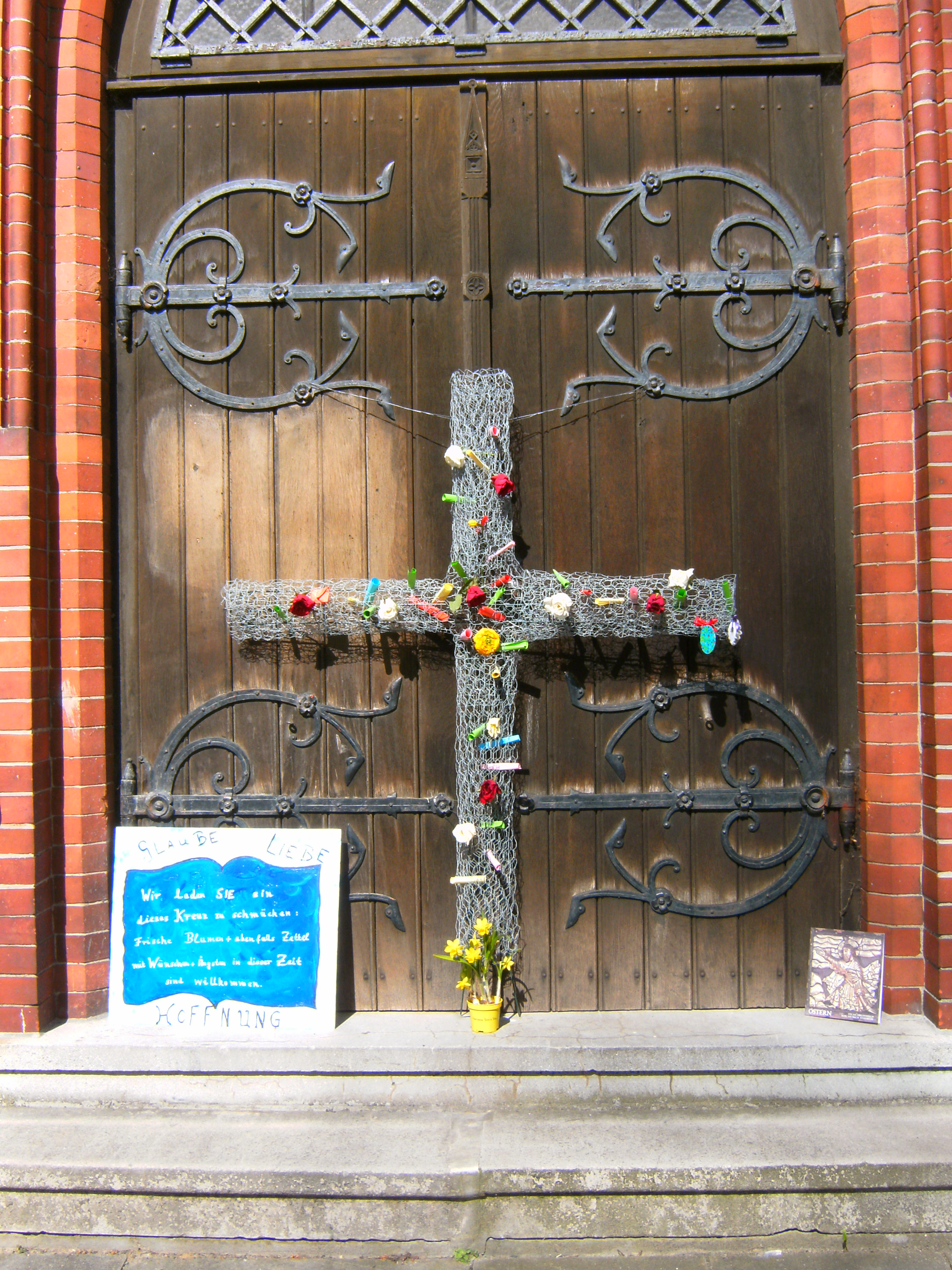
復活祭に門戸を閉じたドイツの世界遺産ハンブルクの倉庫街とチリハウスを含む商館街内にある教会

- 過酷な状況下にあって心の拠り所となる宗教施設の多くが世界遺産であり、ユネスコは改めてその大切さを再認識したとし[報 59]、4月12日の復活祭では多くの世界遺産の教会が感染拡大防止のためミサをライブストリーミングで行ったことに謝意を示した[報 134]。
- 都市封鎖が続くオランダとイギリスで学芸員不在の美術館から絵画の盗難が発生したことをうけ、ユネスコは閉鎖中の世界遺産に伴う文化施設における文化財・美術工芸品の管理について厳重に注意することを呼び掛けた[報 135][注 49]。
- 新型コロナウイルスの流行で管理者不在となった世界遺産の遺跡で盗掘が横行し出土品がブラックマーケットに流出していることが判明したほか、訪問者が途絶えたため入場料で維持費用を賄っている施設の収入が減ったことで世界遺産としての存続が危ぶまれる事例も明らかになってきた[報 136]。
- ハイチのシタデル、サン＝スーシ城、ラミエール国立歴史公園の構成資産ミロの礼拝堂が4月13日未明に焼失。コロナに伴う夜間外出禁止のため消防の出動が遅れ消火が間に合わなかった[報 137]。
- 2019年に発生したノートルダム大聖堂の火災の復興について、2024年4月の竣工予定でいたが、都市封鎖で工事も中断しており、今後も建材（文化資材）や作業員の確保も困難になるとみられ、再建予定が大幅に遅れる可能性が浮上している[紙 10]。なお、4月27日から工事は再開した[紙 11]。
- マリー・アントワネットによって改変されたヴェルサイユ宮殿の庭園を当初の姿に再現する作業（残された設計図に基づく彫刻等の調度品の位置や本来の植生復元）について、2022年の竣工予定でいたが、パリの都市封鎖の影響で完成が遅れる見込みとなった[報 138][注 50]。
- 2020年3月23日にクロアチアで大規模な地震が発生し、スタリー・グラード平原などで被害が生じたが、コロナの影響で復旧が着手できない状態にある[報 139]。
- マレーシアのマラッカ海峡の歴史的都市群の構成資産であるジョージタウンにおいてクラスターが発生し、家屋内を含む街全体の大掛かりな消毒が計画されたが、塩素使用や紫外線照射により木造建築の古民家に負荷がかかることが懸念される[報 140]。
- インドのカジランガ国立公園では都市封鎖により幹線道路の交通量が減ったことで動物が公園の境界線に近づきサイが密猟に遭っている[報 141]。
- コンゴ民主共和国のヴィルンガ国立公園（危機遺産）では、2000年代初頭にエボラ出血熱がゴリラに感染して個体数の⅓が失われた経緯があり、コロナの人獣共通感染症の可能性を考慮し、動物管理官や密猟者を含めた人間との接触感染を厳重監視することになった[報 142]。
- 中国では2020年4月4～6日が清明節の三連休で、コロナの猛威が収束したとして冷え込んだ地元経済を刺激しようと黄山を当局が無料開放したところ観光客が殺到した。これをうけユネスコは、感染回復者の再度の陽性化が確認され、不顕性感染があるウイルスの性質から残留潜伏によるぶり返しを懸念し、世界遺産がクラスターになることはあってはならないと表明した[報 143]。

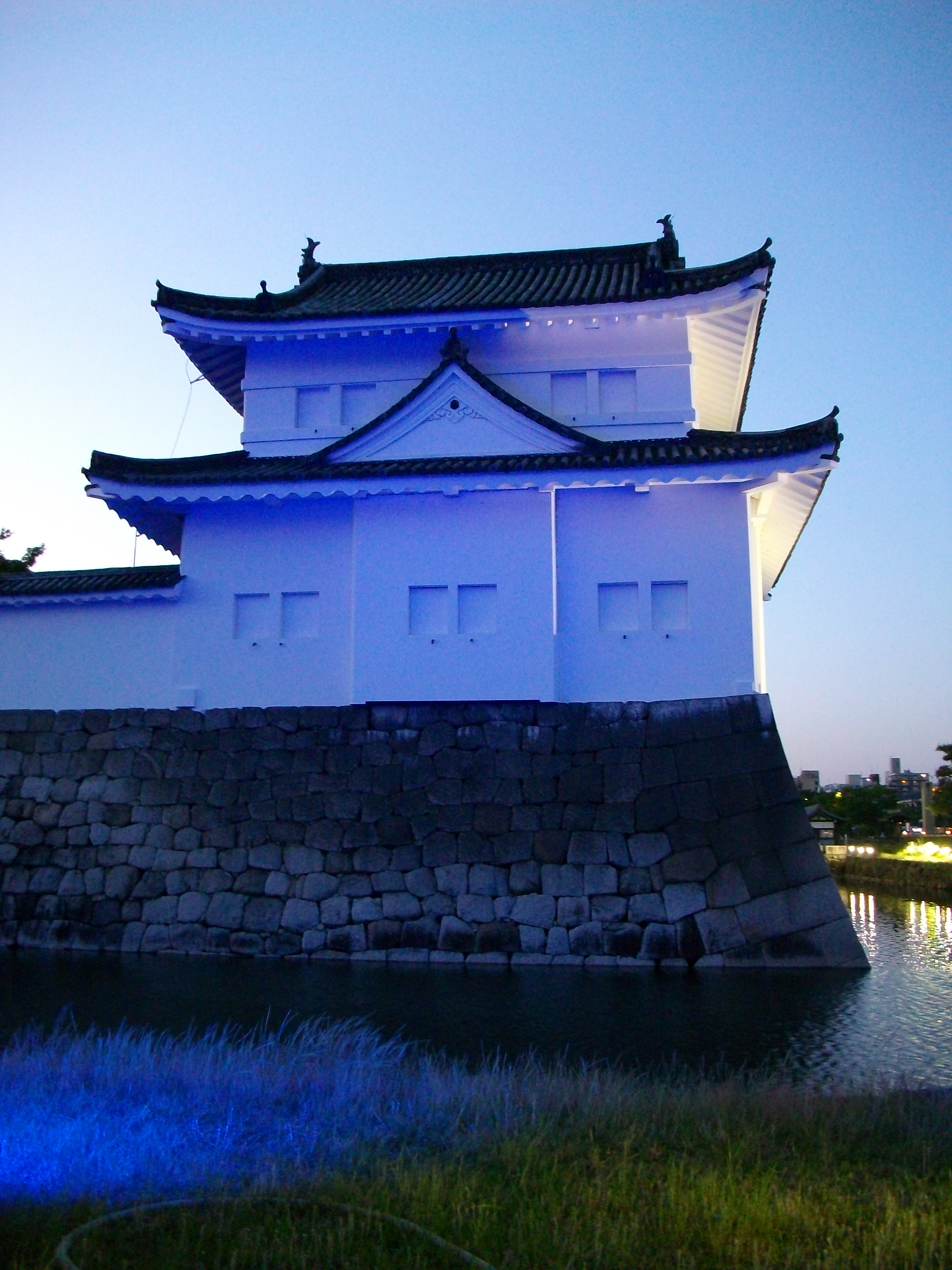
ブルーライトアップされた二条城隅櫓

- コロナと闘う医療従事者（コ・メディカル）への感謝と応援を表すため、建造物を青い照明でライトアップする「Make it Blue(Light it Blue)運動」がイギリスから世界中へ広まり[注 51]、日本でも賛同した姫路城が2020年4月23日～5月6日まで[hp 55]、富岡製糸場の煙突が4月20日～5月6日まで[報 144]、明治日本の産業革命遺産の韮山反射炉が4月28日～5月6日まで[報 145]同じく三池炭鉱の宮原坑と万田坑および三角西港（洋館の浦島屋）が6月19日～7月8日まで[報 146]、二条城の隅櫓が5月1～31日まで[報 147]、熊野本宮大社の大鳥居が5月11～21日まで[報 148]それぞれ実施する。
- ギリシアではシリア難民キャンプでコロナが蔓延したため人々が逃げ出し、デロス島などにたどり着いた結果、そこで地元住民に感染し死者が増え地域社会が崩壊の危機に晒されている。ユネスコは世界遺産維持のため地域コミュニティの存在を重視しているだけに（下記「終息後を見据えたユネスコの動き」参照）、心配されている。また、難民が遺跡内で過ごしているため棄損が生じたり、難民を襲撃するコロナ狩りも起きている[hp 56]。
- ケニアのマサイ族がタンザニアのンゴロンゴロ保全地域内で挙行される伝統行事に参加しようとしたが、検査体制が不十分で感染者が紛れている可能性と集団形成による感染を考慮して越境が許可されなかったため、小競り合いへと発展。このことは伝統文化継承の危機であるとともに、社会的弱者・社会的少数者に追い打ちをかけたり、単なるコロナ差別から民族差別を助長しかねないことになる[報 149]。上記の難民襲撃なども含め、ユネスコはヒューマン・ライツ・ウォッチとともに、国連の経済的、社会的及び文化的権利に関する国際規約に基づいて、コロナ蔓延下での文化と人権の擁護に乗り出す[hp 57]。
- イスラエルのエルサレムの旧市街とその城壁群（危機遺産）において、感染防止のため安息日の合同礼拝（金曜礼拝）とミクワーが禁止されたことに対し、超正統派の人々が反発し暴動へと発展。鎮圧に乗り出した警察と衝突したため、城壁などが破損した[報 150]。
- イスラエルがパレスチナ自治区にコロナ用の臨時診療所を設けることを理由に、ヘブロン（アル＝ハリール）旧市街（危機遺産）に進駐し、既成事実として収用を目論んでいるとパレスチナが主張している[報 151]。
- 英領バミューダ諸島のバミューダ島の古都セント・ジョージと関連要塞群に設置されたガイダンス施設としての世界遺産センターがコロナにより入場者が無くなったため、閉鎖することになった[報 152]。
- ユネスコが行った調査によると、7月20日時点で世界遺産の42％がまだ再開できていない状況にある[報 153]。
  - アイルランドのシュケリッグ・ヴィヒルは感染拡大防止のため、2021年まで封鎖することを決めた[報 154]。
- ブラジルのフェルナンド・デ・ノローニャはコロナ感染者限定で観光訪問を認めるという逆転の発想を実施[報 155]。
- ワクチンが普及しはじめたことをうけ、いわゆる免疫パスポートを保持した者に対して各国で旅行客の受け入れが再開するようになり、世界遺産でもガラパゴス諸島を筆頭に、グアテマラのマヤ遺跡、ヨーロッパでもポーランド・ルーマニア・ジョージア・エストニアの教会などが門戸を開きつつある。但し、入国前に改めてのPCR検査を求めたり、接触追跡アプリインストールの義務、変異ウイルスの猛威が続くイギリス人は除外するなどの措置が採られている[報 156]。

- コロナ流行が沈静化したとする中国では、コロナに関する記事およびウイグルの文化遺産保護についての記事を発表すると逮捕されるという言論弾圧が行われているとの報道がなされた[報 157]。

「日本における2019年コロナウイルス感染症による社会・経済的影響#世界遺産」も参照。
また、 ウィキメディア・コモンズには、日本の世界遺産における2019年コロナウイルス感染症による影響に関するメディアがあります。

### 終息後を見据えたユネスコの動き
- 大打撃を被った観光業への支援として、国連観光機関（UNWTO）とともにトラベルバブルから始め、3密を避けつつユニークベニューの実施やコト消費・ワーケーションの場とするなどで世界遺産を活用するヘリテージツーリズムを積極的に展開することを検討[hp 58][注 52]。

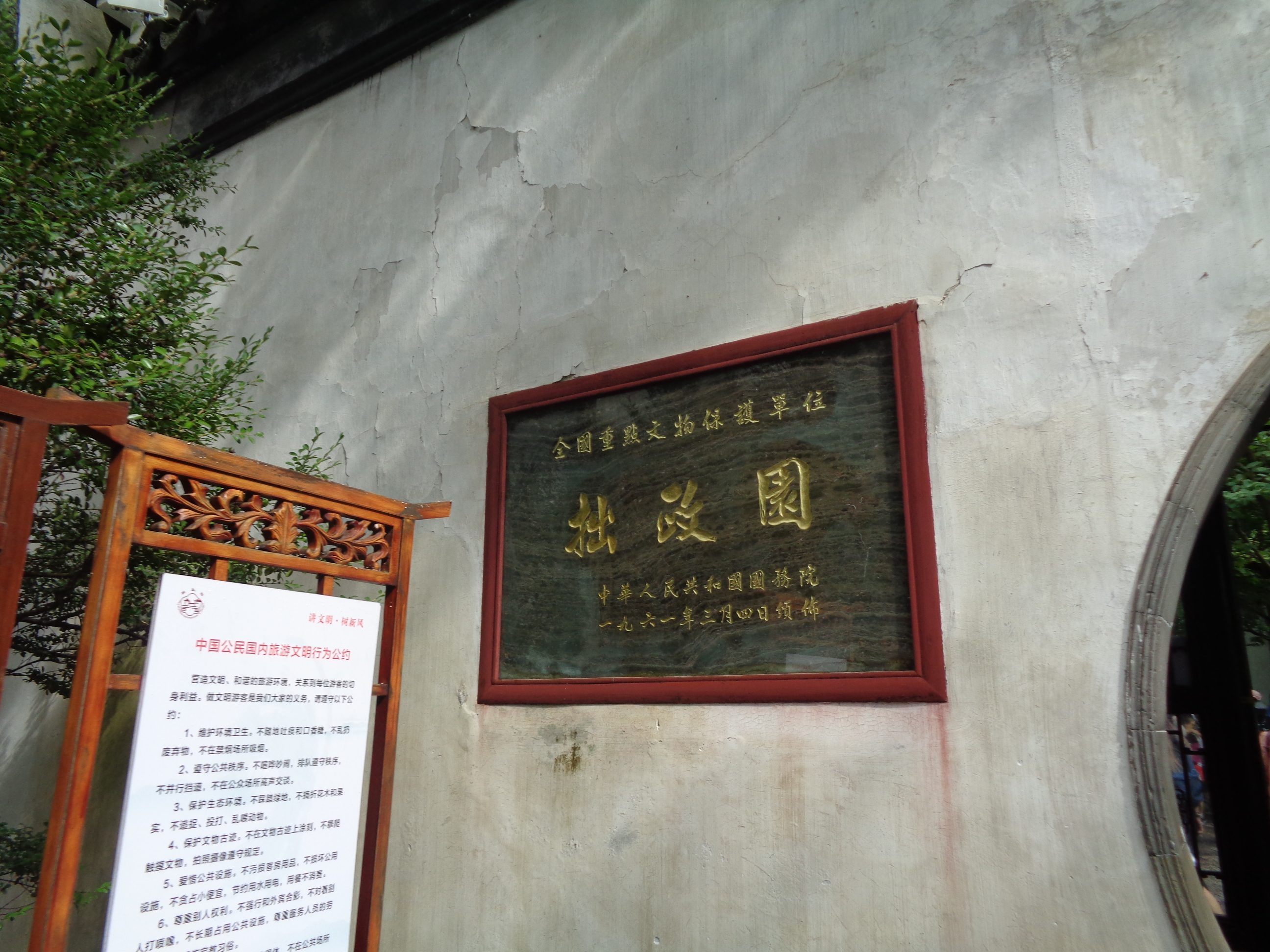
予約による制限を課した蘇州古典園林の拙政園はユネスコがモデルケースとする

- 新型コロナウイルスが完全に終息するには2～3年かかる可能性や毎年変異して襲来する可能性が示唆され、新しい生活様式（ニューノーマル）を考えなければならない時代に際し、多くの観光客が押し寄せる世界遺産でクラスターが発生することを防ぐため、世界遺産への入場枠設定や定時入れ替え、時間指定や事前予約制を積極的に導入することも検討すべきとし、これによりオーバーツーリズムによる環境負荷の軽減になることも期待する[hp 59]。
- 2020年および2021年の5月5日のアフリカ世界遺産の日（英語版）に実施したオンライン会議で、アフリカ諸国では新型コロナウイルスにより社会崩壊（英語版）を起こしており、ユネスコとしても社会復興に協力すると約束した。特にいくつかの国から世界遺産におけるエッセンシャルワーカーとしての管理者（サイトマネージャー）が亡くなっていると報告が上がったことから[注 53]、後任人材の育成を最優先で取り組むこととした[報 158][hp 60]。
- 国際金融市場でのコロナ暴落（コロナショック）と続く不況の景気回復に創造経済（英語版）が有効であるとして創造産業を支援するとともに、第39回世界遺産委員会において持続可能な開発のための文化を採択して以降、創造産業と世界遺産に含まれる文化的財・環境財を交えた総合的な文化事業・文化産業を広めることで、文化多様性と文化的自由を包摂する持続可能な社会の構築を目指しており、委員会が再開された際の議題になりうる[報 57][注 54]。
- ユネスコは上記の「持続可能な社会」とともに、社会的包摂（インクルーシブ社会）の普及も目指している。これは「京都ビジョン」[hp 49]の中で、世界遺産の維持にはコミュニティの存在が欠かせず、それを存続させるために社会的結束やソーシャル・キャピタルが重要としており、今回の感染流行は文化的特異点になり得、ポストコロナのパラダイムシフトと合わせた戦略文化として展開するつもりでいる[hp 61]。
- 2017年に設立されたユネスコ嘱託研究機関の遺産未来委員会（UNESCO Chair of Heritage Futures）が、コロナで高まった環境意識を世界遺産に反映させるべく、今後ヨーロッパの文化遺産（建築物）を修繕する際に素材の真正性は尊重しつつも、可能な限り環境に配慮した建材・資材を併用（例えば光起電力ガラスの使用やバックヤードに余剰エネルギー備蓄設備を設置）することを提言した[報 159]。
- 2021年4月7～21日にオンラインで開催した第211回ユネスコ執行委員会（議長国:アラブ首長国連邦）において、「文化芸術教育の枠組み」を採択。本年は国連が「持続可能な開発のための創造経済年」とし、文化が生み出す経済性をコロナ禍からの復興開発に役立てるとしていることもあり、執行委員会は「文化芸術教育の枠組み」を世界遺産にも反映させ、その活用から文化経済としてコロナで疲弊した地域経済に役立てる方策を検討するよう世界遺産委員会へ指示した[報 160]。

### 流行禍からの復興
- 感染拡大で甚大な被害をうけたヨーロッパの地中海に面した都市の世界遺産に関して世界遺産センター副所長のJyoti Hosagraharが中心となり、都市遺産における再流行時の住居・公共空間や移動の在り方（感染防止のために遺産の改変を認めるべきか）について議論を始め、同時に世界遺産における持続可能な開発を追及すべくグリーンリカバリーを採用することを奨励する[hp 62]。

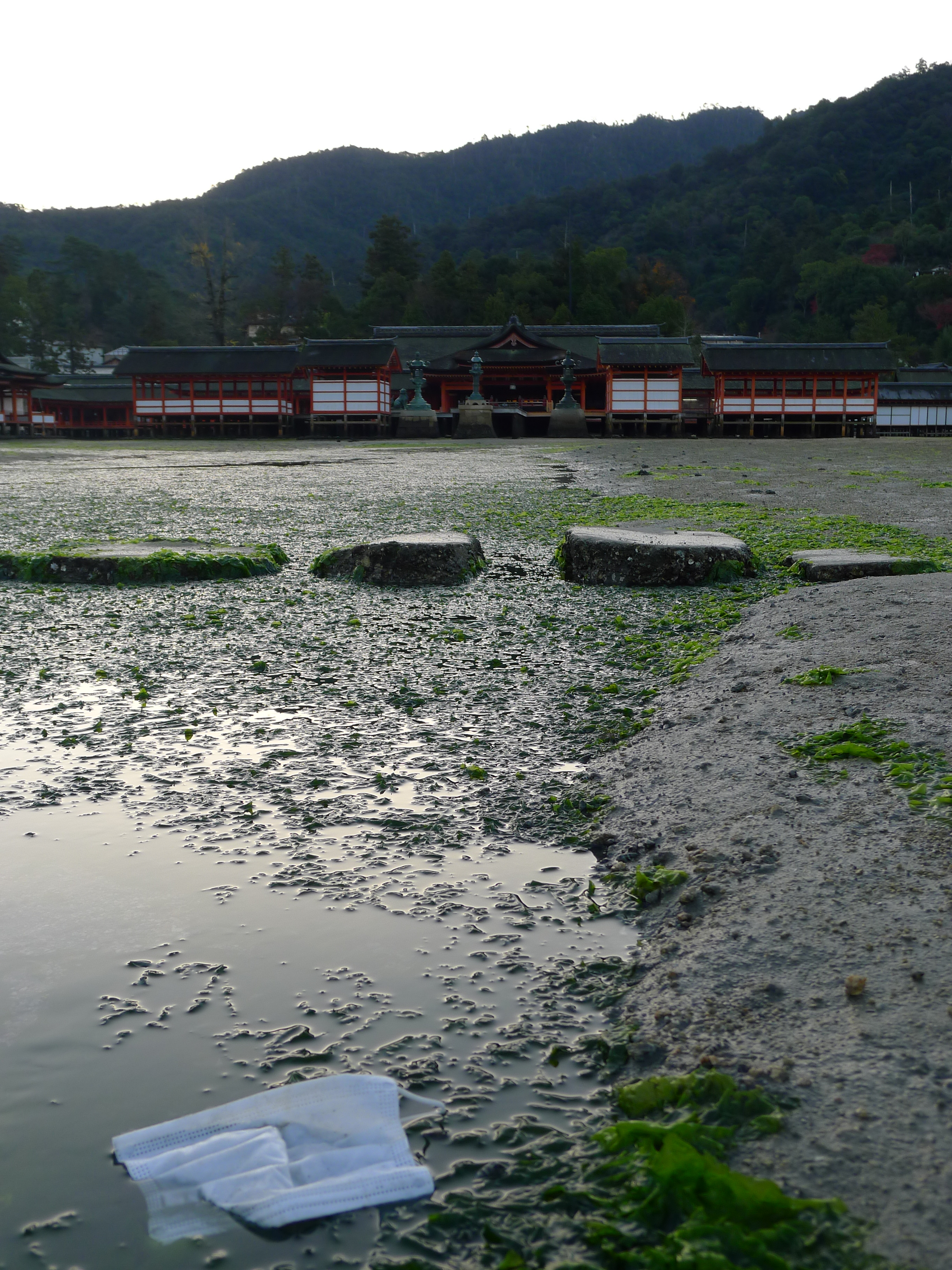
宮島へのマスク漂着ごみ（背後は厳島神社）

- 海洋域の世界遺産においてマスクやビニール手袋などコロナ由来とみられる漂流・漂着ごみが増えたことをうけ、その回収を急ぐとともに、これを契機にマイクロプラスチックが世界遺産に及ぼす影響についても調査する[報 161]。
- 2020年9月28日にオンラインによる「国際討論：文化観光（英語版）、コロナからの回復（Global Debate: 'Culture, Tourism and COVID-19: Recovery, Resiliency and Rejuvenation'）」を開催し、レジリエント・ツーリズムが提唱された[hp 63]。
- 甚大な被害を被った今回のコロナ禍を教訓とし、ユネスコによる持続可能性を追及すべく、「持続可能な遺産管理」のプログラムを立ち上げた[hp 64]。
- 2020年12月14日、オンライン会議「世界遺産と観光：コロナ危機の課題への取り組み（World Heritage and tourism: Tackling the challenges of the COVID-19 Crisis）」を開催し、都市遺産（英語版）における都市観光や文化的景観といった人口密度が高い場所や人の暮らしがあり接触確率が高い世界遺産での安全確保の方法などについて協議が行われ、オンラインツアーの有用性を確認した[hp 65]。
- ユネスコ加盟87ヶ国104,000の美術館・博物館の90％が平均5ヶ月にわたり休館し、入館者が70％減少した結果、収益が前年比で最大80％減少。43％が充分な公的支援を受けられておらず、閉館廃館に追い込まれたものもあり、遺産の価値（英語版）を補完する収蔵品の管理が行き届かないばかりか、散逸も発生してる実態があるため、重要性に応じて緊急的な保護措置に乗り出し、文化遺産の書式化（英語版）を進め流出時の確認に利用できる目録作成も行う[hp 66]。
- ユネスコ文化局が実施した調査によると、2020年は全ての世界遺産への訪問者数が前年比で66％減少し、入場料などの収益が52％減少（宗教施設への寄進は除く）。さらにガイダンス施設などの関連施設を含めた常勤スタッフの40％、非常勤スタッフの53％が休職（継続中）・解雇されたことが明らかになり、ユネスコでは各国へ遺産維持と復興後の訪問者へのカルチュラル・スタディーズのために再雇用を求めた。また、都市や住民の営みがある世界遺産における生活の安全確保と遺産維持の両立を実現するための指針を示した[hp 67][報 162]。